# Aachen

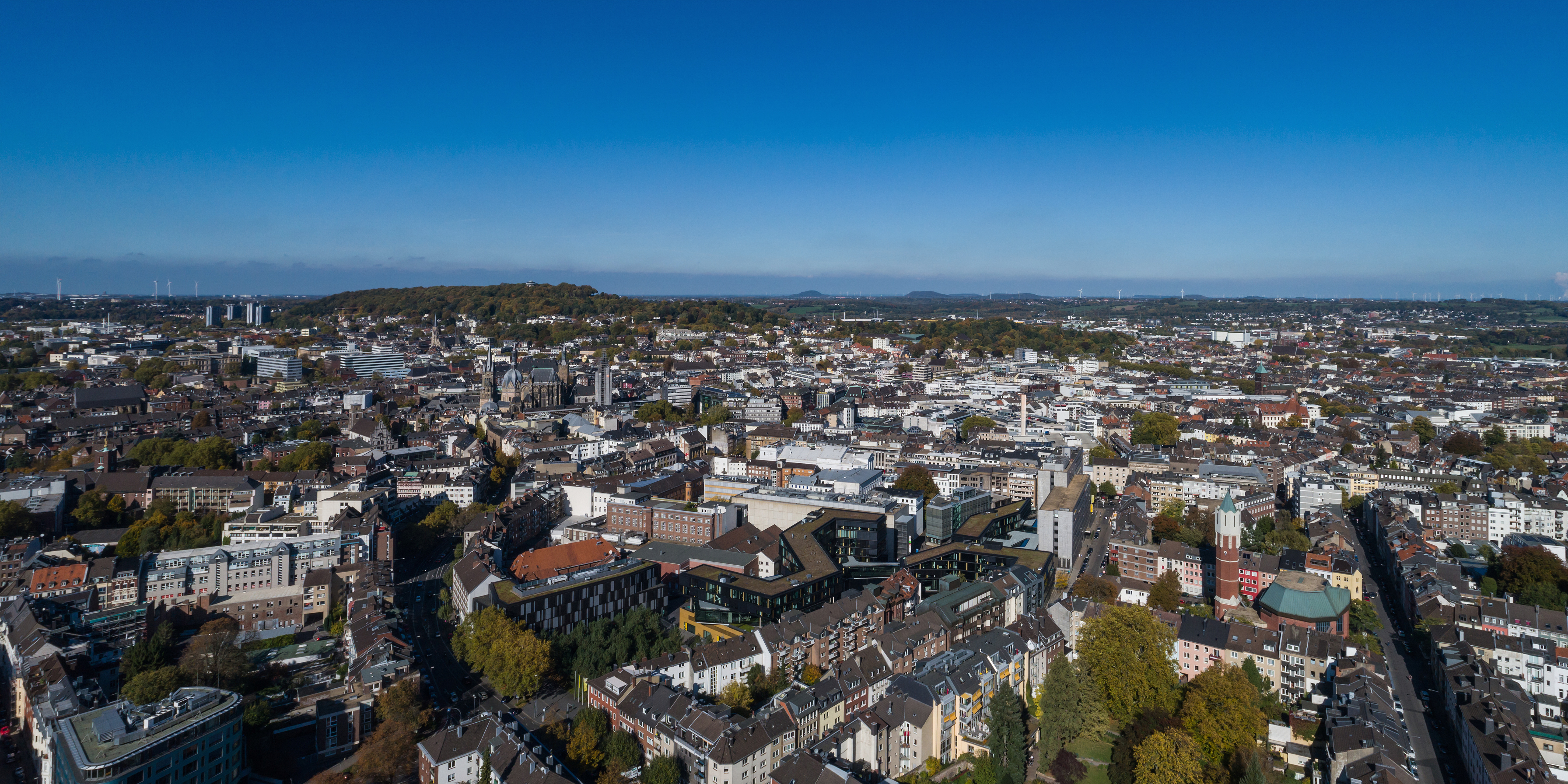
Luftbild von Aachen

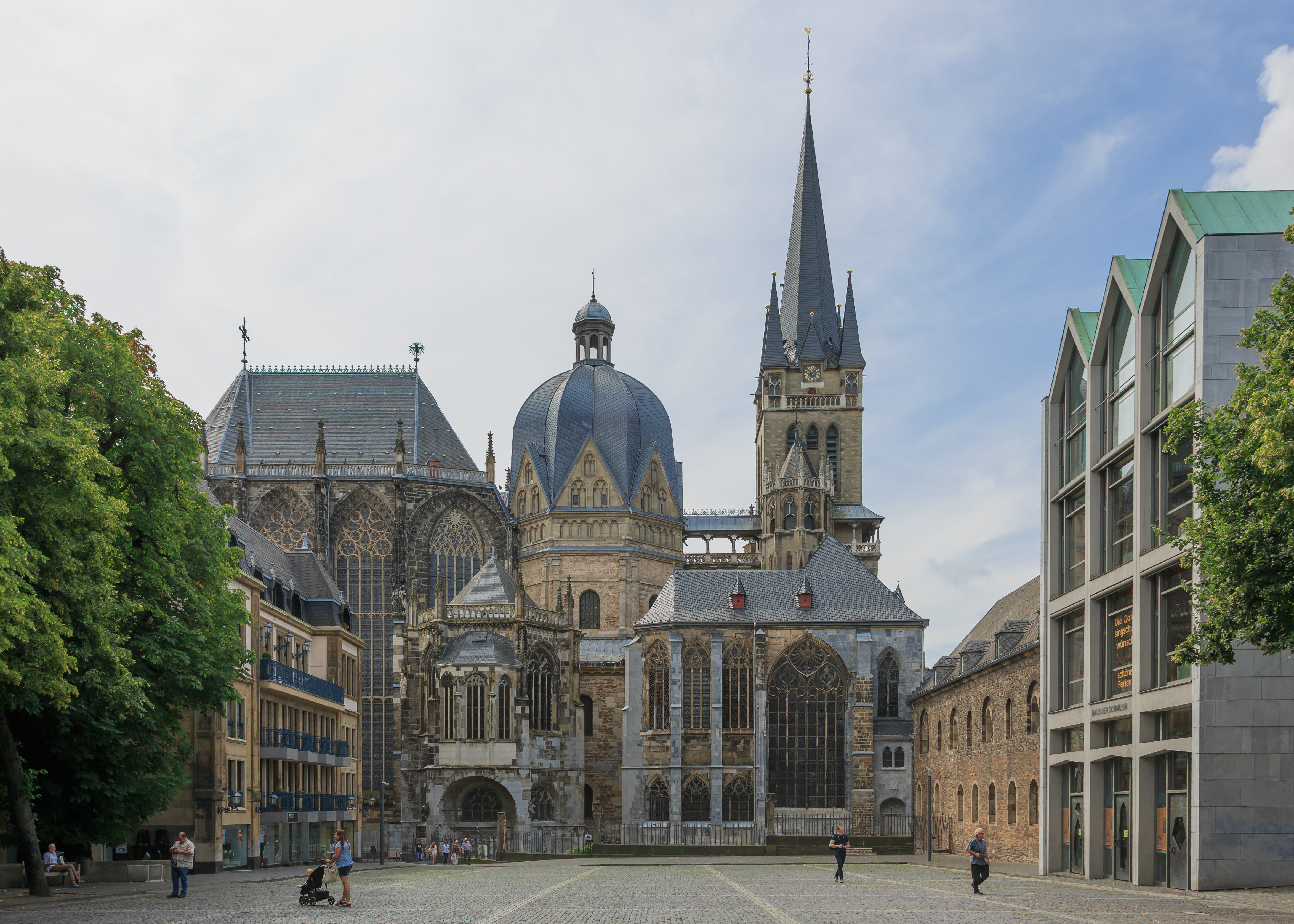
Aachener Dom

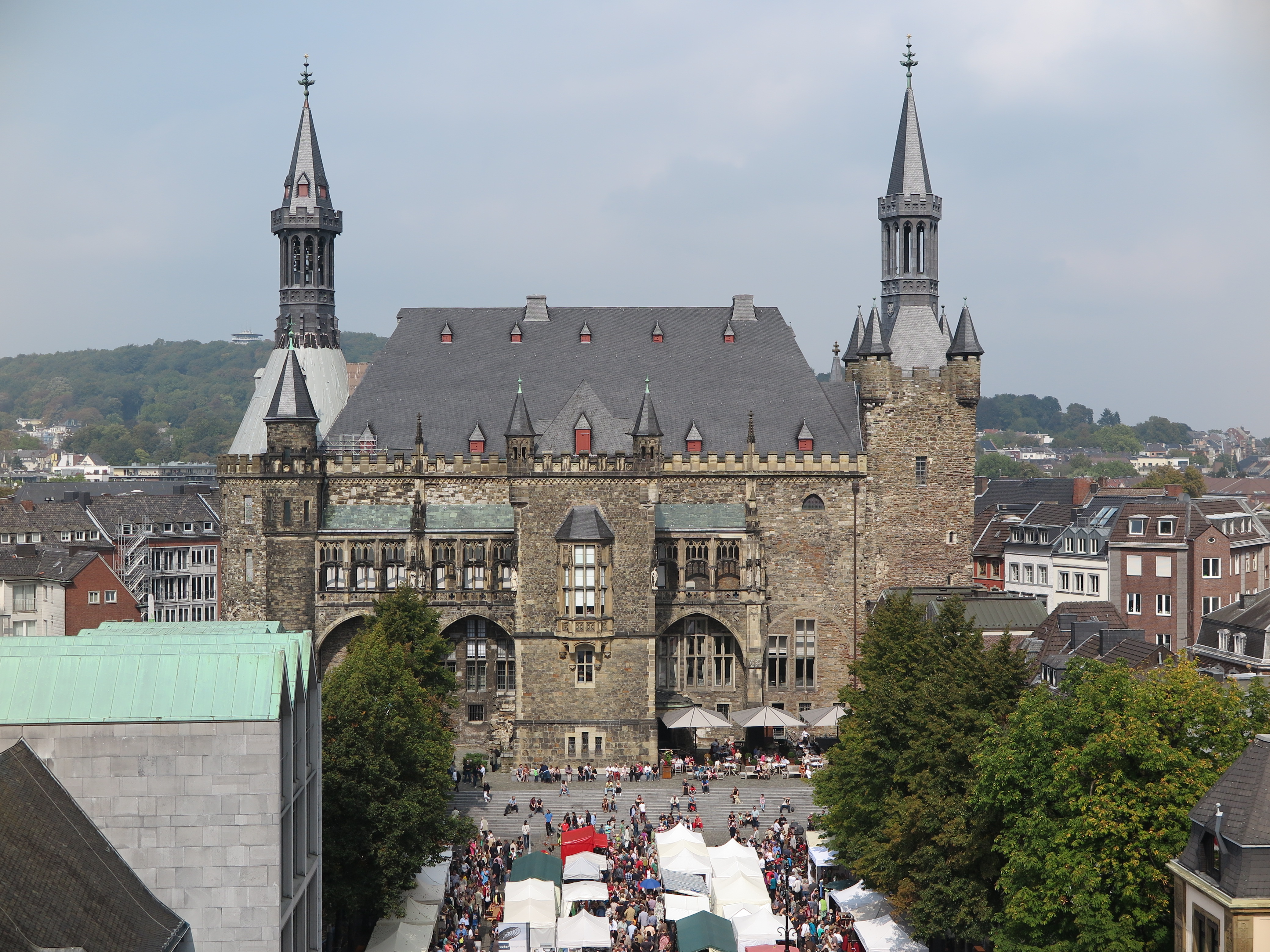
Aachener Rathaus

Aachen [ˈaːxn̩] ⓘ (Öcher Platt: Oche; französisch Aix-la-Chapelle [ɛkslaʃaˈpɛl]; niederländisch Aken; lateinisch Aquæ Granni) ist eine kreisfreie Großstadt im nordrhein-westfälischen Regierungsbezirk Köln. 
Die Aachener Pfalz war die bedeutendste Pfalz Karls des Großen und wurde seine Grablege. In der Folge wurde Aachen später Reichsstadt und fast 600 Jahre lang Krönungsort von 31 deutschen Königen. Das Wahrzeichen der Stadt, der Aachener Dom, geht auf die als Meisterwerk der karolingischen Baukunst geltende Pfalzkapelle der von Karl dem Großen gegründeten Aachener Königspfalz zurück. Gemeinsam mit dem Domschatz wurde der Dom im Jahr 1978 als erstes deutsches und als weltweit zweites Kulturdenkmal in die UNESCO-Welterbeliste aufgenommen.
Das heutige Aachen ist Mitglied des Landschaftsverbandes Rheinland und nach dem Aachen-Gesetz mit Wirkung vom 21. Oktober 2009 Verwaltungssitz der Städteregion Aachen. 1890 überschritt Aachen erstmals die Einwohnerzahl von 100.000 und ist seitdem die westlichste deutsche Großstadt. Aachen grenzt an die Niederlande und Belgien.
Mit der Rheinisch-Westfälischen Technischen Hochschule (RWTH), seit 2007 im Rahmen der Exzellenzinitiative gefördert, verfügt Aachen neben weiteren Hochschulen über eine der größten und traditionsreichsten technischen Universitäten Europas. Die Stadt ist Bischofssitz des Bistums Aachen und Austragungsort des alljährlich stattfindenden Reitsportturniers CHIO Aachen. Ferner ist sie insbesondere durch die Aachener Printen als lokale Spezialität ein bedeutender Standort der deutschen Süßwarenindustrie.
Bedingt durch die Grenzlage „im Herzen Europas“ finden sich zahlreiche kulturelle, besonders auch architektonische Einflüsse aus den Nachbarregionen, dem belgisch-niederländischen Raum. Wohl nicht zuletzt auch aufgrund dieses europäischen Charakters – schon zu Lebzeiten wurde Karl der Große, der Aachen zum politischen, kulturellen und spirituellen Zentrum seines Reiches machte, Pater Europae („Vater Europas“) genannt – wird hier seit 1950 jährlich der Internationale Karlspreis für Verdienste um den europäischen Einigungsprozess an Persönlichkeiten des In- und Auslands verliehen.
Aachen ist staatlich anerkanntes Heilbad für die Kurbereiche Monheimsallee und Burtscheid mit ihren ergiebigen Thermalquellen. In der städtischen Tourismuswerbung wird gelegentlich die Bezeichnung Bad Aachen verwendet; jedoch hat die Stadt niemals beantragt, das Prädikat Bad in ihren amtlichen Namen aufzunehmen.

## Name
Der antike Name der Stadt ist nicht überliefert. Da Karl der Große seine Pfalz auf den Resten römischer Bäder gründete, darf das lateinische Wort aqua für „Wasser“ als Namensursprung angenommen werden. In lateinischen Texten des Mittelalters ist der Ort manchmal einfach als Aquae oder Aquis bezeichnet, zunehmend aber als Aquisgrani. Daher wird vermutet, dass der antike Name *Aquae Granni lautete und der Ort nach einer dem keltischen Gott Grannus geweihten Quelle benannt ist. Wegen der späten Überlieferung des Namens geht eine andere Theorie davon aus, dass Aquisgrani erst eine Schöpfung der lateinischen Kanzleisprache des Fränkischen Reiches im 8. Jahrhundert ist. So enthält der französische Name für Aachen (Aix-la-Chapelle) wie andere französische Städtenamen den auf das lateinische Aquis (Ablativ Lokativ Plural) zurückzuführenden Bestandteil Aix, das sich sehr oft auf Thermalbäder bezieht. Die Lage in der Nähe der romanisch-germanischen Sprachgrenze äußert sich auch in den Namen benachbarter Quellorte, Seffent (septem fontes, „sieben Quellen“) im Westen des Aachener Stadtgebietes und Duffenter (duo fontes, „zwei Quellen“) im Gebiet der Nachbarstadt Stolberg.
Die Stadt ist staatlich anerkannte Kurstadt und kann den Zusatz Bad führen, siehe dazu den Abschnitt Bad Aachen.

In verschiedenen Sprachen wird die Stadt unterschiedlich bezeichnet. Die Bezeichnungen lehnen sich teils an den heutigen Namen an, beispielsweise niederländisch Aken, luxemburgisch Oochen oder russisch Ахен, teils an den lateinischen Namen, zum Beispiel italienisch Aquisgrana, spanisch Aquisgrán oder polnisch Akwizgran. Eine Ausnahme bildet französisch Aix-la-Chapelle, bei der der von aquis abgeleiteten Bezeichnung Aix (vgl. Aix-en-Provence) der Bezug auf die Aachener Pfalzkapelle folgt.

## Geografie

### Lage

Aachen liegt an der Wurm

Aachen liegt im Grenzgebiet zu den Niederlanden und Belgien (Euregio Maas-Rhein) am Nordrand der Eifel bzw. des Rheinischen Schiefergebirges. Die Eifel und das Hohe Venn im Süden, weite Gebiete zwischen Niederrhein und Niedermaas sowie die Ardennen sind an Aachen angrenzende Landschaften. Nahe gelegene größere Städte sind Köln, Düsseldorf, Duisburg, Bonn, Mönchengladbach, Krefeld, Leverkusen, Lüttich (Belgien), Maastricht, Heerlen und Roermond (alle Niederlande). Außerdem grenzt Aachen im Norden und Osten an einen städtischen Verdichtungsraum, zu dem die Städte Herzogenrath, Übach-Palenberg, Alsdorf, Baesweiler und Würselen nördlich, Eschweiler nordöstlich und Stolberg östlich der Stadt gehören.
Aachen liegt im Dreiländereck Deutschland–Belgien–Niederlande im Zentrum der Euregio Maas-Rhein, in einem nach Nordosten geöffneten Talkessel, in dem sich fast alle Aachener Bäche in der Wurm sammeln und zur Rur fließen. Das Stadtgebiet befindet sich somit im Einzugsgebiet der Maas, direkt am Nordrand des linksrheinischen Schiefergebirges (Eifel), etwa 30 km nördlich des Hohen Venns.
Der höchste Punkt im Stadtgebiet misst 410 m ü. NHN und liegt im äußersten Südosten der Stadt im Stadtbezirk Aachen-Kornelimünster/Walheim. Der tiefste Punkt beträgt 125 m ü. NHN und befindet sich im Norden der Stadt im Stadtgebiet Richterich am Schnittpunkt Amstelbach/Bundesgrenze zu den Niederlanden beim Bundesgrenzstein Nr. 225. Der Marktplatz in der Stadtmitte liegt auf einer Höhe von 175 m ü. NHN. Die Länge der Stadtgrenze beträgt 87,7 km, davon 23,8 km Grenze zu Belgien und 21,8 km zu den Niederlanden. Die größte Nord-Süd-Ausdehnung beträgt 21,6 km, die größte West-Ost-Ausdehnung 17,2 km.

### Nachbargemeinden
Folgende Städte und Gemeinden grenzen (im Uhrzeigersinn im Nordwesten beginnend) an die Stadt Aachen:
- Städteregion Aachen: Herzogenrath, Würselen, Eschweiler, Stolberg, Roetgen
- Provinz Lüttich (Belgien): Raeren, Kelmis, Plombières
- Provinz Limburg (Niederlande): Vaals, Gulpen-Wittem, Simpelveld, Heerlen, Kerkrade

### Stadtgliederung

Stadtbezirke Aachens

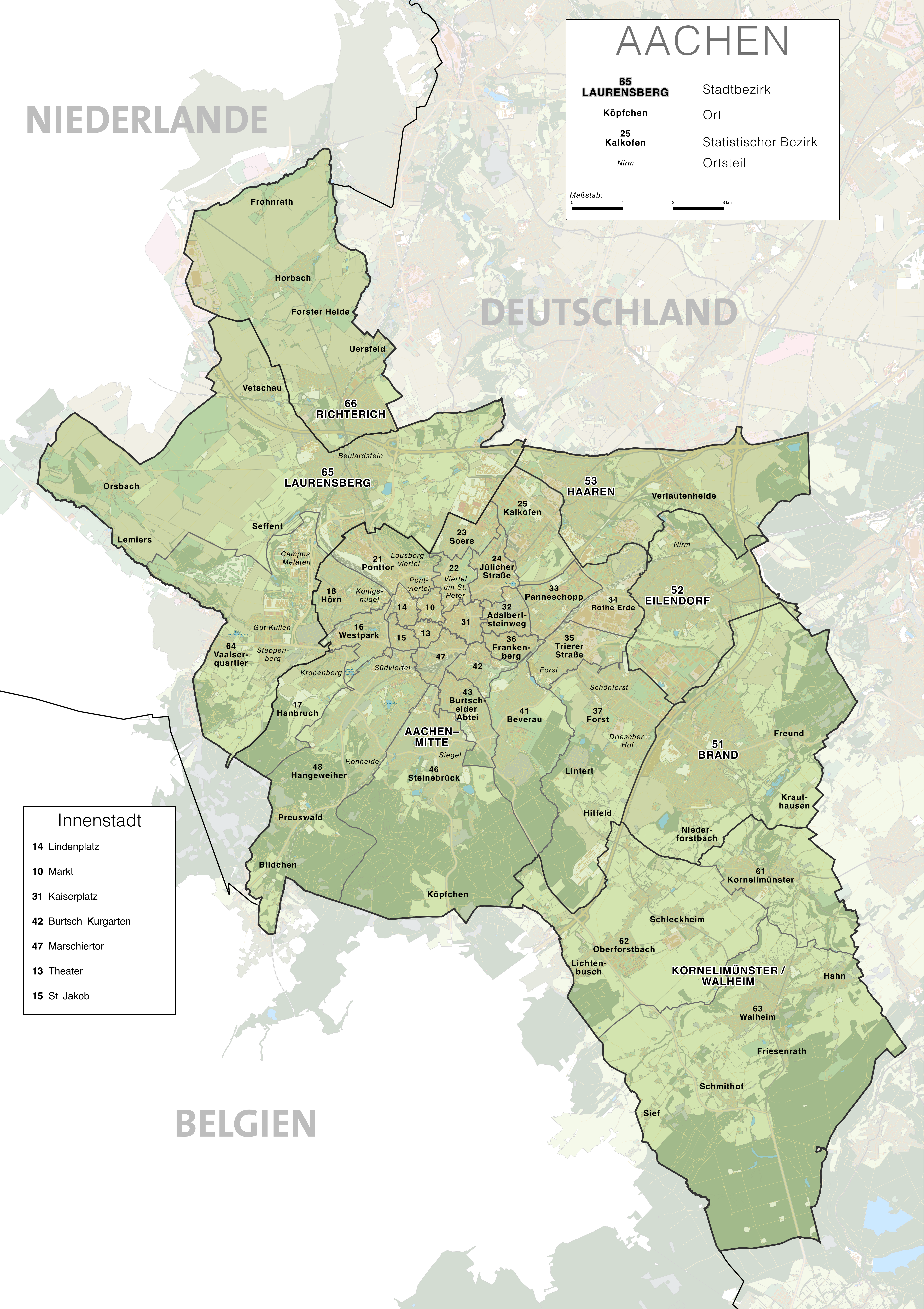
Stadtteile, statistische Bezirke und Ortsbezeichnungen Aachens

Das Stadtgebiet gliedert sich in die sieben Stadtbezirke Aachen-Mitte, Brand, Eilendorf, Haaren, Kornelimünster/Walheim, Laurensberg und Richterich. Jeder Stadtbezirk hat eine eigene Bezirksvertretung mit einem Bezirksvorsteher sowie ein eigenes Bezirksamt. Die Bezirksvertretung wird von der Bevölkerung des Stadtbezirks bei jeder Kommunalwahl gewählt. Einige der Stadtbezirke sind für statistische Zwecke in statistische Bezirke unterteilt.
Die Gemarkungen Aachens, die teilweise mit den Stadtbezirken übereinstimmen, bilden eine Unterteilung des Stadtgebiets für Katasterzwecke.
Unabhängig von diesen amtlichen Stadtgliederungen gibt es in Aachen zahlreiche weitere Ortsbezeichnungen für Stadtteile und -viertel, Ortschaften und Siedlungen, die allgemein als Ortsteile Aachens gelten.

### Klima

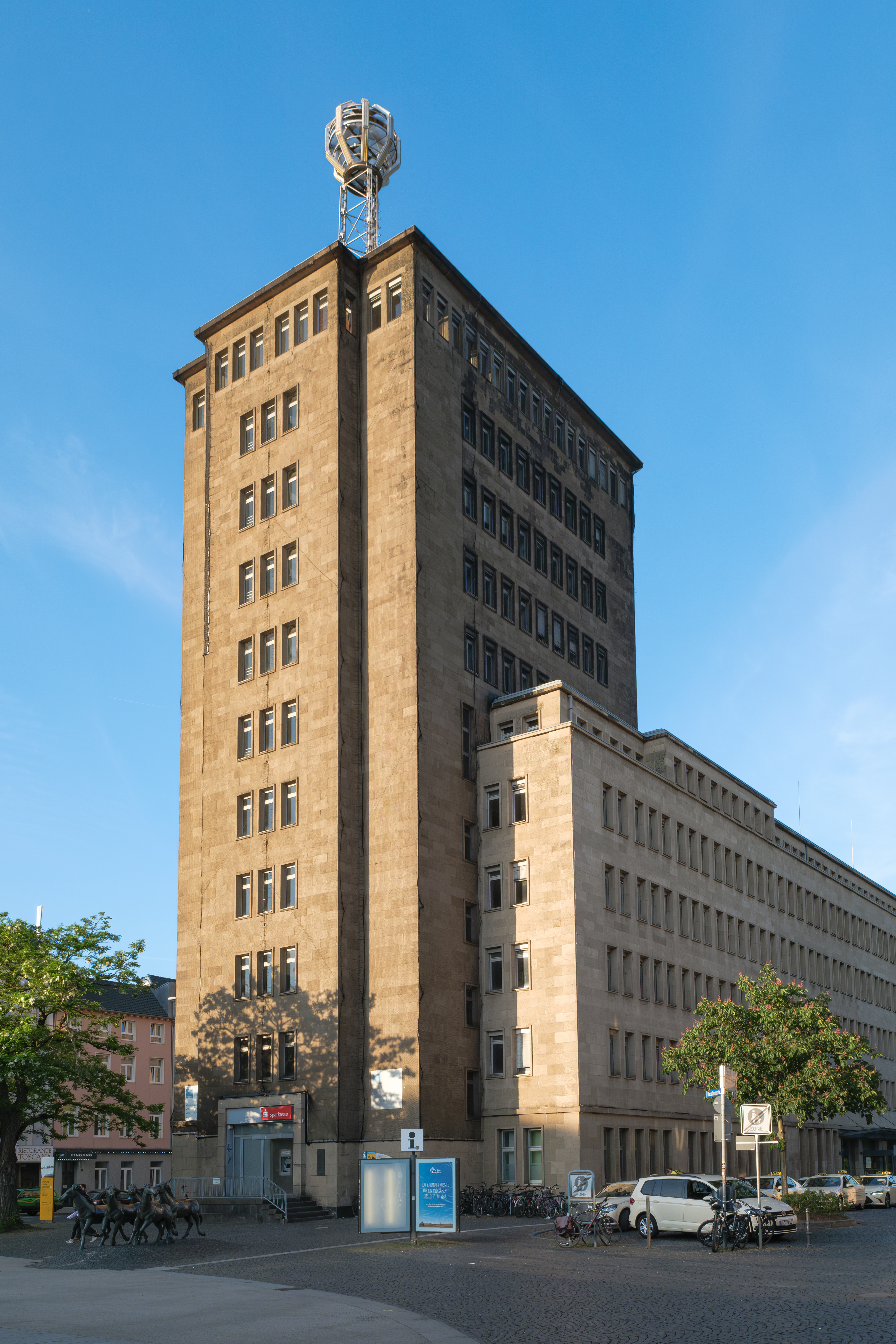
Wettersäule auf dem Hochhaus am Hauptbahnhof

Aachen und Umgebung gehören zur gemäßigten Klimazone und weisen ein ozeanisches Klima auf, mit feuchtem Wetter, milden Wintern und relativ ausgeglichenen Temperaturen. Durch die Lage nördlich der Eifel und des Hohen Venns ist die Niederschlagsmenge (im Schnitt 805 mm/Jahr) in Aachen aufgrund der vorherrschenden Westwetterlagen vergleichsweise höher als beispielsweise in Bonn (669 mm/Jahr). Ein weiterer Effekt der Lage am Nordrand der Eifel ist das Auftreten von Föhn bei südlichen Luftströmungen.
Auf Grund der Kessellage der Stadt kommt es häufiger zu Inversionswetterlagen. Einige Stadtteile sind stadtklimatisch durch einen flächenhaft ungünstigen Luftaustausch gekennzeichnet. Den zahlreichen Kaltluftschneisen, die stadtplanerisch möglichst frei von Bebauung bleiben sollen, kommt daher eine wichtige Bedeutung für das Stadtklima zu. Diese mesoklimatische, das Stadtklima regulierende Funktion erfüllen auch die Landschaftsschutzgebiete (LSG) im Aachener Raum.
Bei austauschstarken Wetterlagen – Windstärken 3 (Beaufortskala) mit südlichen bis westlichen Windrichtungen – ist ein ausreichender Luftaustausch im Talkessel gewährleistet. Als Ventilationsbahnen dienen Bachtäler und Grünzüge entlang dieser Windrichtungen, also zum Beispiel das Johannisbachtal. Bei austauscharmen Wetterlagen (sog. neutrale Witterung) kann es zu lufthygienisch problematischen Situationen kommen. Bei diesen nur mittleren Austauschverhältnissen wehen schwache Winde aus nordöstlichen bis südwestlichen Richtungen, sodass insoweit Bachtäler mit einer solchen Ausrichtung wie z. B. das Beverbachtal eine wichtige Belüftungsfunktion erfüllen. Problematisch sind allerdings stabile Hochdruckwetterlagen, also windschwache Schönwetterlagen mit hoher solarer Einstrahlung. Aufgrund der unzureichenden Luftströmungen kann die belastete Luft kaum noch durch Frischluft ersetzt werden. Für einen positiven Luftaustausch sorgt dann nur die in den Talkessel einfließende Kaltluft, die sich nachts auf größeren stadtnahen Freiflächen bildet. Derartige Kaltluftströme erfolgen beispielsweise über das Beverbachtal und die Erzbergerallee.
Eine Besonderheit der Wettervorhersage für Aachen ist die Aachener Wettersäule, eine etwa 11 Meter hohe Leuchtsäule auf dem Dach des Hochhauses Haus Grenzwacht am Hauptbahnhof, die durch die Leuchtfarbe ihrer Kugel und verschiedene Zeitverläufe des Leuchtens von Kugel und Schaft das für den nächsten Tag vorhergesagte Wetter anzeigt.
|                       | Jan  | Feb  | Mär  | Apr  | Mai  | Jun  | Jul  | Aug  | Sep  | Okt | Nov | Dez  |   |       |
| Mittl. Tagesmax. (°C) | 4,5  | 6,2  | 9,8  | 13,8 | 18,5 | 21,5 | 23   | 23   | 19,7 | 15  | 8,9 | 5,5  | ⌀ | 14,2  |
| Mittl. Tagesmin. (°C) | −1,3 | −1,2 | 1,1  | 3,6  | 7,6  | 10,7 | 12,4 | 12,1 | 9,5  | 6,3 | 2,4 | −0,2 | ⌀ | 5,3   |
|                       |      |      |      |      |      |      |      |      |      |     |     |      |   |       |
| Niederschlag (mm)     | 62,2 | 48,3 | 63,6 | 54,8 | 73,5 | 85,9 | 84,3 | 77,1 | 61,6 | 55  | 55  | 71,9 | Σ | 793,2 |
|                       |      |      |      |      |      |      |      |      |      |     |     |      |   |       |
| Sonnenstunden (h/d)   | 1,7  | 2,6  | 3,6  | 4,8  | 6,2  | 6,1  | 6,4  | 6,1  | 4,9  | 3,9 | 2,2 | 1,5  | ⌀ | 4,2   |
|                       |      |      |      |      |      |      |      |      |      |     |     |      |   |       |
| Regentage (d)         | 13   | 10   | 13   | 11   | 12   | 12   | 11   | 10   | 10   | 9   | 12  | 13   | Σ | 136   |
|                       |      |      |      |      |      |      |      |      |      |     |     |      |   |       |
| Luftfeuchtigkeit (%)  | 82   | 79   | 76   | 72   | 70   | 72   | 72   | 74   | 77   | 80  | 82  | 83   | ⌀ | 76,6  |

| −1,3 |

| −1,2 |

| 1,1 |

| 3,6 |

| 7,6 |

| 10,7 |

| 12,4 |

| 12,1 |

| 9,5 |

| 6,3 |

| 2,4 |

| −0,2 |

| −1,3 |

| −1,2 |

| 1,1 |

| 3,6 |

| 7,6 |

| 10,7 |

| 12,4 |

| 12,1 |

| 9,5 |

| 6,3 |

| 2,4 |

| −0,2 |

| N i e d e r s c h l a g | 62,2 | 48,3 | 63,6 | 54,8 | 73,5 | 85,9 | 84,3 | 77,1 | 61,6 | 55  | 55  | 71,9 |
|                         | Jan  | Feb  | Mär  | Apr  | Mai  | Jun  | Jul  | Aug  | Sep  | Okt | Nov | Dez  |

### Geologie

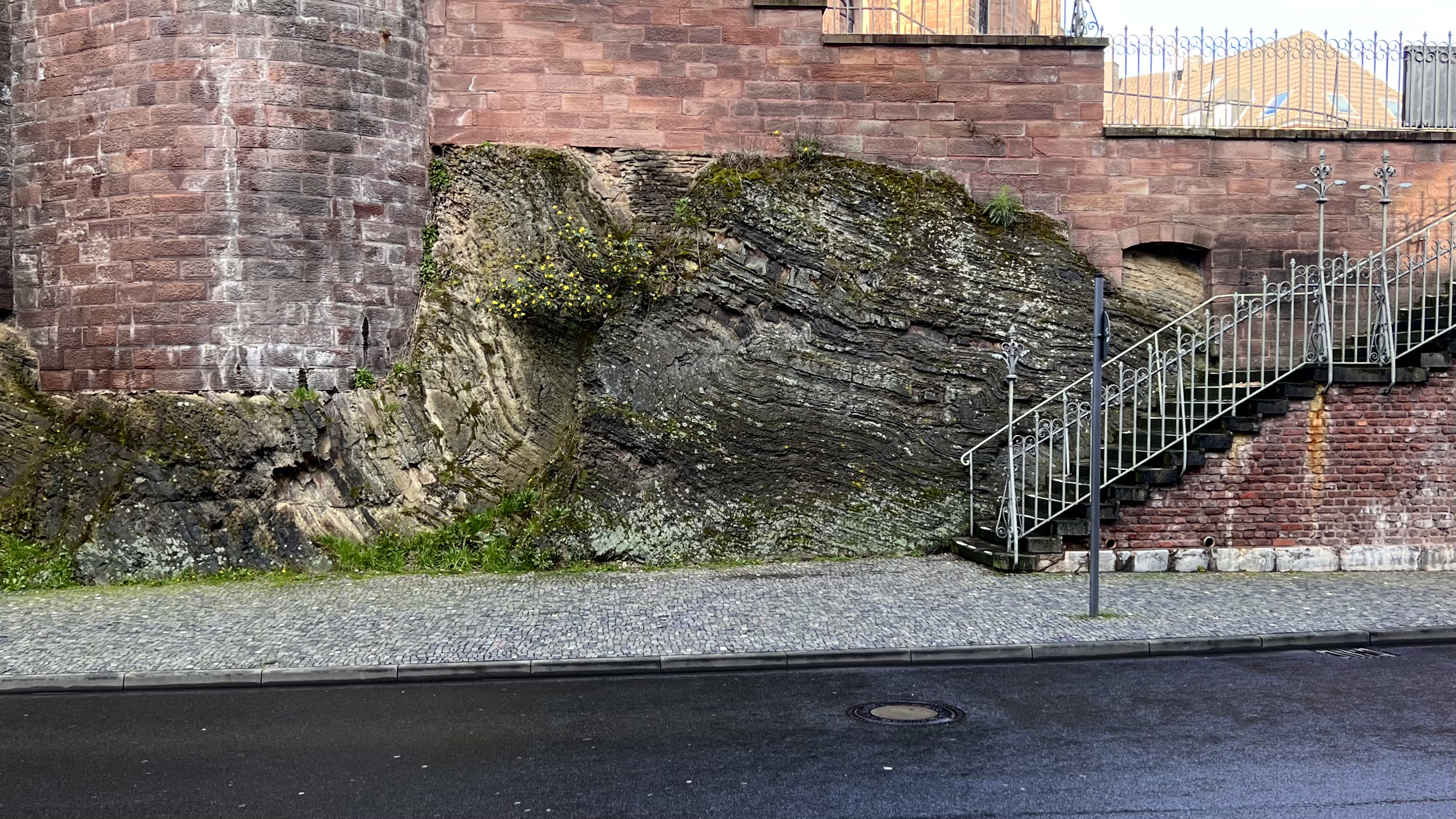
Gefaltete Sandsteine und Tonsteine der oberdevonischen Condroz-Formation unterhalb von St. Adalbert

Der Untergrund von Aachen ist sehr heterogen aufgebaut. Die ältesten im Stadtgebiet auftretenden Gesteine sind devonische und karbonische Sandsteine, Grauwacken, Tonsteine und Kalksteine. Die Gesteinsformationen gehören zum linksrheinischen Schiefergebirge nördlich des Hohen Venn. Im Oberkarbon sind diese Gesteinsschichten während der variszischen Gebirgsbildung eingeengt, gefaltet und überschoben worden. Nach der Auffaltung des variszischen Gebirges wurde das Gebiet über einen Zeitraum von 200 Millionen Jahren zunehmend eingeebnet.
Während der Kreidezeit drang das Meer aus Richtung Nordsee bis an den Gebirgsrand bei Aachen vor und lagerte dabei Tone, Sande und Kreidesedimente ab. Während die Tone, die unweit von Aachen in Raeren Grundlage einer bedeutenden Töpferindustrie waren, vorwiegend im Talkessel von Aachen zu finden sind, werden die Höhen des Aachener Waldes, des Schneebergs und des Lousberges von oberkreidezeitlichen Sand- und Kreideablagerungen gebildet. Die jüngsten Sedimente, die überwiegend im Norden und Osten Aachens verbreitet sind, stellen tertiäre und quartäre Fluss- und Windablagerungen dar.
Entlang der großen Überschiebungsbahnen der variszischen Gebirgsbildung – der Aachener und Burtscheider Überschiebung – treten heute im Stadtgebiet, an oberdevonische Kalksteine gebunden, die über 30 Aachener und Burtscheider Thermalquellen zutage. Den Untergrund von Aachen durchziehen darüber hinaus zahlreiche, auch heute zum Teil noch aktive tektonische Störungen, die zum Störungssystem des Rurgrabens gehören. Dieses Störungssystem hat sich in der Vergangenheit in Aachen und der gesamten Kölner Bucht immer wieder durch Erdbeben bemerkbar gemacht, so etwa in den Jahren 823, 1756 bei Düren und 1992 bei Roermond.

### Flächennutzung und -nutzungsplan

Gesamtflächennutzung in Aachen, Stand 2022

Von der Gesamtfläche Aachens (Stand 2022) stellt mit 59,35 %, bzw. 95,47 km², die Vegetationsfläche den größten Nutzungsanteil. Unter diesen Oberbegriff fallen sowohl landwirtschaftliche Nutzflächen (38,75 %), wie auch Wälder (18,78 %), Gehölz (1,77 %) und Unland (0,22 %). Heide und Sumpfflächen sind jeweils zu 0,1 % anteilig.
Mit insgesamt 18 % Versiegelungsgrad, weist die Stadt Aachen einen erhöhten Wert der Flächenversiegelung auf, welcher über dem Bundesdeutschen Mittelwert von 5,2 % liegt.
Aufgrund des hohen Versiegelungsgrades fordert das Umweltamt des Weiteren den Erhalt bzw. die Erweiterung aller innerstädtischen, größeren, offenen Grünflächen, um eine wirksame Frischluftversorgung nicht weiter zu gefährden.
Die Stadtverwaltung erwägt im Zuge der geplanten Neuaufstellung des Flächennutzungsplans, mehrere Kaltluftentstehungsgebiete in Bauland umzuwandeln. Dagegen haben sich hinsichtlich der Prüfgebiete Beverau, Schönthal und Grauenhoferweg im Sommer 2014 drei Bürgerinitiativen gebildet.

## Umweltschutz
In Aachen kommt neben dem Boden-, Gewässer-, Lärm-, Klima- und Landschaftsschutz auch der Erhaltung bzw. Wiederherstellung der bestmöglichen Luftqualität besondere Bedeutung zu.

### Luftqualität
Die Talkessellage der Aachener Innenstadt, der dortige starke Verkehr und die fortschreitende Bebauung von Freiflächen wirken sich negativ auf die Lufthygiene aus. So wiesen die EU-relevanten Schadstoffparameter Feinstaub (PM10) und insbesondere Stickoxide (NOx) an der Wilhelmstraße und am Adalbertsteinweg in den letzten Jahren und auch aktuell z. T. hohe bis kritische Tages- bzw. Jahresmittelwerte auf. Diese deutlichen Grenzwertüberschreitungen gelten als gesundheitsschädlich: Es drohen eine Zunahme von Allergien, Atemwegsinfekten und Herz-Kreislauf-Erkrankungen sowie ein Anstieg der Sterblichkeit. Besonders betroffen sind vorgeschädigte Personen z. B. mit Asthma sowie Kinder und Jugendliche.
In den beiden Kurgebieten Burtscheid und Monheimsallee gelten gegenüber den allgemeinen EU-Grenzwerten für Feinstaub und Stickstoffdioxid erheblich höhere Anforderungen. Nachdem diese lange Zeit nicht erfüllt worden waren und deshalb sogar der Titel Heilbad in Gefahr gewesen war, belegten Untersuchungen aus 2016 eine Einhaltung der strengen Kurgebietsrichtwerte.
Bei austauschstarken Wetterlagen ist ein ausreichender Luftaustausch im stark belasteten Talkessel gewährleistet. Bei austauscharmen Wetterlagen (sog. neutrale Witterung) kann es schon eher zu lufthygienisch problematischen Situationen kommen.
Problematisch sind allerdings stabile Hochdruckwetterlagen.
Im Rahmen eines Luftreinhalteplans trat am 9. Oktober 2010 die Festbrennstoffverordnung mit einer Übergangsfrist bis zum 31. Dezember 2014 in Kraft. 2015 wurden in den Bereichen Verkehr und Energie weitere Maßnahmen festgelegt. Auf Anweisung der Bezirksregierung Köln musste ab dem 1. Februar 2016 darüber hinaus eine Umweltzone eingerichtet werden; sie betrifft das Gebiet innerhalb des Aachener Außenrings.
Seit Anfang 2017 bereitet die Bezirksregierung Köln die zweite Fortschreibung des Luftreinhaltungsplans Aachen vor. Einen zentralen Punkt bildet die Prüfung und etwaige Vorbereitung eines Dieselfahrverbots. Hierauf ist eine beim VG Aachen anhängige Klage der Deutschen Umwelthilfe (DUH) gerichtet. Mit einem ähnlichen Petitum war die DUH bereits beim VG Düsseldorf und beim VG Stuttgart erfolgreich. Das Bundesverwaltungsgericht hat die dagegen eingelegten Sprungrevisionen überwiegend zurückgewiesen. Bei Erlass eines Dieselfahrverbots als Luftreinhaltemaßnahme sei jedoch die Verhältnismäßigkeit zu wahren. Deshalb dürften etwa Euro-5-Fahrzeuge jedenfalls nicht vor dem 1. September 2019 mit Verkehrsverboten belegt werden. Zudem müsse es Ausnahmen zum Beispiel für Handwerker oder bestimmte Anwohnergruppen geben.
Ab November 2019 wurde innerhalb des Alleenrings auf den Hauptzufahrtstraßen, wie auch auf der Monheimsallee zwischen den Kreuzungen Bastei und Hansemannplatz, Tempo 30 eingeführt.

### Schutzgebiete
Gemäß dem aktuell gültigen Landschaftsplan von 1988 sind von der Stadtfläche 451 ha in 12 Naturschutzgebieten sowie weitere 8131 ha im Landschaftsschutzgebiet Aachen geschützt. Ein neuer Landschaftsplan ist derzeit (2018) in Vorbereitung, anhand des Entwurfs wären dann 1857 ha in 32 NSGs und 8869 ha in 19 LSGs geschützt.
Die derzeit (2024) eingerichteten Naturschutzgebiete sind:
- Naturschutzgebiet Bildchen (5 ha)
- Brander Wald (165 ha auf Aachener Gebiet)
- Naturschutzgebiet Freyenter Wald (7 ha)
- Naturschutzgebiet Indetal (130 ha)
- Naturschutzgebiet Klauserwäldchen/Frankenwäldchen (21 ha)
- Naturschutzgebiet Mönchsfelsen (5 ha)
- Naturschutzgebiet Oberlauf der Inde im Münsterwald (30 ha)
- Orsbacher Wald (21 ha)
- Naturschutzgebiet Schmithof (5 ha)
- Naturschutzgebiet Schneeberg (15 ha)
- Naturschutzgebiet Seffent mit Wilkensberg (23 ha)
- Naturschutzgebiet Walheim (25 ha)

## Bevölkerung
Nach der amtlichen Statistik der Stadt Aachen vom 30. Juni 2022 liegt die Einwohnerzahl bei 259.839, wovon 123.837 weiblich und 136.002 männlich sind.
Die Arbeitslosenquote im Stadtgebiet lag im Oktober 2024 bei 7,9 Prozent.
Ende 2009 lag der Ausländeranteil in Aachen bei 13,6 Prozent. Ein signifikanter Anteil der ausländischen Bewohner gehörte zu den Studierenden der international bekannten Bildungszentren Aachens.

### Einwohnerentwicklung

Einwohnerentwicklung 1500–2016

1855 hatte Aachen mehr als 50.000 Einwohner, nachdem diese Zahl zu Beginn des 19. Jahrhunderts noch bei knapp 25.000 gelegen hatte. 1890 überschritt die Einwohnerzahl der Stadt die Grenze von 100.000, wodurch sie zur Großstadt wurde. Wenige Jahre später gemeindete sie die Kreisstadt Burtscheid aus dem Landkreis Aachen ein, worauf sie Sitz der Kreisverwaltung wurde; heute ist Aachen Sitz der Städteregion Aachen. Einen Bevölkerungszuwachs um rund 63.000 Personen erlebte die Stadt 1972 durch mehrere Eingemeindungen – die Einwohnerzahl stieg von 177.000 auf rund 240.000. Am 31. Dezember 2005 betrug die amtliche Einwohnerzahl für Aachen nach Fortschreibung des Landesbetriebes Information und Technik Nordrhein-Westfalen (IT.NRW) 258.208 (nur Hauptwohnsitze und nach dem Abgleich mit den anderen Landesämtern). Der im Vergleich zu den Vorjahren stärkere Anstieg der Bevölkerungszahl im Jahre 2003 ist darauf zurückzuführen, dass die Stadt im gleichen Jahr die Zweitwohnungsteuer einführte, welche insbesondere viele Studenten dazu veranlasste, ihren Zweitwohnsitz bei der Stadtverwaltung gegen einen Hauptwohnsitz einzutauschen. 2008 wurde mit 259.269 Einwohnern ein historischer Höchststand erreicht.
Im Vergleich der deutschen Großstädte weist Aachen bezogen auf den Zeitraum 2012/2013 mit 0,67 % einen durchschnittlichen Einwohnerzuwachs auf. Zum 30. Juni 2012 waren in Aachen 259.684 Einwohner gemeldet. Nach der Bevölkerungsprognose des LDS sollte die Einwohnerzahl bis zum Jahre 2025 auf 282.500 anwachsen. Beim Zensus 2011 stellte sich jedoch heraus, dass die bisher angenommene Einwohnerzahl deutlich zu hoch lag. Die beim Zensus 2011 zum Stichtag 9. Mai 2011 ermittelte Einwohnerzahl beträgt 236.430. Gegen diese Zählungsergebnisse hat unter anderem auch die Stadt Aachen Rechtsmittel eingelegt. Mit einem Beschluss vom 26. August 2015 stoppte das Bundesverfassungsgericht in einem Normenkontrollverfahren die Löschung der im Rahmen des Zensus 2011 erhobenen Daten vorläufig für längstens sechs Monate, um den Gemeinden die Möglichkeit zu geben, eine etwaige fehlerhafte Berechnung ihrer Einwohnerzahl gerichtlich effektiv überprüfen und gegebenenfalls korrigieren zu lassen. Am 19. September 2018 entschied das Bundesverfassungsgericht in einem weiteren Normenkontrollverfahren, dass die Methodik des Zensus 2011 verfassungsgemäß sei. Das Verfahren der Stadt Aachen gegen das Land Nordrhein-Westfalen vor dem Aachener Verwaltungsgericht war bis zu dieser Entscheidung ruhend gestellt. Die Stadt Aachen erklärte nach dem Urteil des Verfassungsgerichts, dass sie prüfe, ob noch Aussichten auf Erfolg in diesem Verfahren bestünden.
In der im Juli 2015 publizierten Studie zur Bevölkerungsprognose aus dem Datenportal „Wegweiser Kommune“ der Bertelsmann Stiftung wurde die zahlenmäßige Entwicklung der Bevölkerung für Städte und Gemeinden ab 5.000 Einwohner sowie aller Landkreise berechnet. Nach dieser aktuellen Prognose wird die Einwohnerzahl Aachens in den nächsten Jahren kontinuierlich sinken und 2030 nur noch 231.310 betragen, was einem Bevölkerungsrückgang von 3,6 % entspricht.

### Aachener Platt
Der Lokaldialekt der Stadt, das Aachener Platt bzw. in der Eigenbezeichnung Öcher ([ˈœʃʌ]) Platt, gehört der ripuarischen Sprachgruppe an.

## Geschichte

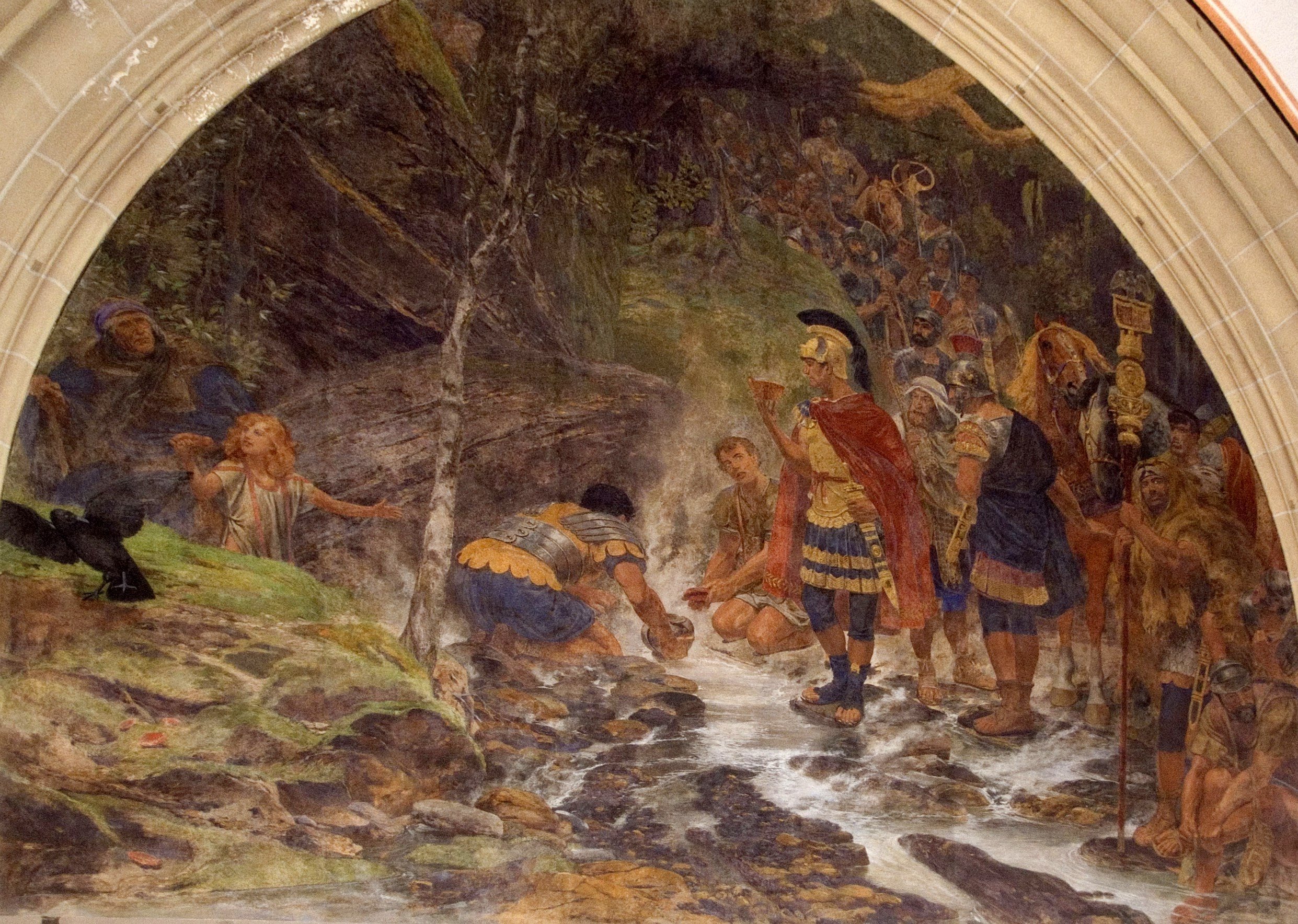
Römer entdecken die heißen Quellen, Fresko von Alfred Rethel im Rathaus der Stadt

Aachen ist bekannt für seine Geschichte und das damit verbundene kulturelle, architektonische und archäologische Erbe. Neuerliche Funde reichen bis in die Jungsteinzeit zurück.
Einst Siedlungsgebiet der Eburonen, wurde das frühe Aachen später im Zuge der Kolonisation durch römische Pioniere unter anderem mit einem religiösen Kult- sowie einem mehrere Thermalbäder umfassenden Thermenbezirk ausgestattet und besaß somit bereits seit der Antike eine hochstehenden Badekultur – wie auch sonst einen hohen Lebensstandard. Nach dem Abzug der römischen Truppen um das 5. Jahrhundert wurde der vicus von Franken germanisiert.
Es folgte eine Zeit der Sesshaftwerdung unter zunächst merowingischer, dann karolingischer Herrschaft. Mit der Vollendung der karolingischen Pfalzanlage am Übergang zum 9. Jahrhundert erfolgte die endgültige Konstituierung als königliche Hauptresidenz des von Karl dem Großen regierten fränkischen Reichs, das zu dieser Zeit seine größte Ausdehnung erfuhr. Aachen, das 1166 durch Kaiser Friedrich I. Barbarossa mit dem Karlsprivileg das Stadtrecht verliehen bekam und Reichsstadt wurde, diente vom frühen Mittelalter bis 1531 als Krönungsort zahlreicher römisch-deutscher Könige und Kaiser. 

### Vorgeschichte und Antike
Das Gebiet um Aachen wurde spätestens während der Jungsteinzeit (Neolithikum) zwischen 3000 und 2500 v. Chr. von einer bäuerlichen Bevölkerung bewohnt. Von Angehörigen dieser Kultur wurde auf dem Lousberg Feuerstein abgebaut und Ausgrabungen im Aachener Elisengarten, die in der zweiten Hälfte der 2000er Jahre stattfanden, lassen eine Besiedlung im Neolithikum vermuten. Indirekte Hinweise auf einen früheren Abbau seit der Altsteinzeit (Paläolithikum) lieferten verschiedene Funde von Artefakten aus Lousberg-Feuerstein in der Niederrheinischen Bucht und im Rheintal. In der Bronzezeit und der frühen Eisenzeit war Aachen von Kelten besiedelt, wie Hügelgräber im Aachener Wald und die Ausgrabungen im Aachener Elisengarten belegen.
Nach den Kelten siedelten die Römer an den warmen Quellen. Ein römisches Heilbad ist im 1. Jahrhundert unserer Zeitrechnung belegt. Nach den Ausgrabungsergebnissen ist davon auszugehen, dass es seit Christi Geburt eine durch die Römer angelegte Stadtbebauung in der Größe von zirka 25 Hektar gab. Für sie ist seit dem Frühmittelalter der Name Aquae Granni (dt.: „Wasser des Grannus“) oder Aquis Granni überliefert. Auch in der Spätantike ging in Aachen der Betrieb der römischen Bäder weiter.

### Frankenzeit

Modell der Kaiserpfalz
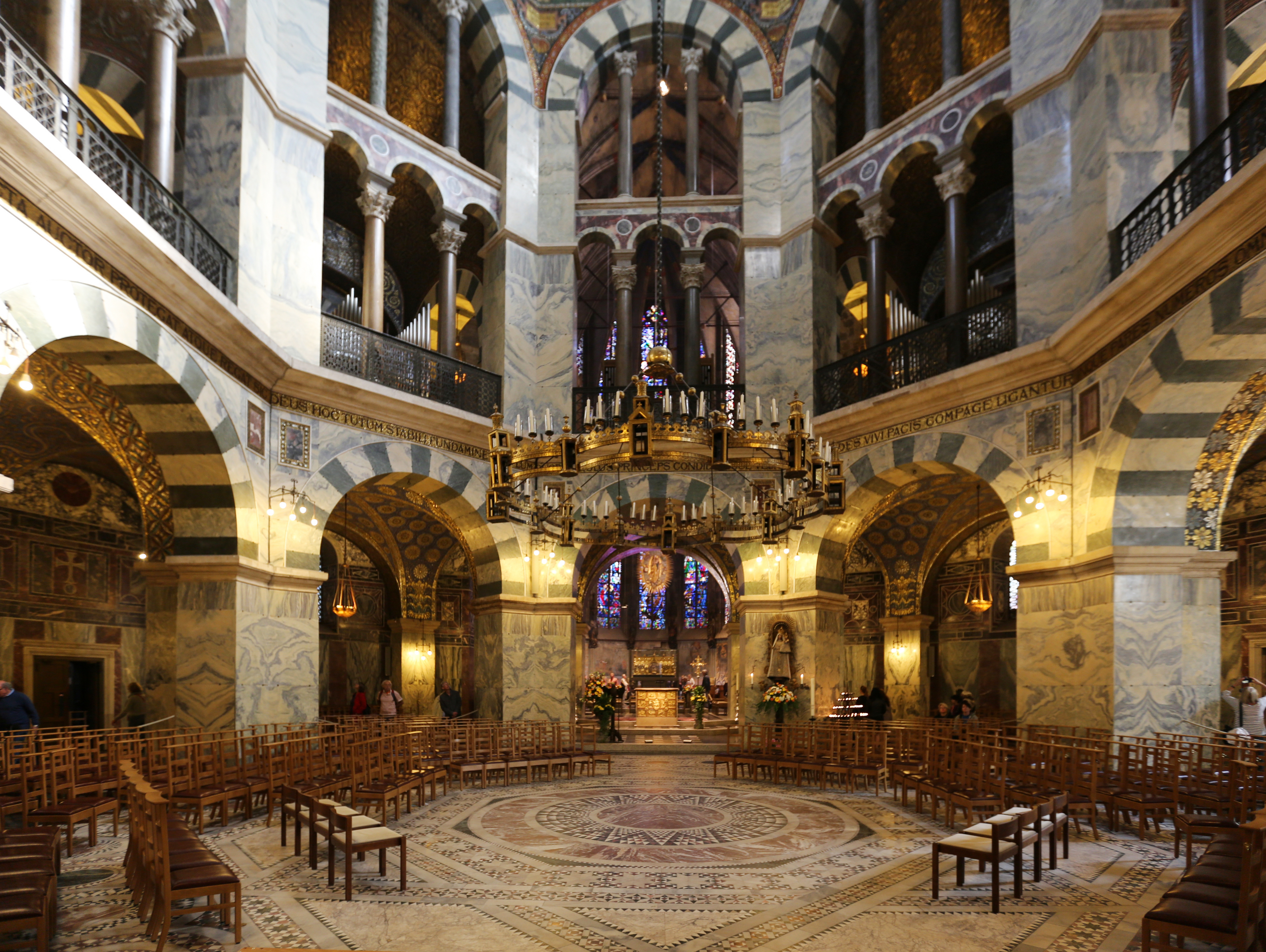
Oktogon des Aachener Doms (ehem. Pfalzkapelle)
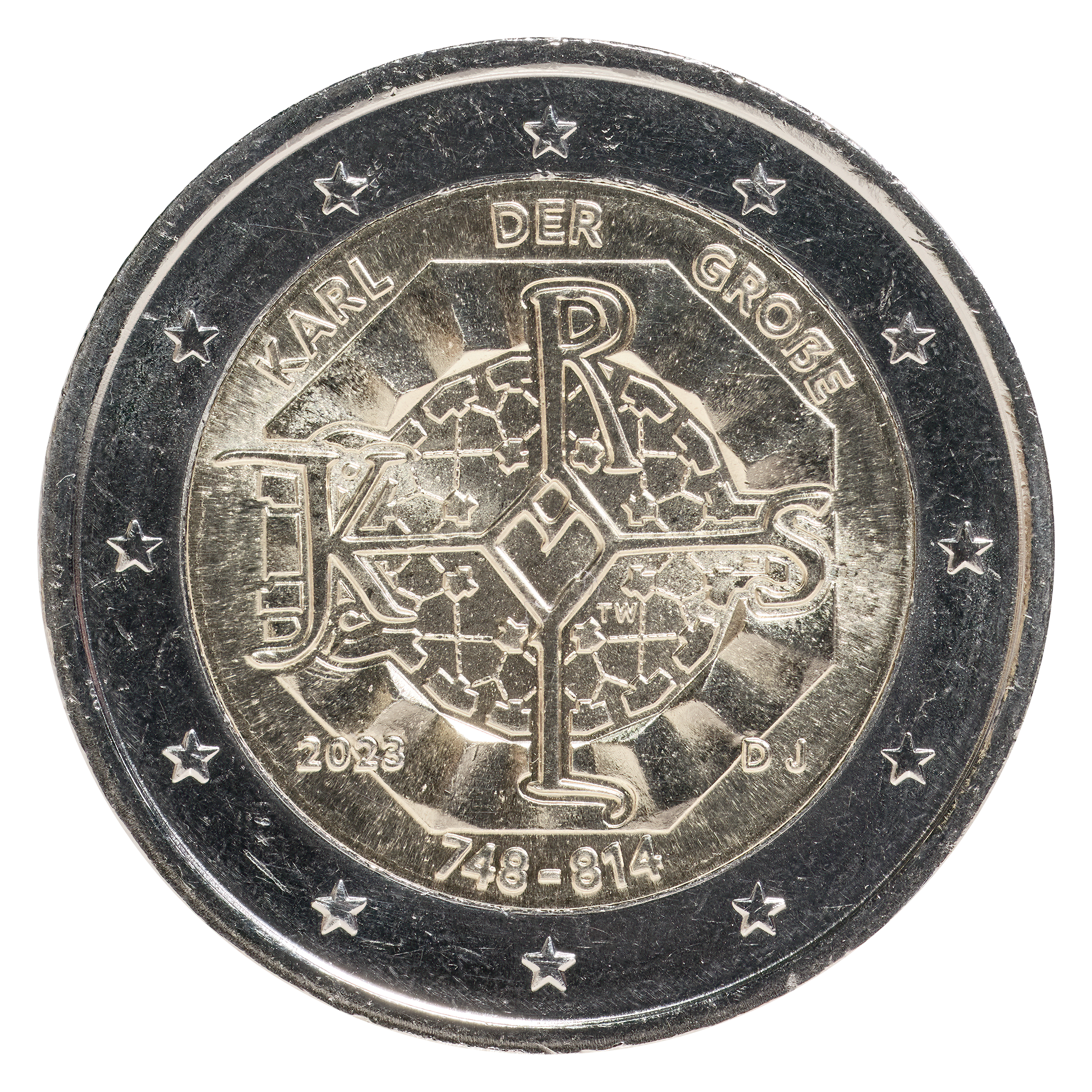
2-Euro-Gedenkmünze zum 1275. Geburtstag Karl des Großen (2023)

Ausgrabungen am Elisengarten 2008/2009 ergaben, dass Aachen auch in der Zeit nach dem Abzug der Römer Ende des 4., Anfang des 5. Jh. bis 700 durchgängig besiedelt war.
Zeugnisse späterer Besiedlung sind fränkische Gräber aus dem 7. Jahrhundert. Der fränkische König Pippin der Jüngere baute in Aachen einen Hof und sorgte 765 für die erste schriftliche Erwähnung Aachens als Aquis villa. Allerdings ist das karolingische Aachen vor der Blütezeit unter Karl dem Großen bisher nicht fassbar. Die Keramik, so wird angenommen, stand in römischer Tradition und wird daher fälschlicherweise als römisch identifiziert, das bisherige Fehlen archäologischer Nachweise für karolingische Wohnhäuser – die Einhard neben einem Friedhof erwähnt – wird durch die Übernahme noch intakter römischer Bauten erklärt.
Pippins Sohn Karl, später Karl der Große genannt, erbte das Fränkische Reich und den Aachener Hof. Schon im Winter 768/69 überwinterte er erstmals dort. Er weilte in seinen späten Jahren immer häufiger dort und baute ihn zu einer Kaiserpfalz mit Palast und Kapelle, der sogenannten Pfalzkapelle aus. An der Stelle des Palastes befindet sich heute das Rathaus, die Kapelle wurde zum Aachener Dom.
Karls Sohn Ludwig wurde 813 in Anwesenheit seines Vaters im Obergeschoss der Pfalzkapelle zum Mitkaiser gekrönt. Karl der Große wurde am 28. Januar 814 im Vorhof der Kapelle beigesetzt. Eine weitere Krönung fand Mitte des 9. Jahrhunderts in der Aachener Pfalzkapelle statt. Lothar I., der älteste Enkel Karls des Großen, krönte sich hier zum Kaiser. Karl III. und Arnulf sind in Aachen allerdings nicht mehr nachweisbar. Erst mit Otto I. nahm die Nutzung der Pfalz wieder deutlich zu – eine Entwicklung, die nach Heinrich II. erneut abbrach.

### Heiliges Römisches Reich

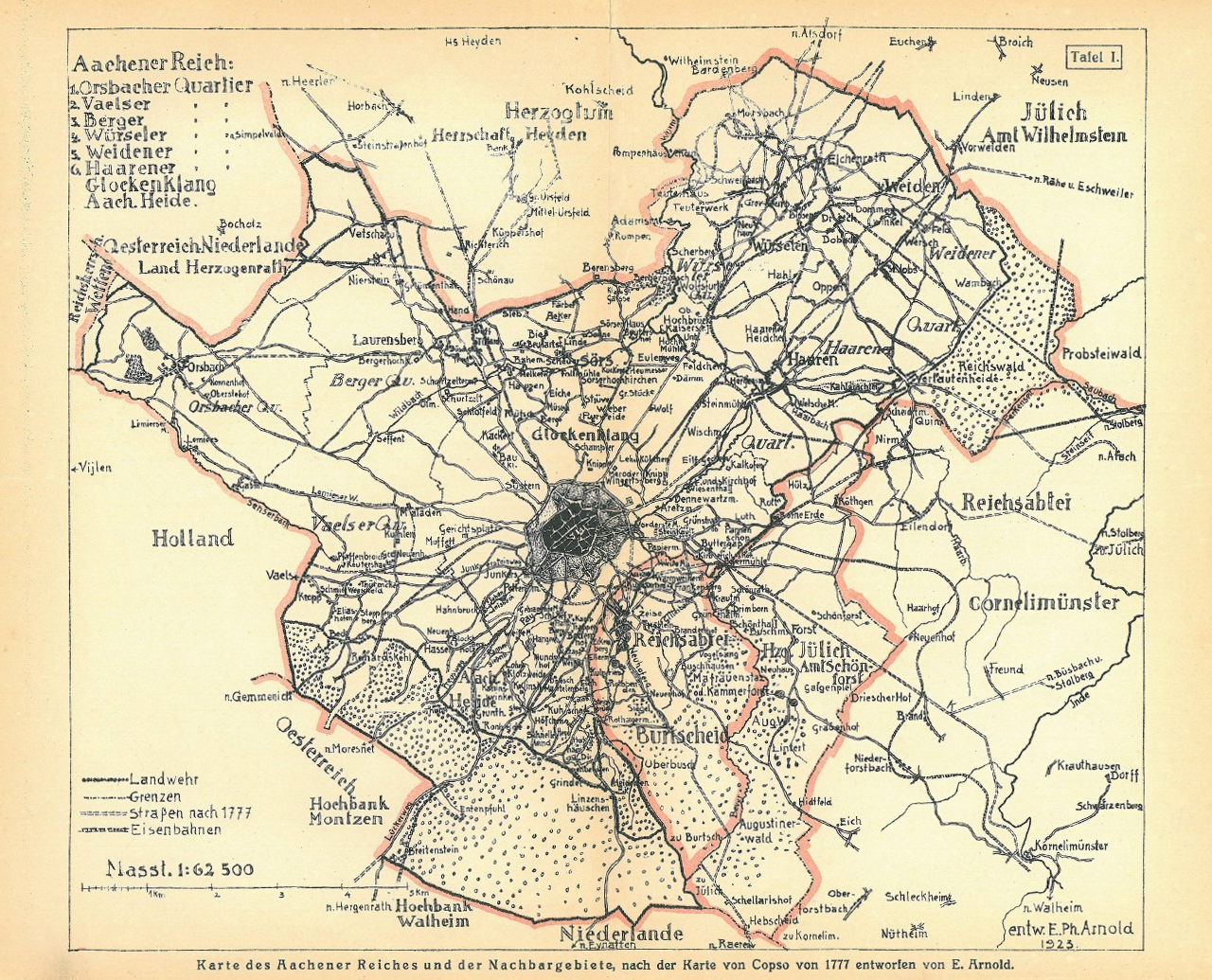
Karte des Aachener Reichs

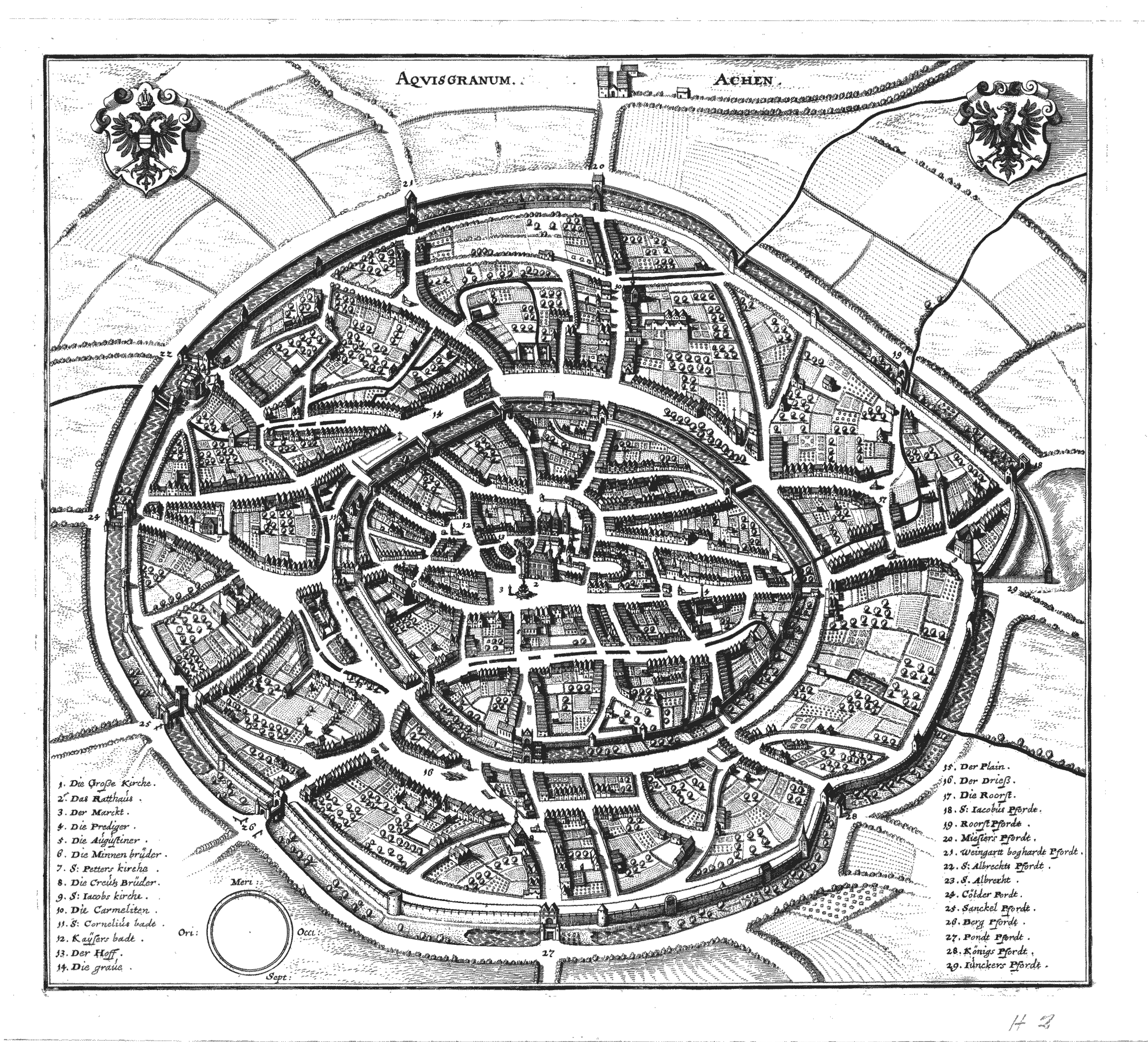
Aachen mit seinen zwei Stadtmauern, Merian 1645

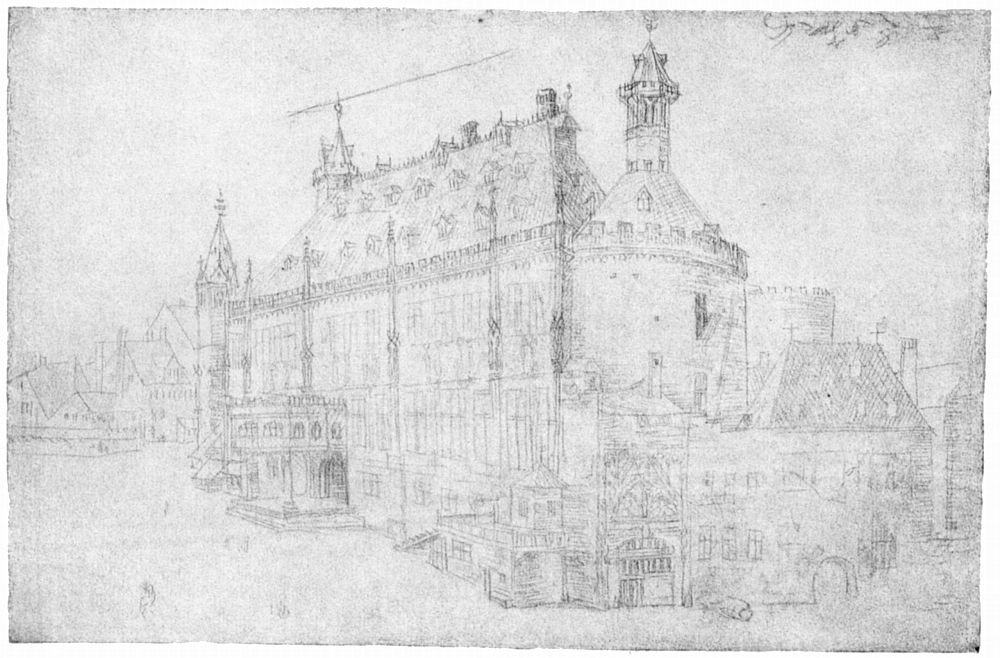
Albrecht Dürer: Das Rathaus in Aachen (um 1520)

Otto I. wurde 936 in Aachen zum ostfränkischen König gekrönt. Die Stadt blieb damit für die nächsten 600 Jahre Krönungsort der deutschen Könige („sedes regia“). Bis 1531 wurden 30 deutsche Könige im Aachener Münster, dem heutigen Dom, gekrönt; der letzte war Ferdinand I. Nachdem der Gegenpapst Paschalis III. Karl den Großen 1165 heiliggesprochen hatte, erhielt Aachen am 8. Januar 1166 als caput civitatum („Haupt der Städte“) und als caput et sedes regni Theutonici („Haupt und Sitz des Deutschen Königreichs“ – sic!) durch einen als Karlsprivileg bezeichneten Freiheitsbrief Kaiser Friedrich Barbarossas die Stadtrechte sowie das Markt- und Münzrecht verliehen und wurde eine Reichsstadt. Seine Einwohner wurden von der Lehenshörigkeit befreit. Aus dieser Zeit stammt der Reichsadler im Stadtwappen. Am 29. Juli 1215 bestätigte Kaiser Friedrich II. der Stadt Aachen alle Rechte, die sie seit Karl dem Großen erhalten habe.
Der Bau der inneren Stadtmauer geht auf Kaiser Barbarossa zurück; sie wird deshalb bis heute Barbarossamauer genannt. Mit ihrem Bau wurde 1171 begonnen. Sie verläuft ungefähr entlang des heutigen Grabenrings. 1248 fiel Aachen nach sechsmonatiger Belagerung an Wilhelm von Holland, der hier zum König gekrönt wurde. Die Belagerung hatte nur deshalb Erfolg, weil die Belagerer das Wasser der Bäche bei ihrem Austritt aus dem Talkessel östlich der Stadt aufstauten und damit einen großen Teil des damals ummauerten Stadtgebiets unter Wasser setzten. Richard von Cornwall, der 1257 in Aachen gekrönt wurde, förderte den Bau des äußeren Mauerrings, dessen Bauzeit etwa 100 Jahre betrug. Er verlief entlang des Alleenrings und wies elf Stadttore und 22 Türme auf. Erst 1841 wurde die erste Wohnbebauung außerhalb der durch diese Mauern umgebenen Altstadt errichtet; das Bahnhofsviertel und die Theaterstraße entstanden.
Im Jahr 1336 wurden der Reichsstadt Aachen durch Kaiser Ludwig IV. die Stadtrechte erneut bestätigt und auf das Gebiet des Aachener Reichs ausgeweitet. Dieses umfasste neben dem innerhalb der Barbarossamauer gelegenen Stadtbezirk die außerhalb der Mauer gelegenen sieben Quartiere, die Aachener Heide, den Stadtbusch und den Reichswald. Diese Außenbezirke dienten unter anderem der land- und forstwirtschaftlichen Versorgung der Stadtbevölkerung und bedurften ebenso wie auch die Stadt selbst eines besonderen Schutzes, um sie vor Raub und durch feindliche Truppen zu schützen, weswegen man als Befestigungsanlage Bau des Aachener Landgrabens beschloss.
1258 wurde erstmals der Tuchwalker erwähnt. Die Tuchfabrikation in Aachen war jahrhundertelang der wesentliche Wirtschaftsfaktor Aachens.
Bedingt durch die reichhaltigen Erzvorkommen in der Umgebung, z. B. Zinkerz (Galmei) am Altenberg (heute Kelmis) und in Stolberg, wurde Aachen ein europäisches Zentrum der Messingindustrie und der Kupferverarbeitung – insbesondere im 16. Jahrhundert. Mit den Aachener Religionsunruhen der Reformationszeit und der Vertreibung der Protestanten verließen viele Kupferschläger, die diesem Glauben angehörten, die Stadt und siedelten sich im liberaleren Umland (Vaals und Stolberg) an.
Seit dem 13. Jahrhundert wurde die Aachener Heiligtumsfahrt durchgeführt, die mit der Zeigung der Aachener Heiligtümer alle sieben Jahre ab 1349 ihren Höhepunkt erreichte.
Das heutige Aachener Rathaus wurde 1349 auf Initiative der Aachener Bürgerschaft unter Leitung ihres amtierenden Bürgermeisters Gerhard Chorus auf den Resten der baufälligen Königshalle der Kaiserpfalz errichtet. Zuvor hatte das Grashaus diese Funktion innegehabt, wurde aber parallel weiterhin bis ins 18. Jahrhundert hinein für Rats- und Gerichtsversammlungen dazu genutzt. Ein weiteres Rathaus (der Pützer-Bau) wurde im Jahre 1903 am Katschhof errichtet. Es ist im Zweiten Weltkrieg teilweise zerstört und in den 1950er Jahren abgerissen worden; heute steht an dieser Stelle ein Verwaltungsgebäude.
Politisch in das System der Reichskreise eingebunden wurde Aachen 1500, als es Teil des Niederrheinisch-Westfälischen Reichskreises wurde.
Im 16. Jahrhundert begann der politische Bedeutungsverlust der Stadt. Mit der Loslösung der Niederlande vom deutschen Reich verlor Aachen seine geographisch zentrale Position und wurde fortan von Frankfurt als Krönungsort abgelöst. Während der Reformation kam es zu massiven Unruhen zwischen Katholiken und Protestanten.

### Neuzeit

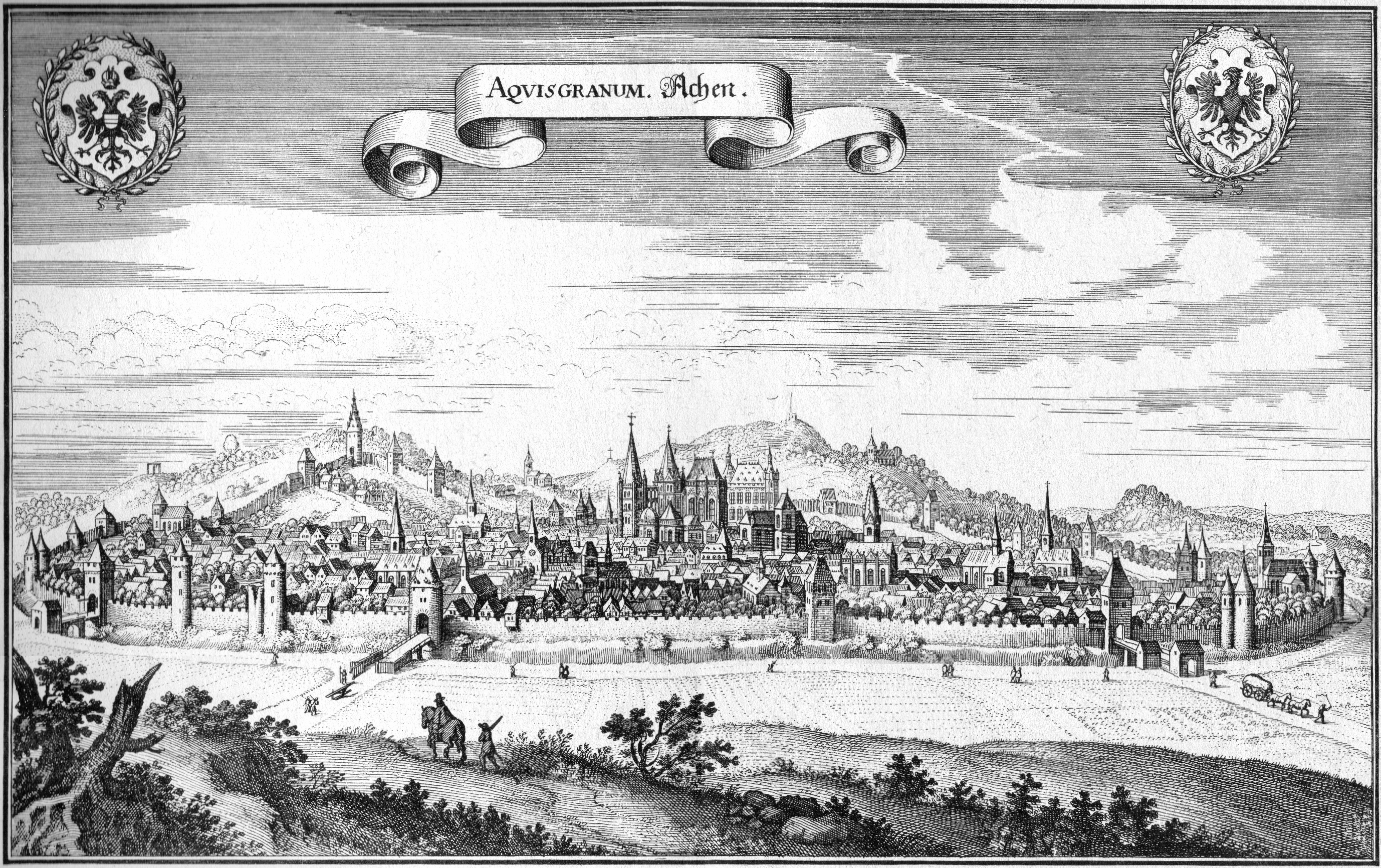
Aachen um 1647, Kupferstich von Matthäus Merian
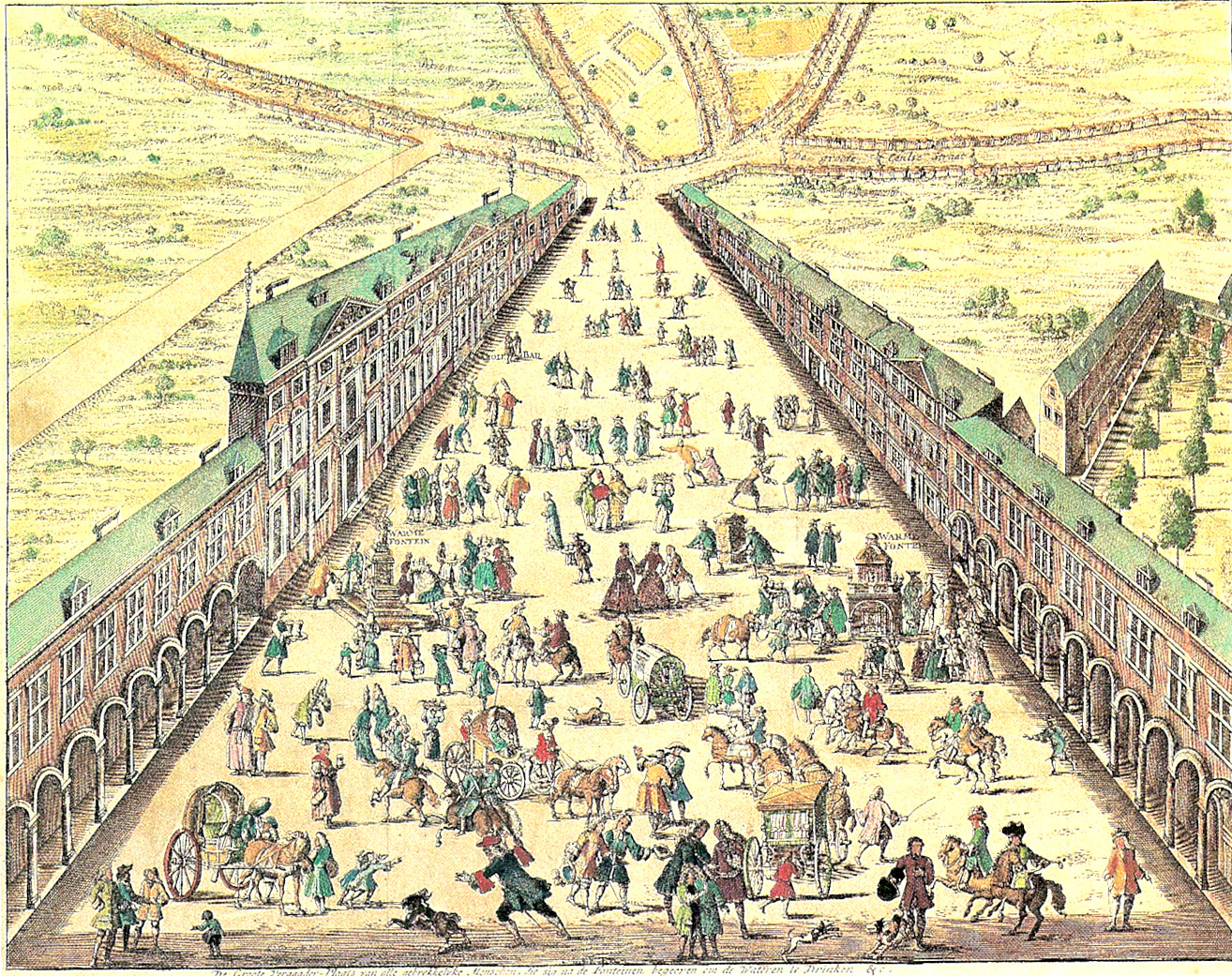
Komphausbadstraße mit Rosen-, Cornelius- und Karlsbad (links), 1727

1601 beschloss Aachen erstmals, seine Einwohner zählen zu lassen. Dies ergab, dass 14.171 Einwohner in Aachen lebten, von denen jedoch nur 2829 das Bürgerrecht besaßen.
Am 2. Mai 1656 brach in der Backstube des Bäckers Peter Maw an der Jakobskirche ein Feuer aus, das fast das gesamte gotische Aachen zerstörte. Sieben Menschen starben und 4664 Häuser wurden zerstört.
In der Folgezeit baute der aus Lüttich stammende Badearzt François Blondel Aachen zu einem der modernsten Badeorte Europas aus. Seit dieser Zeit kursiert in Aachen der Satz: „Was das Feuer zerstört hat, baut das Wasser wieder auf.“ Der Kurbetrieb wurde um Möglichkeiten zum Müßiggang und zur Zerstreuung (Casino, Ballsäle) erweitert. Das Bad erlangte einen gewissen Ruf und wurde von Berühmtheiten wie dem Komponisten Georg Friedrich Händel oder von Herrschern wie Zar Peter I. von Russland oder König Friedrich II. von Preußen aufgesucht.
Der Devolutionskrieg zwischen Spanien und Frankreich wurde 1668 mit dem Ersten Aachener Frieden beendet. 1748 fand in Aachen ein Friedenskongress statt, der den Österreichischen Erbfolgekrieg mit dem Zweiten Aachener Frieden beendete. In der Folge der Französischen Revolution besetzten Armeen 1794 Aachen und vereinten es mit Frankreich. Zahlreiche Kulturgüter wurden dabei nach Paris verschleppt. 1798 wurde Aachen zum Verwaltungssitz des den Niederrhein umfassenden Département de la Roer. Als Verwaltungsgebäude diente der Londoner Hof in der Aachener Kleinkölnstraße 18.
1802 bis 1825 war Aachen Bischofssitz. Erst 1930 wurde er durch das Preußenkonkordat wiedererrichtet und dem Erzbistum Köln als Suffraganbistum unterstellt.

### 19. Jahrhundert bis Gegenwart

Empfang Wilhelms II. am Aachener Rathaus am 19. Juni 1902

Nach dem Wiener Kongress wurde die Stadt 1815 in das Königreich Preußen eingegliedert. 1816 wurde sie zunächst in der Provinz Großherzogtum Niederrhein Sitz einer preußischen Bezirksregierung und eines Landkreises, wobei die Stadt zu einem Stadtkreis wurde. Ab dem 27. Juni 1822 gehörte die Stadt mit dem gesamten Regierungsbezirk zur Rheinprovinz.
Die Einführung der Dampfkraft, vor allem in der Tuchindustrie, die fortschreitende Mechanisierung und die damit verbundene Arbeitslosigkeit sowie Frauen- und Kinderarbeit bei Niedrigstlöhnen führten zu Unruhen, die 1830 von bewaffneten Bürgern und Soldaten blutig niedergeschlagen wurden. Die ab 1837 von Köln aus in Richtung Belgien gebaute Rheinische Eisenbahn erreichte 1841 Aachen und 1843 den belgischen Grenzbahnhof Herbesthal.

#### Erster Weltkrieg und Weimarer Zeit
Zu Beginn des Ersten Weltkrieges überquerten deutsche Truppen bei Aachen die Grenze zu Belgien, womit der Grund für den Kriegseintritt Frankreichs und Großbritanniens gegeben war. Nach dem Ersten Weltkrieg fiel 1918 ein Teil des Aachener Hinterlandes mit dem Kreis Eupen und Teilen der damaligen Kreise Monschau und Schleiden an Belgien. 
Aachen wurde am 1. Dezember 1918 von belgischen Truppen besetzt, ab dem 7. Dezember 1918 erfolgte die Besetzung durch Französische Truppen. Während dieser elf Jahre andauernden Besatzungszeit blieben belgische und französische Besatzungen parallel in Aachen stationiert. In diese Zeit fielen die Aktivitäten einer separatistischen Bewegung, die eine Abspaltung des Rheinlands vom preußisch dominierten Deutschen Reich forderte. Am 21. Oktober 1923 besetzten Aachener Separatisten während eines Putsches das Rathaus. Es kam zu blutigen Auseinandersetzungen zwischen den Separatisten und der Aachener Bevölkerung, die erst am 2. November von den belgischen Besatzern beendet wurden.
Die Zwischenkriegszeit bedeutete einen tiefen Einschnitt im Wirtschaftsleben der Stadt. Insbesondere der sogenannte Ruhrkampf, die Verschiebung der Zollgrenze an den Rhein sowie zunehmender Schmuggel entlang der Grenzen zu Belgien und den Niederlanden oder auch der Separatistenaufstand von 1923 trafen Aachen schwer. Hinzu kamen Reparationsleistungen und als negativer Höhepunkt die Weltwirtschaftskrise ab 1929.
1933 wurde die Stadtverordnetenversammlung aufgelöst. Die leitenden städtischen und staatlichen Beamten wurden durch Mitglieder der NSDAP ersetzt. Eine Heiligtumsfahrt mit 800.000 Teilnehmern fand 1937 statt, die als stummer Protest gegen das NS-Regime gewertet wurde.
Während der Novemberpogrome 1938 wurden auch in Aachen jüdische Geschäfte und Wohnungen verwüstet oder geplündert. Die einzige Aachener Synagoge wurde in dieser Nacht durch einen Brand zerstört. 552 Aachener jüdischen Glaubens wurden in den kommenden Jahren deportiert und ermordet.

#### Zweiter Weltkrieg und Nachkriegszeit

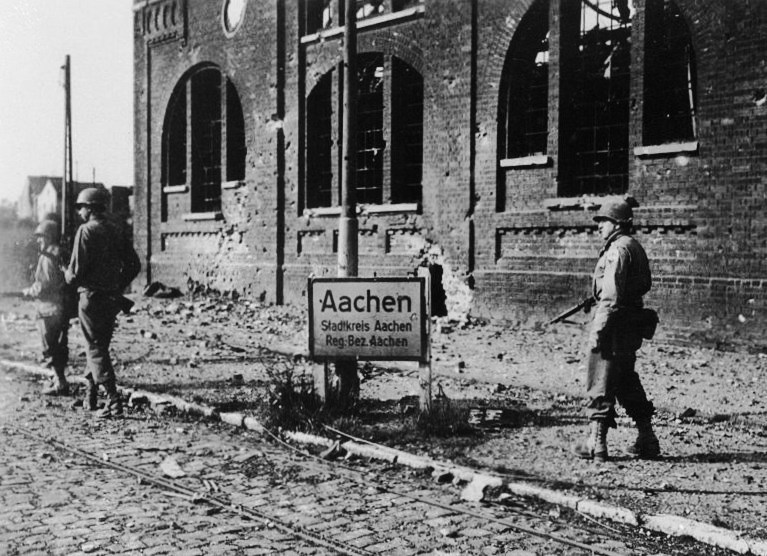
Soldaten des 504th Parachute Infantry Regiment in Aachen 1945

Im Zweiten Weltkrieg wurde Aachen stark beschädigt; 65 Prozent des Wohnraums wurden dabei zerstört. Im Juli 1941 erfolgte der erste von fünf Luftangriffen. Durch die Grenzstadt Aachen kamen Zehntausende Deportationsopfer, die in Belgien interniert worden waren, um anschließend per Reichsbahn durch Deutschland in die Konzentrationslager geschleust zu werden. 1944 erfolgte eine Zwangsevakuierung von Aachen, das am 21. Oktober 1944 als erste deutsche Stadt von den Alliierten eingenommen wurde (Schlacht um Aachen). Zu diesem Zeitpunkt zählte die Stadt nur noch 11.139 Einwohner. Die US-Amerikaner setzten als neuen Bürgermeister Franz Oppenhoff ein, der nach nur knapp fünfmonatiger Amtszeit einem Anschlag zum Opfer fiel. Während man zunächst eine Gruppe der Freischärlerbewegung Werwolf dafür verantwortlich machte, geht man heute davon aus, dass Oppenhoff als Kollaborateur der Alliierten von SS und Luftwaffe auf Befehl von Heinrich Himmler ermordet wurde. Nach ihm wurde später die Oppenhoffallee benannt. Aachen wurde zunächst von amerikanischen, dann von britischen und später von belgischen Truppen besetzt.
Beim Kaffeeschmuggel zwischen Belgien und Deutschland, an der sogenannten Aachener Kaffeefront, starben zwischen 1945 und 1953 40 Menschen. 1946 wohnten in Aachen wieder 100.000 Personen. Am 23. August 1946 wurde der Nordteil der bisherigen Rheinprovinz, zu dem auch Aachen gehörte, Teil des neugegründeten Landes Nordrhein-Westfalen. Vom 1. April 1949 bis zum 28. August 1958 war der westliche Ortsteil Bildchen Belgisches Annexionsgebiet.
1950 wurde erstmals der Internationale Karlspreis der Stadt Aachen für besondere Verdienste um Einigung und Frieden in Europa verliehen.
Aachen galt bis in die 1970er Jahre als CDU-Hochburg, aus linken Kreisen als „schwarzes Aachen“ verspottet. Grund war die überwiegend katholische Bevölkerung, die das Zentrum und später die Christdemokraten mehrheitlich wählte.
Bei der Gebietsreform von 1972 (erstes Aachen-Gesetz) wurde das Stadtgebiet Aachens durch Eingemeindungen nahezu verdreifacht, die Einwohnerzahl stieg auf 237.108. Der Kreis Aachen erhielt seine bis zur Ablösung durch die Städteregion Aachen bestehende Ausdehnung. Der Regierungsbezirk Aachen wurde aufgelöst und dem Regierungsbezirk Köln angegliedert. Im selben Jahr feierte das neue Klinikum Aachen Richtfest, das im Jahre 1985 vom damaligen Ministerpräsidenten Johannes Rau offiziell an die RWTH Aachen übergeben wurde.
Eine Neue Synagoge in Aachen wurde 1995 unter Beteiligung internationaler Ehrengäste eingeweiht.
Am 25. Mai 2009 erhielt die Stadt den von der Bundesregierung verliehenen Titel Ort der Vielfalt.

### Eingemeindungen

Flächenanteil der Eingemeindungen am heutigen Stadtgebiet

Vor der zum 1. April 1897 durchgeführten Eingemeindung der bis dahin eigenständigen Stadt Burtscheid betrug das Aachener Stadtgebiet 3056 ha. Nach drei weiteren Eingemeindungen sowie diversen kleineren Grenzänderungen und Neuvermessungen seit 1949 umfasst das Stadtgebiet heute eine Fläche von insgesamt 16.082,9 ha.
- 1. April 1897: Burtscheid
- 1. April 1906: Forst
- 1. November 1922: Sief, Bildchen und Lichtenbusch
- 1. Januar 1972:[69] Brand, Eilendorf, Haaren, Kornelimünster, Laurensberg, Richterich, Walheim

Die Namen der eingemeindeten Territorien sind noch in Form der Gemarkungen Aachens erhalten. Aus den 1972 eingegliederten Gemeinden und dem bisherigen Stadtgebiet wurden die Stadtbezirke Aachens.

### Karlshymne

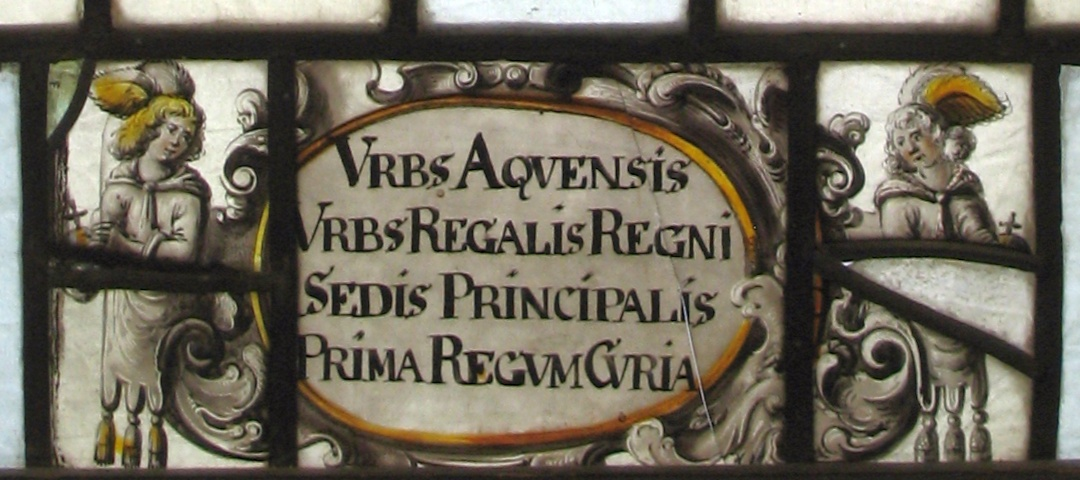
Beginn der Aachen-Hymne, Glasfenster aus dem 18. Jh. in der Burg Frankenberg

Die Karlshymne Urbs Aquensis ist eine Hymne aus dem 12. Jahrhundert auf Karl den Großen, dessen Glanz auf Aachen fällt. Die deutsche Übersetzung („Aachen, Kaiserstadt, du hehre …“) stammt aus dem 19. Jahrhundert und wird heute zu einer Melodie von Peter Baur als Stadthymne zu besonderen Anlässen gespielt und gesungen, z. B. jährlich bei der Karlspreisverleihung von der Festgesellschaft.

### Sagen und Legenden
Einige geschichtliche Ereignisse, Personen oder Örtlichkeiten sind in den Aachener Sagen und Legenden wiedergegeben. Manche davon erklären in ätiologischer Weise bestimmte Objekte oder Namen, beispielsweise den Teufelsdaumen im Hauptportal des Doms, die Existenz des Lousbergs als Einzelberg mitten im Aachener Talkessel oder den Namen der Klappergasse. Daneben stehen eine Reihe von Spuk- und Hexengeschichten, die in ähnlicher Fassung auch in dem Sagenschatz anderer Orte enthalten sind, hier aber an Aachener Örtlichkeiten angepasst sind.

## Religionen

### Christentum

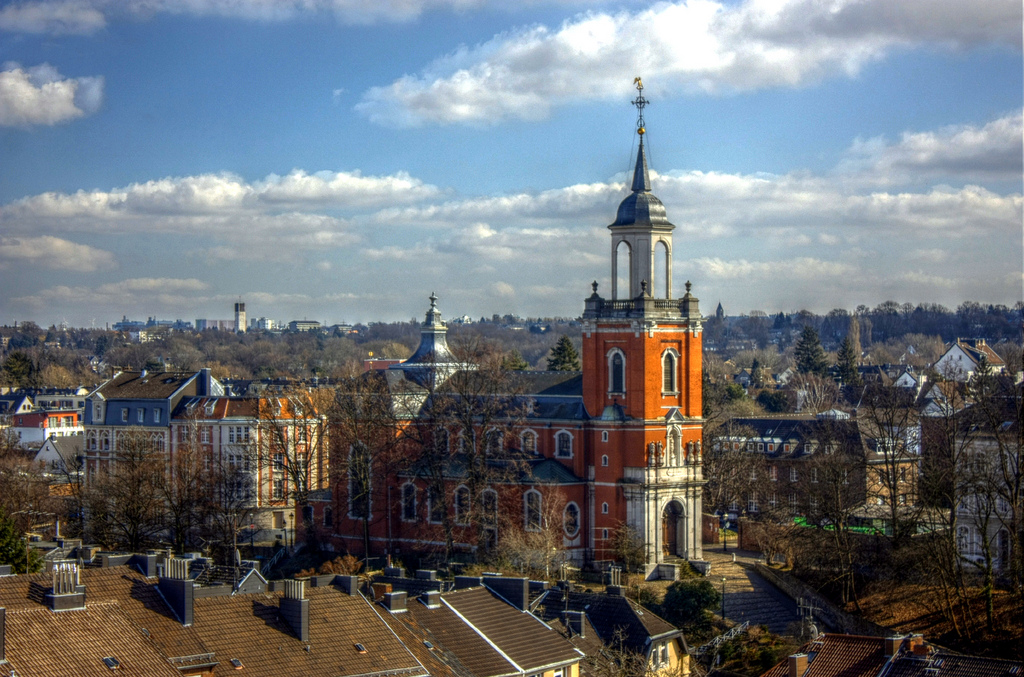
Katholische Kirche St. Michael Burtscheid

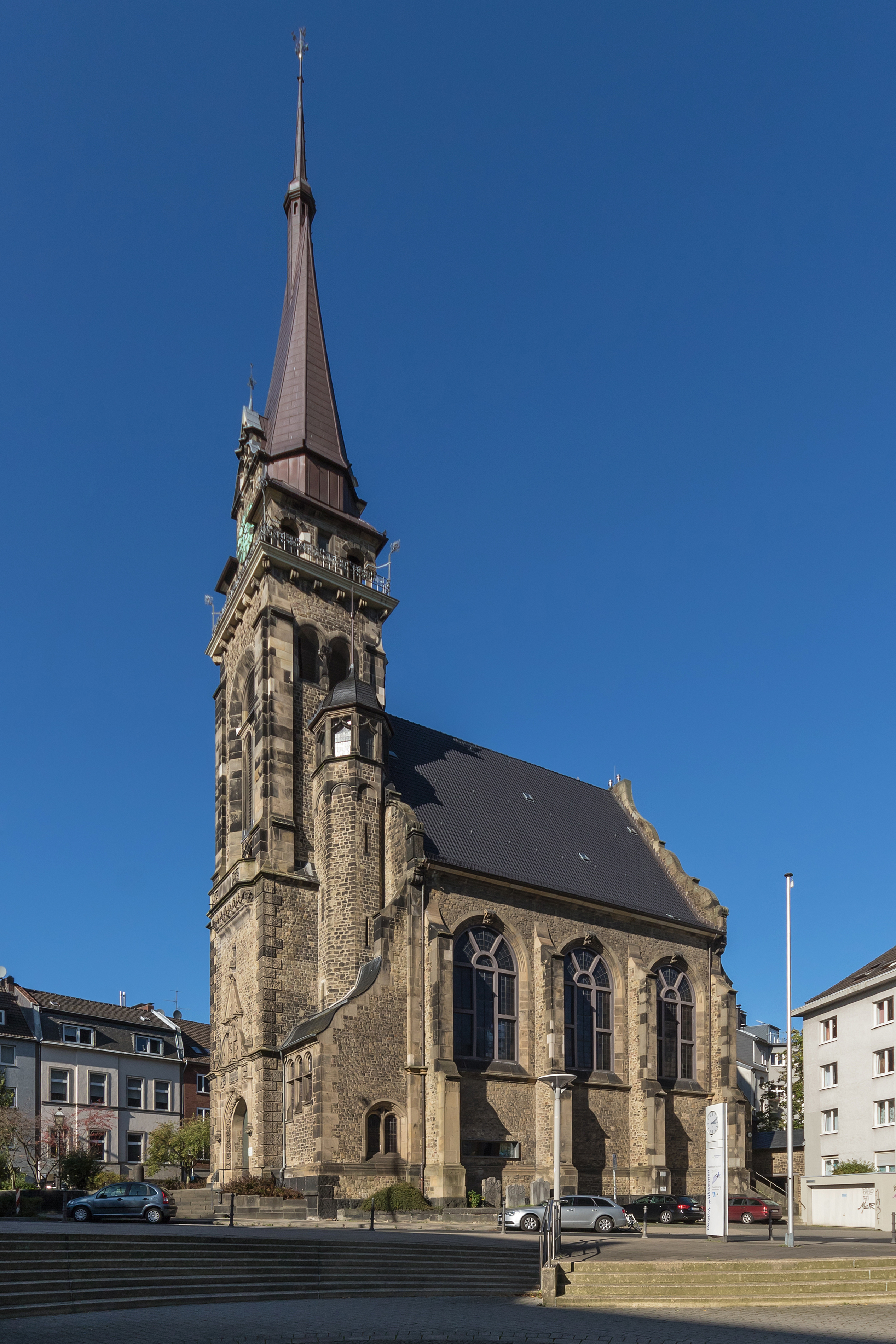
Evangelische Dreifaltigkeitskirche

Das Gebiet der Stadt Aachen gehörte von Anfang an zum Bistum Lüttich beziehungsweise dessen Archidiakonat Hasbanien, Dekanat Maastricht. Im Mittelalter war die Wurm die Grenze zum Erzbistum Köln. Kirchliche Rechte hatte der Herzog von Jülich. Im Jahre 1708 gab es in Aachen 17 Klöster. 1802 wurde Aachen Sitz eines eigenen Bistums, das jedoch 1825 wieder aufgehoben wurde. Danach gehörte das Gebiet zum Erzbistum Köln, bevor 1930 das Bistum Aachen erneut als Suffragandiözese Kölns errichtet wurde. Kathedrale des Bistums Aachen und Hauptkirche der Stadt ist der Aachener Dom. Die katholischen Pfarrgemeinden der Stadt gehören innerhalb des Bistums zur Region Aachen-Stadt. Bischof ist seit 2016 Helmut Dieser.
Um 1530 begann in Aachen die Reformation. In den Folgejahren ließen sich vor allem protestantische (calvinistische) Tuchmacherfamilien in der Stadt nieder. 1544 wurde die erste Gemeinde gebildet, jedoch wurden den evangelischen Bewohnern auf Befehl des Kaisers ab 1550 alle öffentlichen Ämter versperrt. Der Rat der Stadt war jedoch gespalten, und 1559 verließen die evangelischen Mitglieder den Rat, worauf viele Protestanten abwanderten. 1576 konnte dank Unterstützung der Zünfte der Rat wieder mehrheitlich mit Protestanten besetzt werden. In der Folgezeit gab es zunächst eine lutherische und drei reformierte Gemeinden. Die Freiheiten dauerten jedoch nicht lange an, da 1598 die Reichsacht über die Stadt verhängt wurde und infolgedessen der evangelische Rat zurücktrat. Alle Predigthäuser und Schulen wurden geschlossen. Viele Protestanten wurden ausgewiesen. Nach einem Aufstand der Protestanten konnte 1611/1612 vorübergehend wieder ein protestantischer Rat gebildet werden, doch 1614 wurde erneut die Reichsacht verhängt und die Protestanten wurden ausgewiesen, teilweise sogar hingerichtet. Danach war die Zahl der Protestanten sehr gering, jedoch gab es stets evangelische Bewohner, die immer wieder versuchten, Einfluss in der Stadt zu gewinnen. Da sie jedoch keine eigenen Gemeinden bilden konnten, schlossen sich die lutherischen und reformierten Bewohner den Gemeinden in Vaals an. Dort wurde am 21. März 1649 zunächst eine reformierte Gemeinde gegründet, die 1672 die Hervormde Kerk erbauen ließ. Um 1669 gegründete sich die evangelisch-lutherische Gemeinde Aachen-Burtscheid-Vaals, die im Jahr 1737 Bauherr der lutherischen Kirche De Kopermolen war.
Nach dem Einmarsch der Franzosen gewannen die Protestanten allmählich ihre Gleichheitsrechte zu den Katholiken. 1802 erhielten sie die ehemalige Klosterkirche St. Anna für ihre Gottesdienste. Die inzwischen gegründete lutherische und reformierte Gemeinde fusionierte 1837 zur Vereinigten Evangelischen Gemeinde. Nachdem Aachen bereits 1815 preußisch geworden und 1817 die Evangelische Kirche in Preußen als unierte Kirche gebildet worden war, gehörte die Gemeinde in Aachen zu dieser Kirche beziehungsweise zu deren 1826 gebildeten rheinischen Provinzialkirche. 1838 wurde Aachen Sitz einer Superintendentur, aus der später der heutige Kirchenkreis Aachen innerhalb der Evangelischen Kirche im Rheinland hervorging, die ihrerseits 1947 durch Verselbständigung der Kirchenprovinz als Landeskirche entstand. Die Evangelische Kirchengemeinde Aachen gliedert sich in vier Gemeindebereiche (Aachen-Mitte, Süd, West und Nord) mit jeweils mehreren Pfarrbezirken. Zum Gebiet der Stadt Aachen gehören jedoch zwei weitere Gemeinden im Südosten: Brand gehört zur Kirchengemeinde Stolberg, die Orte im Bezirk Kornelimünster/Walheim gehören zur Kirchengemeinde Kornelimünster-Zweifall. Der Evangelische Kirchenkreis Aachen umfasst jedoch neben den Gemeinden in Stadt und Kreis Aachen (außer Eschweiler) auch Eifelgemeinden im Kreis Euskirchen.
Neben den beiden großen Kirchen gibt es in Aachen zahlreiche evangelische Freikirchen, unter anderem die Freie evangelische Gemeinde und die Evangelisch-Freikirchliche Gemeinde (Baptisten). Unter den weiteren christlichen Vereinigungen und Gemeinden finden sich eine altkatholische Gemeinde, freie christliche Gemeinden, vier verschiedene orthodoxe Gemeinden, insbesondere die von Bischof Evmenios von Lefke geleitete griechisch-orthodoxe Gemeinde der Stadtkirche St. Michael, und eine katholische koreanische Gemeinde.
Ein großer Teil der verschiedenen christlichen Gemeinden Aachens ist in der lokalen ökumenischen Arbeitsgemeinschaft Christlicher Kirchen (ACK) in Aachen zusammengeschlossen. Dazu zählen die Römisch-katholische Kirche, die Evangelische Kirche, die Griechisch-orthodoxe Kirche, die Russisch-Orthodoxe Kirche, die Serbisch-Orthodoxe Kirche, die Rumänisch-Orthodoxe Kirche, die Altkatholische Kirche, die Baptisten, die Freie evangelische Gemeinde, die Vineyard-Gemeinde, die Internationale Christliche Freikirche (ICF) und das Lighthouse Christliche Zentrum.
Ferner sind die Christengemeinschaft, die Zeugen Jehovas, die Kirche Jesu Christi der Heiligen der Letzten Tage, die Apostolische Gemeinschaft und die Neuapostolische Kirche in Aachen vertreten.
Aachen ist Standort für das Priesterseminar Aachen und Sitz der katholischen Hilfswerke missio, Misereor und der Sternsinger.

### Konfessionsstatistik
Mit Stand 2014 waren 46,5 % der Einwohner Mitglied der katholischen und 15,0 % der evangelischen Kirche; 38,5 % gehörten anderen Konfessionen oder Glaubensgemeinschaften an oder waren konfessionslos. Der Anteil der Protestanten und Katholiken an der Gesamtbevölkerung ist seitdem gesunken. Am Stichtag 31. Dezember 2023 waren nach Angaben der Forschungsgruppe Weltanschauungen in Deutschland und der Stadt Aachen 34,5 % der 262.864 Einwohner römisch-katholisch, 11,6 % evangelisch und 53,9 % waren konfessionsfrei oder gehörten einer sonstigen Glaubensgemeinschaft an.
Die Zahl der Kirchenaustritte im Jahr 2022 war 13.340 und im Jahr 2023 waren es 13.236.

### Judentum

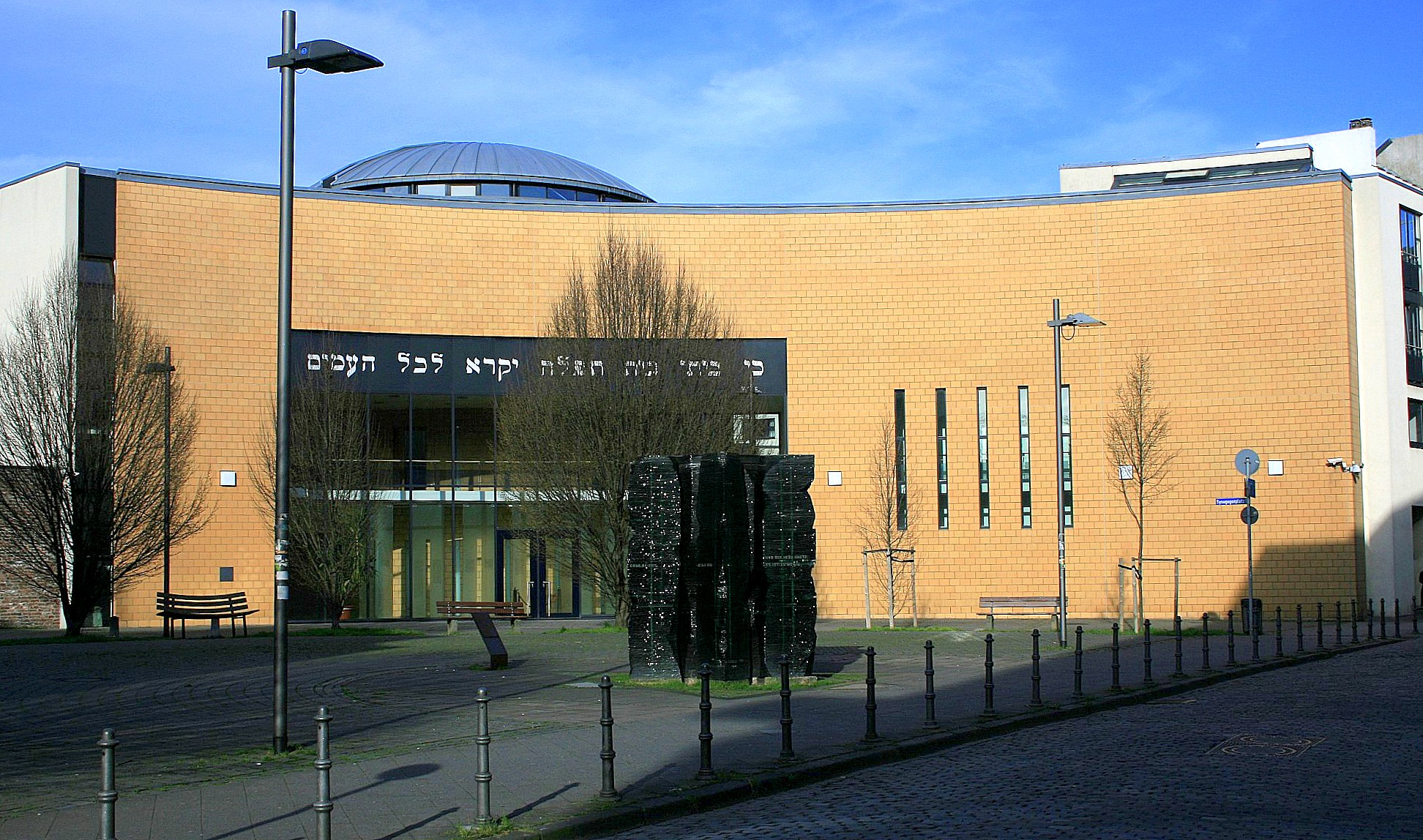
Synagoge Aachen mit der hebräischen Inschrift: „Mein Haus soll sein ein Haus des Gebets für alle Völker!“

Die Aachener Synagoge wurde durch die Stadt Aachen an der Stätte der während der Novemberpogrome 1938 zerstörten Alten Synagoge neu erbaut und 1995 der jüdischen Gemeinde übergeben. Die Jüdische Gemeinde Aachen mit ungefähr 1440 Mitgliedern und einer eigenen Bibliothek besitzt zudem einen jüdischen Friedhof sowie eine eigene Zeitung.

### Islam

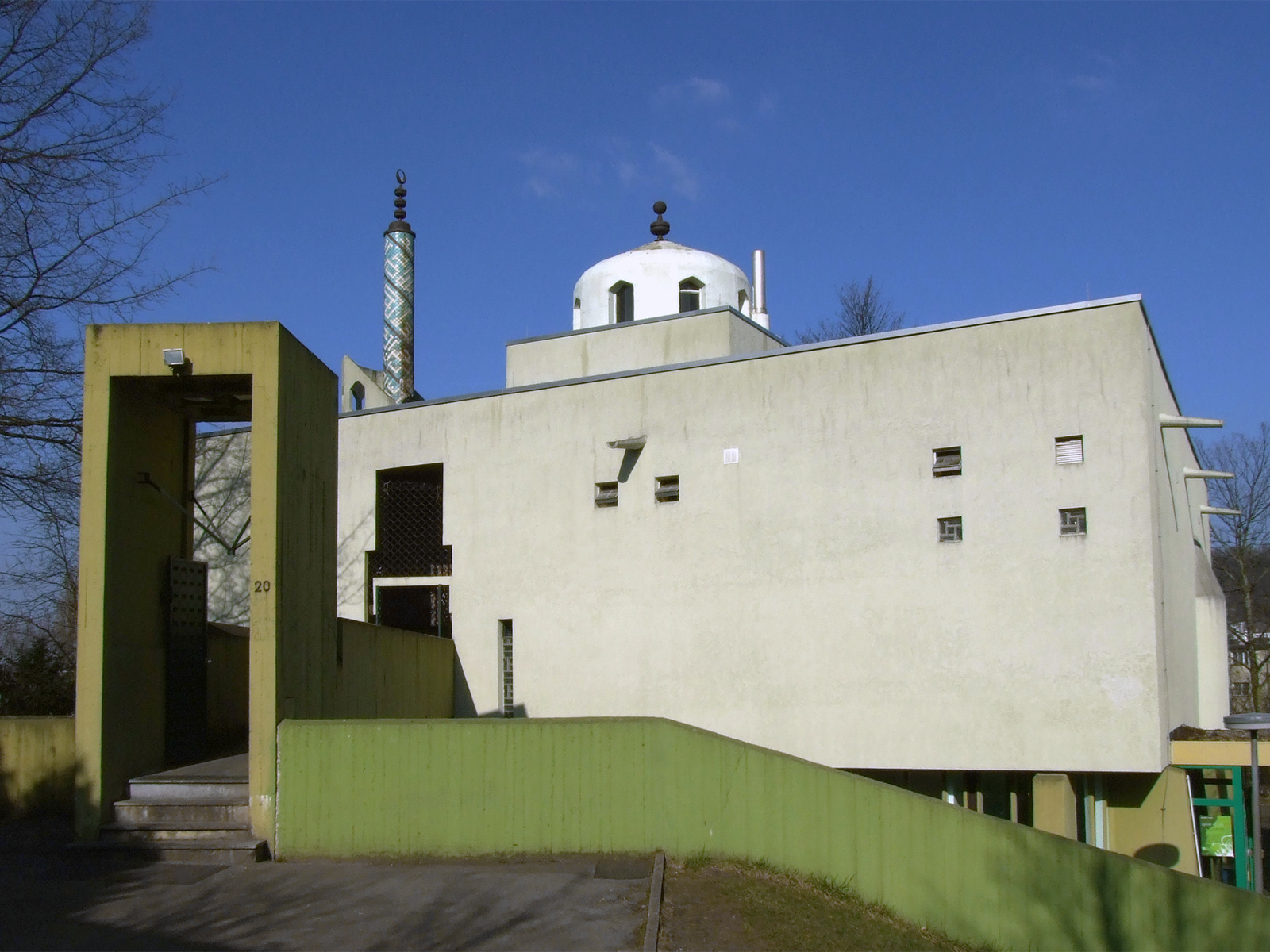
Islamisches Zentrum Aachen (Bilal-Moschee)

In Aachen gibt es inzwischen drei Moscheen, die Yunus-Emre-Moschee der Türkisch-Islamischen Union der Anstalt für Religion (DITIB) in Aachen-Ost, das islamische Zentrum (IZA) mit der Bilal-Moschee und die Mansoor-Moschee der Ahmadiyya Muslim Gemeinde. Außerdem sind fünf weitere Einrichtungen in Form islamischer Kulturzentren vorhanden.

### Interreligiöser Dialog
Im November 2005 wurde unter Leitung der Integrationsstelle Aachen der Arbeitskreis Dialog der Religionen eingerichtet, an dem Mitglieder aller großen Weltreligionen teilnehmen.
Dem jüdisch-christlichen Dialog widmet sich die Gesellschaft für Christlich-Jüdische Zusammenarbeit in Aachen e. V.

### Friedhofskultur in Aachen

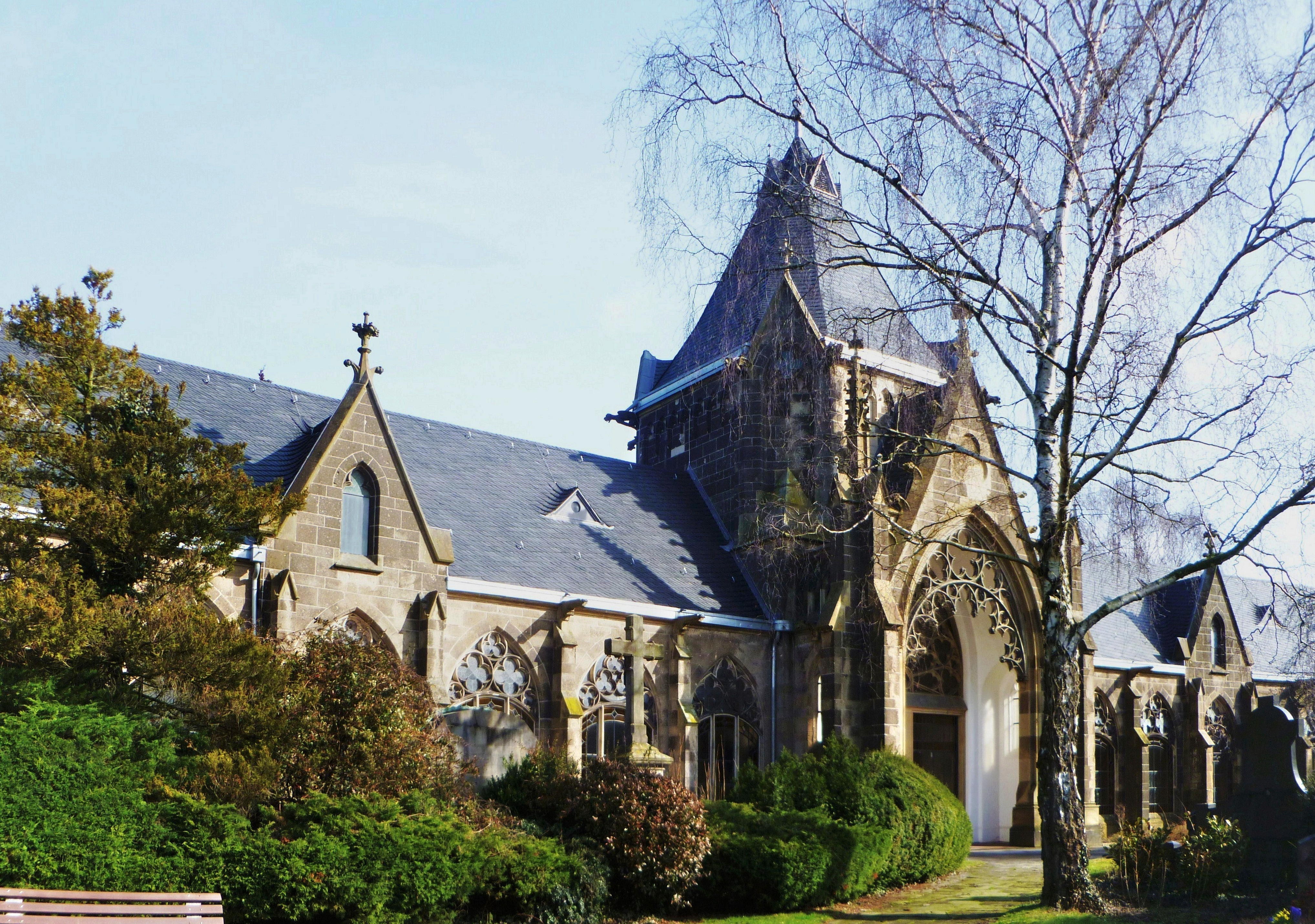
Campo Santo – Westfriedhof II Aachen

Die Verstorbenen des römischen Aquae Granni wurden außerhalb der damaligen Stadtgrenzen auf einer Brachfläche begraben, auf der später im 12. Jahrhundert die Aachener Peterskirche errichtet wurde. Ab dem frühen Mittelalter war es üblich, die Toten zunächst auf dem Münsterkirchhof in unmittelbarer Nachbarschaft des Aachener Münsters und somit innerhalb der Stadtgrenzen beizusetzen. Mit zunehmender Einwohnerzahl begrub man die katholischen Bürger in der Nähe ihrer jeweiligen Gotteshäuser bzw. innerhalb der Kirchen in speziell dafür eingerichteten Totenkellern. Dagegen wurden die evangelischen Bürger bereits seit 1605 außerhalb am Rande der äußeren Stadtmauer Aachens wenige 100 m vor dem Kölntor auf der Flur mit der Bezeichnung Am Güldenplan beerdigt. Sie wurde ab 1899 nicht mehr belegt und steht heutzutage als Teil des Stadtgarten Aachens unter Denkmalschutz.
Erst nach dem Einmarsch der Franzosen ab 1794 wurde der allmähliche Wandel zu einer moderneren Begräbniskultur eingeleitet. Die Besatzungstruppen untersagten aus gesundheitlichen Gründen grundsätzlich die Benutzung von Friedhöfen innerhalb des Stadtgebietes. Bereits zwei Jahre vor dem offiziellen kaiserlichen Dekret von 1805 wurde in Aachen beschlossen, für die katholische Bevölkerung ein neues Friedhofsareal zu erschließen. Es sollte sich circa 700 m östlich des Adalbertstores im Osten der Stadt befinden, wo am 18. August 1803 der Aachener Ostfriedhof eröffnet und unter die Verwaltung der Alexianerbrüder vom Alexianerkloster Aachen gestellt wurde.
Im weiteren Verlauf des 19. Jahrhunderts führte der Mangel an Beerdigungsfluren dazu, dass die Stadt ein großes Grundstück an der Vaalser Straße von der Gemeinde Laurensberg erwarb, um hier den neuen Aachener Westfriedhof einzurichten. Zunächst wurde die als Westfriedhof I bezeichnete Anlage südlich der Vaalser Straße für die evangelischen Bürger eingerichtet. Sie dient als Ersatz für den Friedhof Am Güldenplan und wurde ab dem 4. Januar 1889 belegt. Am 1. Mai 1890, begann die Belegung des nördlich der Straße angelegten Westfriedhofs II für die Katholiken, auf dem u. a. ein Campo Santo erbaut wurde. Während der Aachener Ostfriedhof anfangs den Aachener Pfarren St. Adalbert, St. Peter und St. Foillan vorbehalten blieb, diente der neue Westfriedhof II allen anderen damaligen Pfarren.
Aufgrund der Bevölkerungszunahme im 20. Jahrhundert beschloss die Stadt Aachen, ab 1930 den Waldfriedhof Aachen für die Bevölkerung zu erweitern. Dies wurde auf dem Gelände eines ehemaligen Cholerafriedhofs vor den Toren von Burtscheid umgesetzt, wo die Stadt bereits ein größeres Areal als Ehrenfriedhof reserviert hatte. Schließlich wurde im Jahre 1956 der Friedhof Lintert und 1979 der Friedhof Hüls eröffnet, auf dem sich das einzige Krematorium Aachens befindet. Sowohl auf dem Westfriedhof als auch auf dem Friedhof Hüls befinden sich darüber hinaus die einzigen Gedenkstätten für Sternenkinder und früh verstorbene Kinder. Darüber hinaus besitzen die eingemeindeten Stadtteile Aachens ihre jeweiligen eigenen und durchaus geschichtlich relevanten Friedhöfe, die nunmehr alle der Stadt unterstellt sind, wie beispielsweise der Heißbergfriedhof Burtscheid/Aachen.
Die Begräbniskultur hat sich in Aachen entsprechend moderner Vorstellungen angepasst. Von der klassischen Beerdigung in Form von Einzel- und Reihengräbern über Urnen- und Baumgräber bis hin zu anonymer Bestattung überlässt man den Bürgern im Rahmen der gesetzlichen Vorgaben die Entscheidung ihrer Bestattungsart ebenso wie auch die Wahl des gewünschten Friedhofes.

## Politik

### Oberbürgermeister

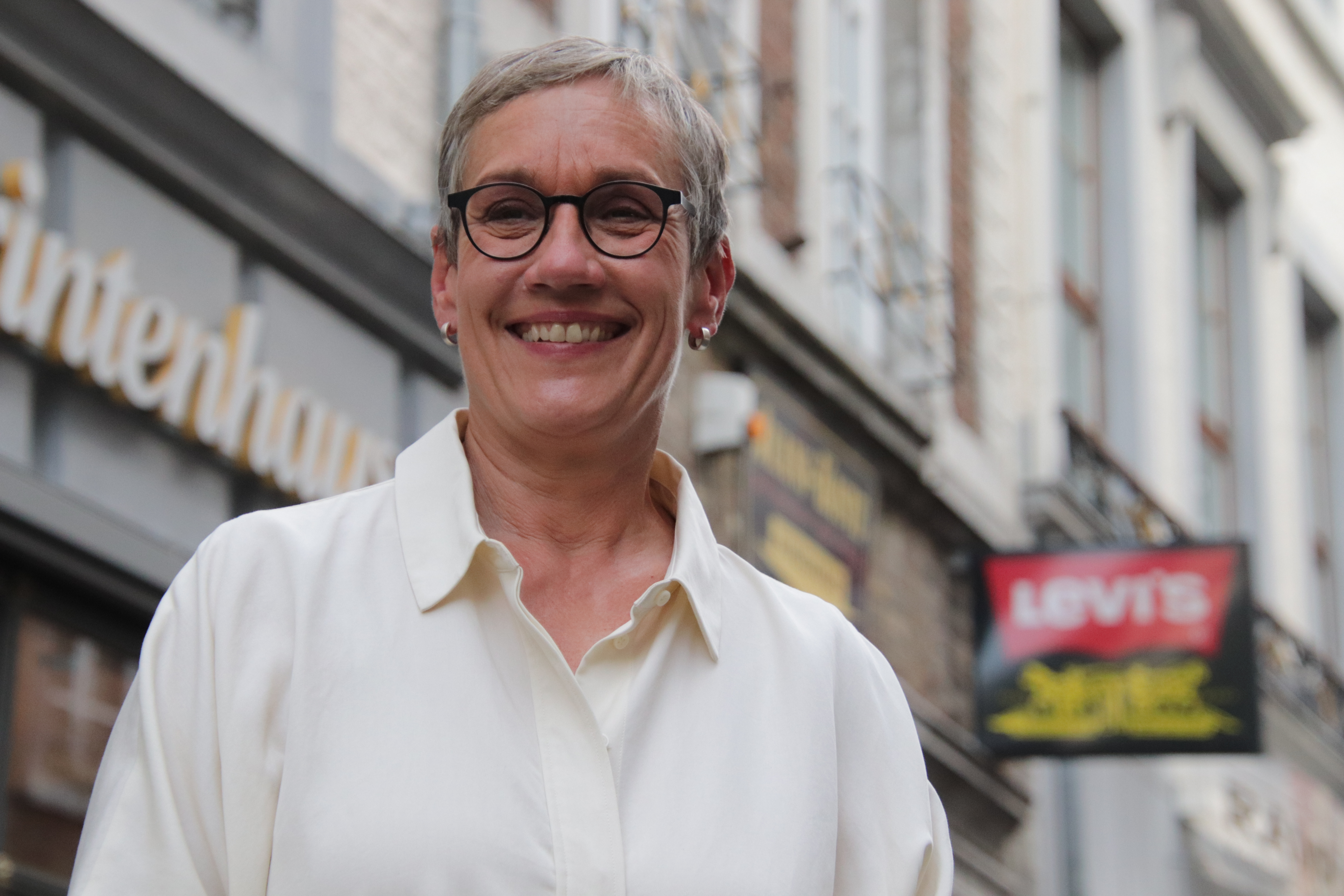
Oberbürgermeisterin Sibylle Keupen

An der Spitze der Stadt Aachen stand zunächst ein königlicher Beamter. 1250 ging die Leitung auf den Rat über, dem ein Bürgermeister vorstand. Mitglieder des Rates waren zunächst nur lebenslang amtierende Schöffen. Seit dem 15. Jahrhundert waren auch die Zünfte vertreten. Dies wurde im sogenannten Aachener Gaffelbrief von 1450, der bis 1794 galt, festgelegt. Jedoch konnten die Zünfte erst 1513 ihre ständige Mitgliedschaft im Rat erreichen. Die Mitgliederzahl schwankte mehrmals. An der Spitze standen meist zwei Bürgermeister, die aber nur ein Jahr amtierten und am 25. Mai ihr Amt wechselten. Die Ratsmitglieder übten neben ihrer Ratsmitgliedschaft meist wichtige Sonderämter in der Stadt aus. Nach dem Einmarsch der Franzosen 1794 wurde die Munizipalverfassung eingeführt. Stadtoberhaupt war der Maire. Ihm standen drei Beigeordnete und ein 30-köpfiger Rat zur Seite. In preußischer Zeit wurde 1815 aus dem Maire der Oberbürgermeister. Eine Neuordnung der städtischen Verfassung wurde erst 1845 mit der rheinischen Gemeindeordnung beziehungsweise 1856 mit der rheinischen Städteordnung eingeführt. Die Stadtverwaltung bestand weiterhin aus dem Oberbürgermeister und dem Rat.
Während der Zeit des Nationalsozialismus wurde der Oberbürgermeister von der NSDAP eingesetzt. Nach dem Zweiten Weltkrieg setzte die Militärregierung einen neuen Oberbürgermeister ein und 1946 führte sie die Kommunalverfassung nach britischem Vorbild ein. Danach gab es einen vom Volk gewählten Rat der Stadt, dessen Mitglieder man als Stadtverordnete bezeichnet. Der Rat wählte anfangs aus seiner Mitte den Oberbürgermeister als Vorsitzenden und Repräsentanten der Stadt, der ehrenamtlich tätig war. Des Weiteren wählte der Rat ab 1946 ebenfalls einen hauptamtlichen Oberstadtdirektor als Leiter der Stadtverwaltung. 1995 wurde die Doppelspitze in der Stadtverwaltung aufgegeben. Seither gibt es nur noch den hauptamtlichen Oberbürgermeister. Dieser ist Vorsitzender des Rates, Leiter der Stadtverwaltung und Repräsentant der Stadt. Er wurde 1999 erstmals direkt vom Volk gewählt.
Seit dem 1. November 2020 ist Sibylle Keupen (Parteilose Kandidatin der Grünen) Oberbürgermeisterin der Stadt Aachen, die ihren Wohnsitz in Kohlscheid hat.

### Stadtrat
Der am 13. September 2020 gewählte Rat der Stadt besteht aus 58 Mitgliedern. Der direkt gewählte Oberbürgermeister hat Stimmrecht und leitet die Sitzungen. Derzeit sind im Aachener Rat folgende Parteien vertreten: Bündnis 90/Die Grünen (20 Mitglieder), CDU (14 Mitglieder), SPD (11 Mitglieder), Die Linke (3 Mitglieder), FDP (3 Mitglieder), AfD (2 Mitglieder), Volt (2 Mitglieder) und je ein Mitglied der PARTEI, der Piratenpartei und der Unabhängigen Wähler Gemeinschaft.
- Linke: 3
- SPD: 11
- Grüne: 20
- Volt: 2
- FDP: 3
- CDU: 14
- AfD: 2
- Sonst.: 3

| Partei    | Sitze |
| --------- | ----- |
| Grüne     | 20    |
| CDU       | 14    |
| SPD       | 11    |
| Die Linke | 3     |
| FDP       | 3     |
| AfD       | 2     |
| Volt      | 2     |
| Andere    | 3     |

### Wappen
Blasonierung: In Gold ein rot bewehrter und rot bezungter schwarzer Adler.
Die Stadtfarben sind Schwarz-Gold (Schwarz-Gelb). Wie andere ehemalige Reichsstädte (beispielsweise Besançon, Dortmund, Nimwegen oder Nördlingen) führt die Stadt Aachen noch heute einen schwarzen Adler auf Goldgrund im Wappen. Das Aachener Wappen wurde zuletzt am 24. Januar 1980 durch die Hauptsatzung der Stadt bestätigt.

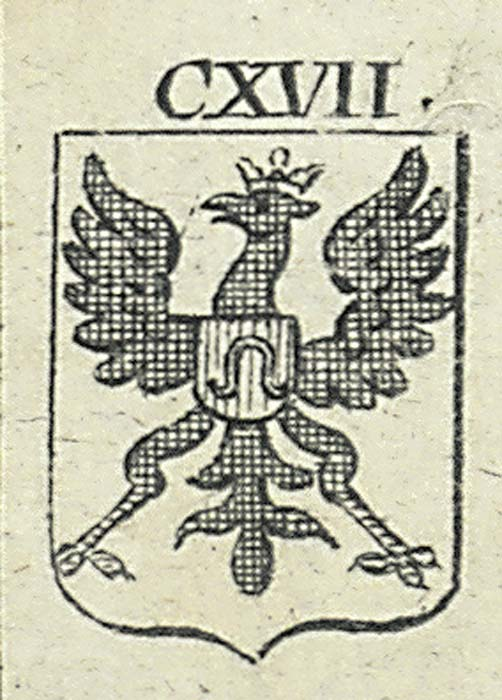
Wappen von 1774
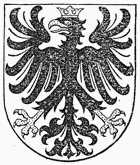
Wappen von 1888
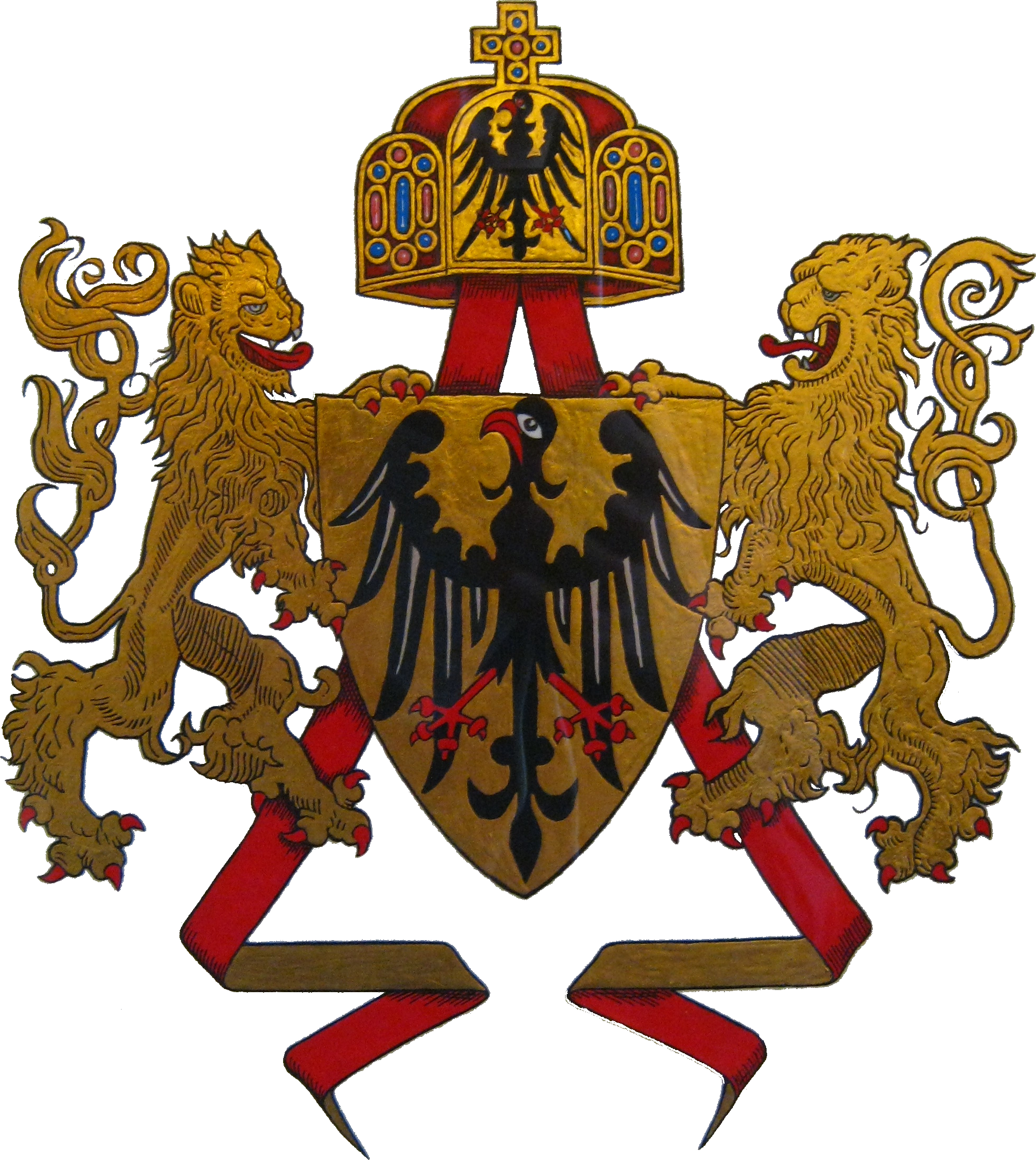
Großes Wappen
Stadtwappen

### Partnerstädte
Partnerstädte sind:
|  | - Reims (Frankreich), seit 1967 - Halifax/Calderdale (Vereinigtes Königreich), seit 1979 - Toledo (Spanien), seit 1985 - Ningbo (Volksrepublik China), seit 1986 - Naumburg (Saale) (Deutschland), seit 1988 |  | - Arlington (Vereinigte Staaten), seit 1993 - Kapstadt (Südafrika), seit 1999 - Kostroma (Russland), seit 2001, ruht seit 4/2022 wegen des russischen Überfalls auf die Ukraine bis auf Weiteres - Sarıyer (Türkei), seit 2013 - Chernihiv (Ukraine), seit 2023 |

| - Montebourg (Frankreich), seit 1960 Partnerstadt von Walheim (seit dessen Eingemeindung 1972 dem Aachener Stadtbezirk Kornelimünster/Walheim übertragen) |

### Städteregion Aachen
Die Stadt Aachen hat durch öffentlich-rechtliche Vereinbarungen mit dem Kreis Aachen einige ihrer Aufgaben auf die Städteregion Aachen übertragen, darunter Schulträgeraufgaben, die Straßenverkehrsbehörde, die Ausländerbehörde und Teile des Sozialamtes.

## Wirtschaft und Infrastruktur

### Oberzentrum
Die Regiopole Aachen verfügt über zahlreiche Bildungseinrichtungen wie die RWTH, die FH Aachen, die städtische Volkshochschule, diverse Gymnasien und andere Bildungszentren. Die Stadt beherbergt verschiedene Theater und Museen. Mit dem Sitz der Städteregion Aachen, dem Finanzamtszentrum, dem Justizzentrum mit seinen jeweiligen Fachgerichten sowie weiteren für eine Großstadt üblichen Behörden, den Sportstätten, Krankenhäusern, darunter das Universitätsklinikum wie auch mehrere Fachkliniken, weiteren Einrichtungen für Gesundheit und Soziales, diversen Kreditinstituten und spezialisierten Einkaufsmöglichkeiten für den höherwertigen Bedarf sowie bei sonstigen Dienstleistungen erfüllt die Stadt alle Kriterien für ein Oberzentrum. Auch verfügt sie über den Anschluss an mehrere Autobahnen (A 4, A 44, A 544), an das Bundesfernstraßennetz und den ICE und Thalys im Fernverkehrsnetz der Deutschen Bahn (siehe Verkehr in Aachen).

### Bad Aachen
Aachen war schon vor der Errichtung der Kaiserpfalz wegen seiner zahlreichen Quellen bekannt, die stark schwefelhaltiges, bis zu 74 °C heißes Wasser an die Oberfläche bringen. Die Quellen im Stadtteil Burtscheid gehören damit zu den heißesten Quellen Mitteleuropas. Diesen Quellen wird zugeschrieben, dass sie Rheuma und viele andere Krankheiten heilen sollen. Nicht zuletzt aus diesem Grund etablierte schließlich Karl der Große den Ort zu einer bedeutenden Stadt. Als staatlich anerkannte Kurstadt darf sich die Stadt Bad Aachen nennen, jedoch wird diese Bezeichnung kaum verwendet, da die Stadt dann in Listen und Verzeichnissen nicht mehr an erster Stelle genannt würde. Das offizielle Logo der Stadt verzichtet mit der Bezeichnung Stadt Aachen ebenfalls auf den Titel als Kurbad.
Heute gibt es den historischen Kurpark um den Elisenbrunnen im Stadtzentrum und den modernen Bäderbereich der Carolus Thermen, mit großem Wellness-Bereich und einer Versorgung mit Mineral-Thermalwasser aus der Rosenquelle (47 °C).

### Unternehmen

FEV, Luftaufnahme

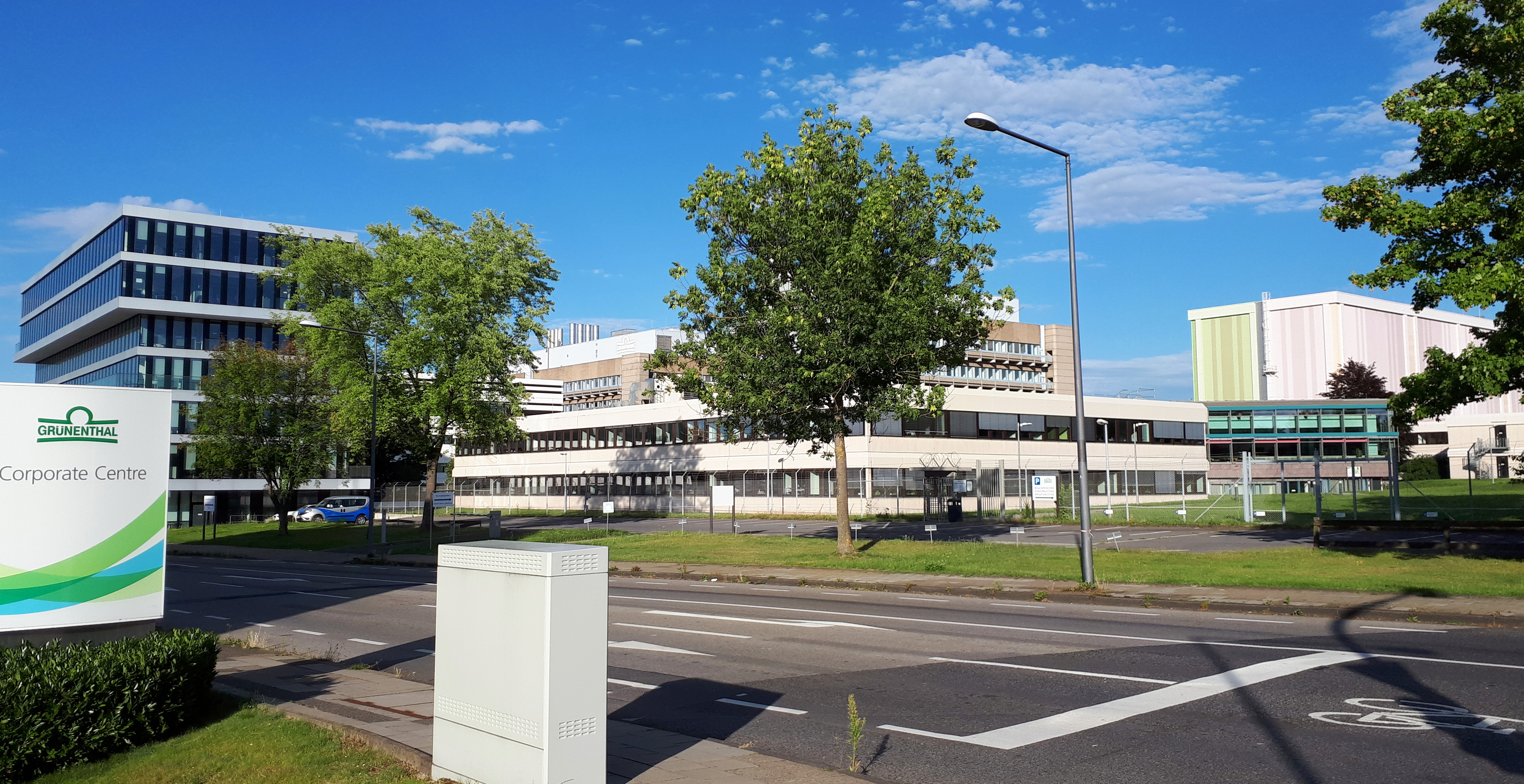
Grünenthal

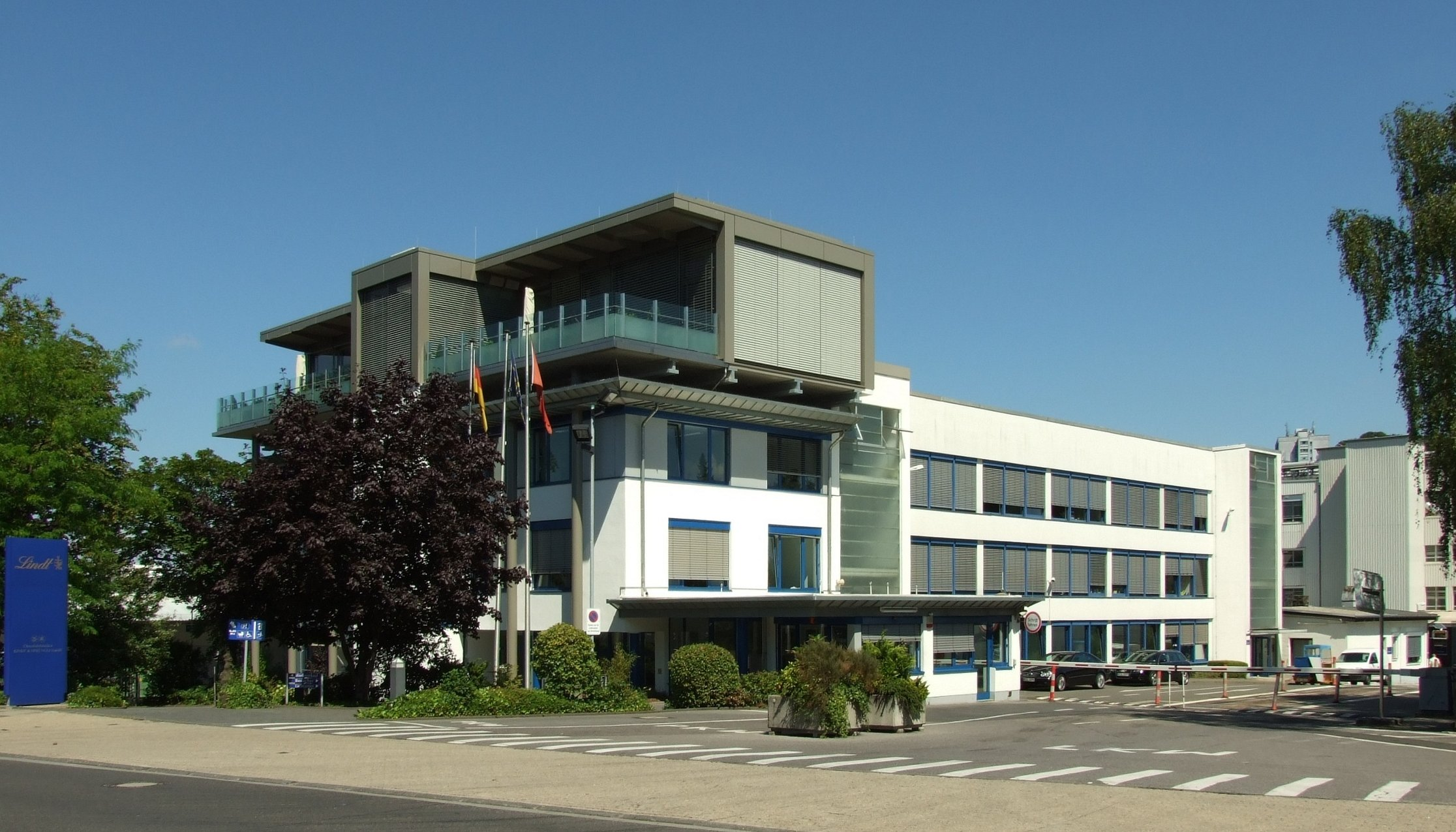
Lindt & Sprüngli

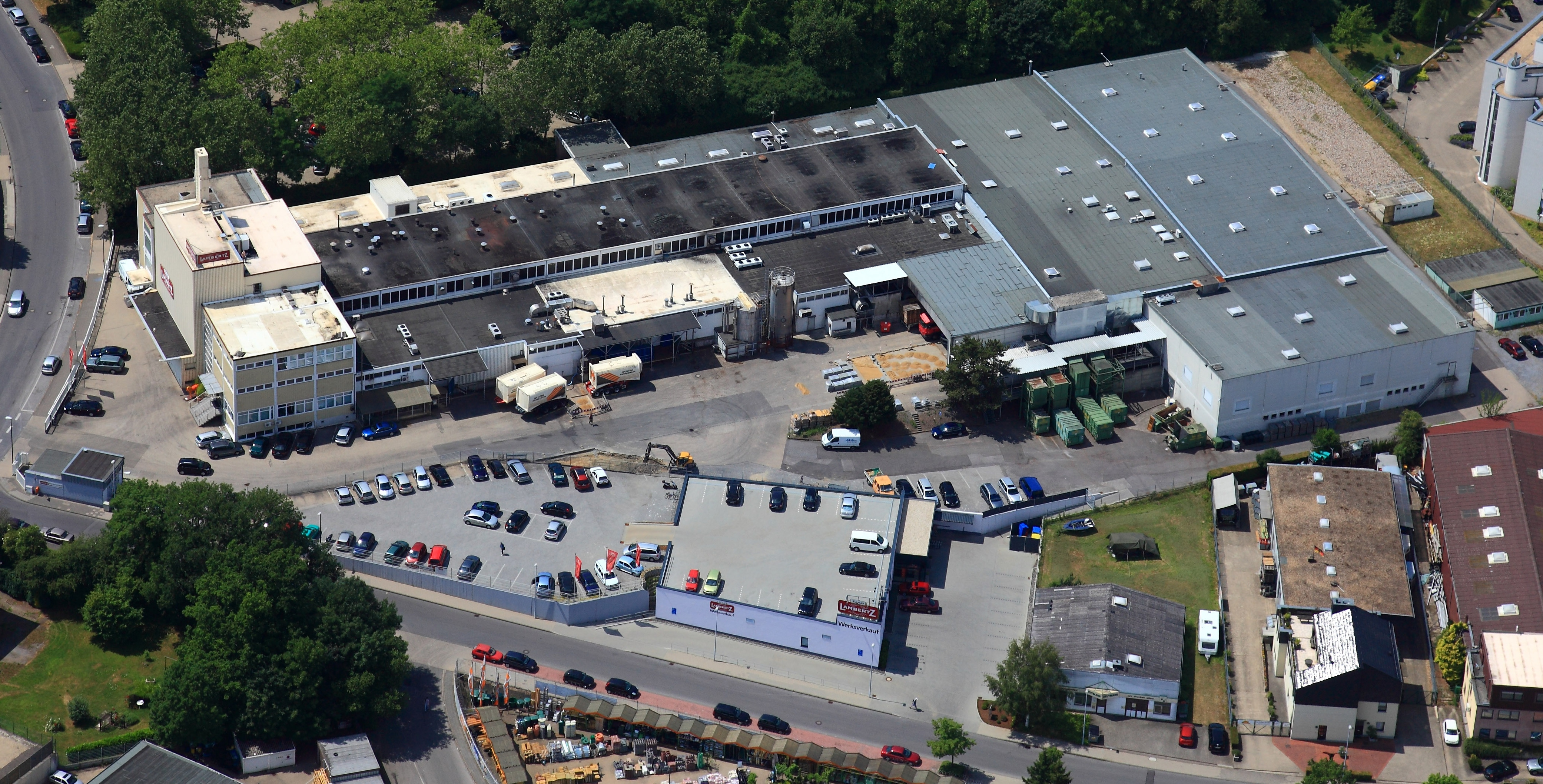
Lambertz-Stammwerk, Luftaufnahme

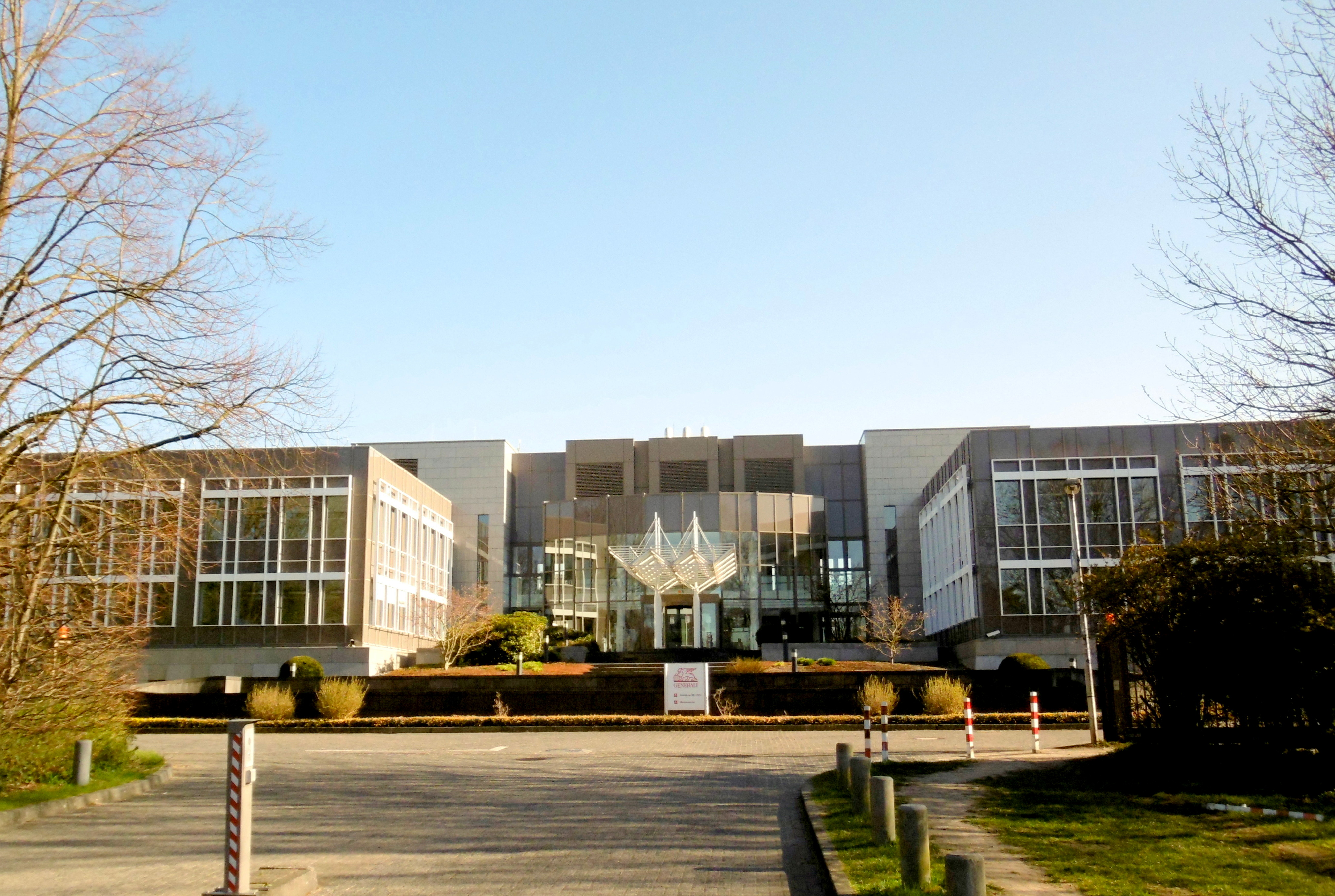
Generali, Niederlassung Aachen

Mehrere bedeutende Unternehmen aus verschiedenen Industriezweigen haben ihren Hauptsitz oder Niederlassungen in Aachen.
Seit 1934 unterhielt Philips Deutschland GmbH, einer der weltweit größten Elektronikhersteller, Produktionsstätten in Aachen – zunächst nur für Radiogeräte, nach dem Zweiten Weltkrieg aber auch ein Werk zur Produktion von Leuchtmitteln, in dem Niedervolt-Halogenlampen und Autolampen hergestellt wurden, sowie ein weiteres für Bildröhren. Das Bildröhrenwerk wurde 2004 geschlossen, anschließend wurde in Teilen der danach leer stehenden Hallen eine hochmoderne OLED-Produktion aufgebaut, die 2015 an OLEDWorks verkauft wurde. Seit der Schließung des Leuchtmittelwerks Ende August 2018 betreibt Philips keine Produktionsstätten mehr in Aachen. Seit 1955 betreibt Philips Forschung in Aachen. Mit mehreren Forschungsstätten auf dem Campus Melaten und in Rothe Erde ist Philips weiterhin in Aachen vertreten.
Aachen ist ebenso Zentrum für Maschinenbau, Automation, IT, Laser- und Umwelttechnologie mit jeweils großer wirtschaftlicher Bedeutung für die Stadt. Viele IT-Unternehmen, die teilweise als Spin-offs der Universität und Fachhochschule gegründet wurden, haben sich gemeinsam mit Forschungseinrichtungen zum Kompetenznetzwerk Regina e. V. IT/Informatik Aachen zusammengeschlossen.
Weiterhin ist Aachen als Standort der Automobilindustrie bedeutend, sowohl durch ortsansässige Zulieferindustrie (z. B. eine Niederlassung von Saint-Gobain), den Entwicklungsdienstleister FEV, dessen Hauptsitz in Aachen ist, und auch durch Institute der RWTH Aachen, die ihren Schwerpunkt in der Automobiltechnologie haben. Ford unterhielt bis zur Schließung Mitte 2024 das Ford Forschungszentrum Aachen (FFA) im Ortsteil Laurensberg. Die örtliche Automobilbranche hat sich großteils im euregionalen Netzwerk competence center automotive region aachen – euregio maas-rhein (car e. V.) zusammengeschlossen. Daneben gibt es eine Reihe von Forschungsbetrieben und Hochtechnologieunternehmen, oft als Ableger der Hochschulen.
Außerdem ist die Produktion von Süßwaren von bekannten Unternehmen wie Zentis (Konfitüren, Süßwaren, Fruchtzubereitungen), Lambertz (Lebkuchen, Printen) und Lindt & Sprüngli (Schokolade, Pralinen) bedeutend. Die Aachener Printen sind weltberühmt.
Des Weiteren ist Aachen Standort von Grünenthal (pharmazeutische Produkte) und Talbot Services (Schienenfahrzeuge und Elektroautomobile). Aachen bietet gute Standortvorteile wegen einer dichten Infrastruktur mit Produktions- und Dienstleistungen auf engstem Raum, Internationalität und Mehrsprachigkeit, Platz zur Expansion und Raum zur Erholung wie auch einem großen Potenzial an gut ausgebildeten Ingenieuren.
Auch der Tourismus spielt eine wichtige Rolle (Januar bis Juni 2017: 241.951 Ankünfte, 479.928 Übernachtungen). Seit dem 1. Januar 2012 wird eine Beherbergungsabgabe in Höhe von fünf Prozent auf den Übernachtungspreis erhoben.
In der Vergangenheit war die Produktion von Nadeln und Tuchen der wichtigste Wirtschaftsfaktor. So waren in Aachen mehrere hundert Nadelfabriken ansässig. An fast allen Bächen waren Tuchfabriken und -färbereien angesiedelt. Seit Anfang der 1990er Jahre hat sich ein sehr deutlicher Strukturwandel vollzogen. Die Herstellung von Nadeln und Tuchen wurde nach Fernost verlagert. Die letzte Aachener Nadelfabrik stellte den Betrieb Ende 2004 ein, von den zahlreichen Tuchfabriken ist nur die Becker Fabrics geblieben. Die 1838 gegründete Aachener Waggonfabrik Talbot war der älteste und einer der bedeutendsten deutschen Hersteller von Schienenfahrzeugen. Weitere Bedeutung hatte die Herstellung von Schirmen und Transformatoren. Auch diese Bereiche sind jedoch inzwischen stark reduziert oder völlig aufgegeben worden.
Im Bereich der Versicherungen hat sich der Standort Aachen innerhalb der Generali Deutschland behaupten können. Die dazugehörende AachenMünchener Versicherungsgesellschaft errichtete in der Aachener Innenstadt an der Stelle des früheren Sozialgerichts eine neue Zentralverwaltung.
Ferner ist für Aachen die Logistik von zunehmender Bedeutung: So betreiben Doc Morris und die Honold Logistik Gruppe große Versand-Logistikzentren im Gewerbepark Avantis.
Größte Arbeitgeber der Stadt Aachen (Stand 2024):
| Rang | Name                                                    | Arbeitsplätze |
| ---- | ------------------------------------------------------- | ------------- |
| 1.   | RWTH Aachen                                             | 10.272        |
| 2.   | FEV GmbH                                                | 7.046         |
| 3.   | Stadtverwaltung Aachen                                  | 6.000         |
| 4.   | Universitätsklinikum Aachen                             | 5.020         |
| 5.   | Grünenthal GmbH                                         | 4.445         |
| 6.   | Umlaut                                                  | 4.320         |
| 7.   | Lambertz                                                | 3.515         |
| 8.   | Lindt & Sprüngli GmbH                                   | 2.800         |
| 9.   | abego Software                                          | 2.027         |
| 10.  | Cerence                                                 | 2.000         |
| 11.  | Zentis                                                  | 1.982         |
| 12.  | Sparkasse Aachen                                        | 1.601         |
| 13.  | Energieversorgungs- und Verkehrsgesellschaft mbH Aachen | 1.600         |
| 14.  | Fachhochschule Aachen                                   | 1.250         |
| 15.  | Wochenblatt-Zustellung Grenzland                        | 1.103         |

### Verkehr

#### Bahn

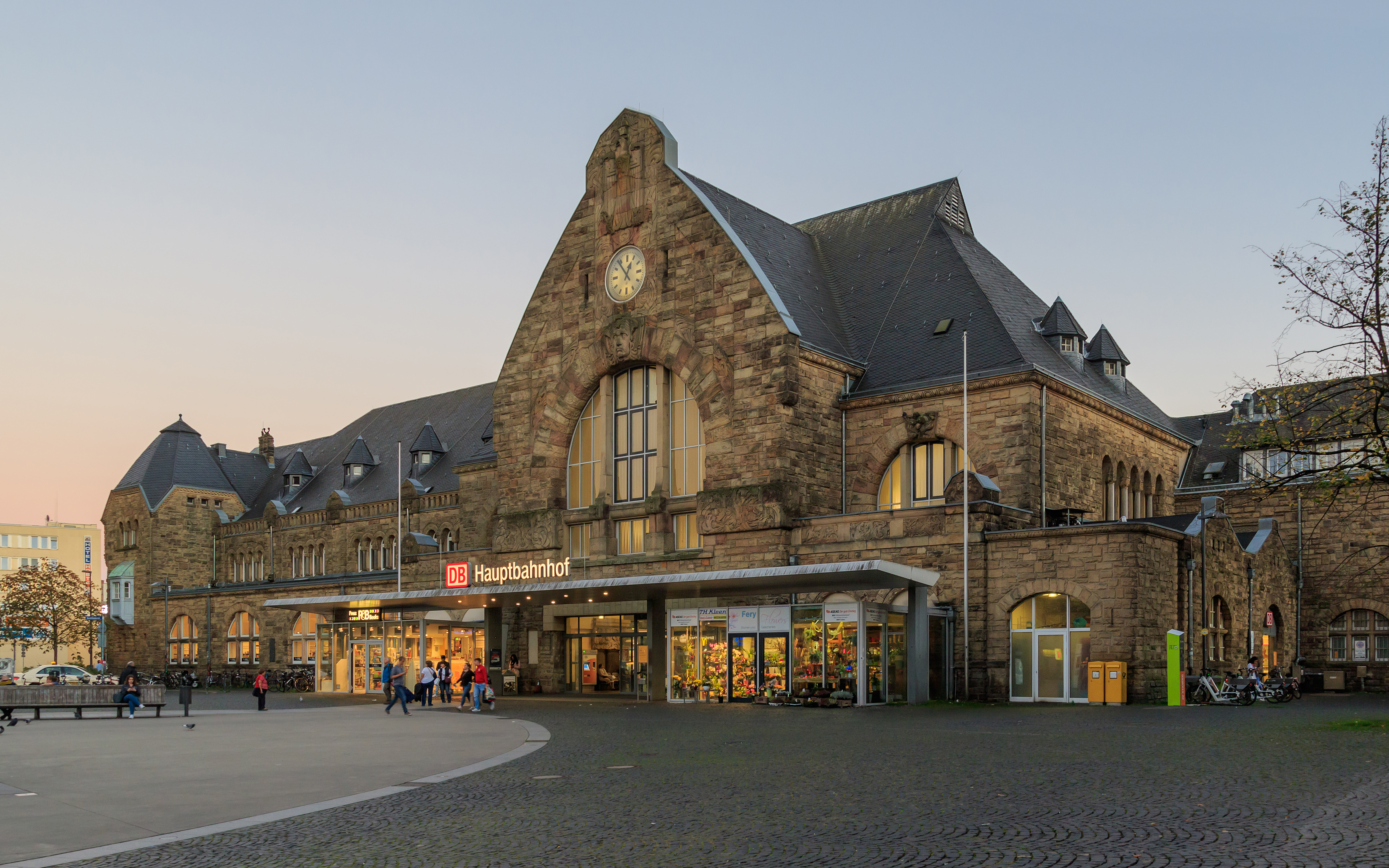
Der Aachener Hauptbahnhof

Der Aachener Hauptbahnhof ist an den Fernverkehr angeschlossen. Der Hochgeschwindigkeitszug Eurostar verkehrt 5-mal täglich auf der Strecke von Paris über Brüssel–Lüttich–Aachen–Köln und weiter nach Essen und Dortmund. In einem Zwei-Stunden-Takt verkehrt der ICE International auf der Strecke Brüssel–Lüttich–Aachen–Köln und weiter nach Frankfurt. Aachen liegt somit an einer wichtigen Verbindung (PBKA) des transeuropäischen Schienennetzes. Auf der zweiten von Aachen ausgehenden innerdeutschen Strecke nach Mönchengladbach und von dort aus weiter über Krefeld und Duisburg bestehen täglich Intercity-Verbindungen nach Berlin. Zudem verkehren ICEs nach Berlin auch über Köln.
Beide Strecken sind zudem wichtige Magistralen des Güterverkehrs. Die zwei von Aachen ausgehenden Strecken nach Belgien – für den Personenverkehr nach Brüssel über Lüttich (HSL 3) und für den Güterverkehr nach Antwerpen über Tongeren (Montzenroute) – sind die einzigen in Betrieb befindlichen Schienenverbindungen zwischen Deutschland und Belgien.

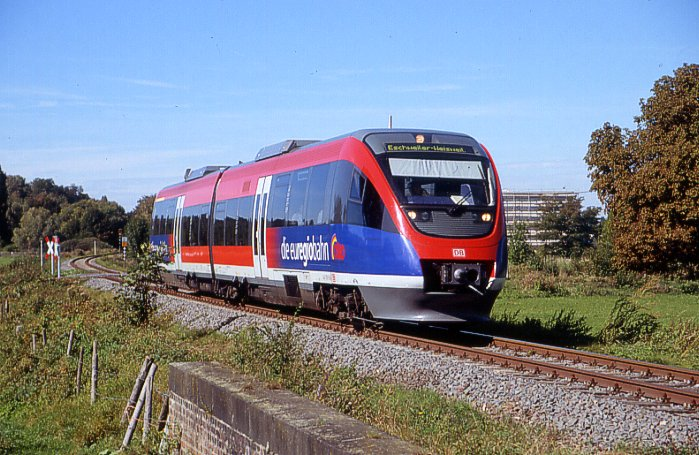
Bombardier Talent als Euregiobahn

Der Regionalverkehr hält außer am Hauptbahnhof auch an den Personenbahnhöfen Aachen West und Aachen-Rothe Erde sowie den Haltepunkten Aachen Schanz und Eilendorf. Ein weiterer Haltepunkt der Euregiobahn ist in Richterich vorgesehen; Seine Fertigstellung ist für Dezember 2025 anvisiert.
Regionale Bahnverbindungen (Stand Februar 2019):
- Regional-Express RE 1 (NRW-Express): Aachen Hbf – Düren – Köln Hbf – Düsseldorf Hbf – Duisburg Hbf – Essen Hbf – Bochum Hbf – Dortmund Hbf – Hamm (Westf)
- Regional-Express RE 4 (Wupper-Express): Aachen – Mönchengladbach Hbf – Düsseldorf Hbf – Wuppertal Hbf – Hagen Hbf – Dortmund Hbf
- Regional-Express RE 9 (Rhein-Sieg-Express): Aachen Hbf – Düren – Köln Hbf – Siegburg/Bonn – Siegen
- Regional-Express RE 18 (LIMAX): Aachen Hbf – Herzogenrath – Heerlen – Maastricht
- Regional-Express RE 29 (euregioAIXpress): Aachen Hbf – Welkenraedt –Verviers – Trooz – Liège Guillemins – Liège Saint-Lambert
- Regionalbahn RB 20 (Euregiobahn): Stolberg – Eschweiler – Alsdorf – Herzogenrath – Aachen Hbf – Stolberg – Eschweiler – Langerwehe – Düren
- Regionalbahn RB 33 (Rhein-Niers-Bahn): Aachen Hbf – Mönchengladbach Hbf – Duisburg Hbf

Die S-Bahn S 19 der S-Bahn Rhein-Ruhr fährt jede Nacht zweimal zwischen Aachen und Troisdorf über Köln und Köln/Bonn Flughafen und weiter in Richtung Au (Sieg)
Die Bahnstrecke Aachen–Maastricht ist die älteste internationale Bahnstrecke der Niederlande, doch sie ist seit den 1990er Jahren bei Vetschau unterbrochen. Auf dem Abschnitt von Vetschau, auf dem Aachener Stadtgebiet, bis Schin op Geul verkehren seit 1995 Museumszüge der Zuid-Limburgse Stoomtrein Maatschappij. Seit 2011 bestehen bisher unverwirklichte Pläne, den Abschnitt Aachen–Vetschau–Avantis–Kerkrade im Rahmen des Projektes Via Avantis zu reaktivieren. Stattdessen fährt seit 2024 halbstündlich der Regionalexpress LIMAX von Aachen über Herzogenrath und Heerlen nach Maastricht.

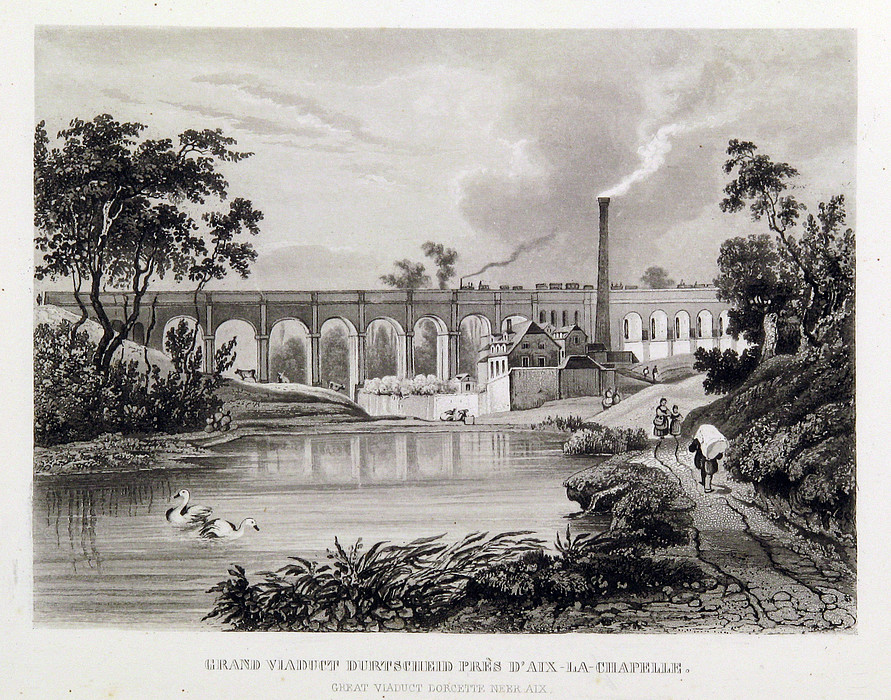
Burtscheider Eisenbahnviadukt auf einem Stich von ca. 1860

Eisenbahnhistorisch hat Aachen zwei Besonderheiten zu bieten: den ältesten noch befahrenen Eisenbahntunnel Deutschlands, den Buschtunnel, sowie den Burtscheider Viadukt. Unweit von Aachen befindet sich bei dem belgischen Ort Moresnet das berühmte Göhltalviadukt, das 2004 saniert wurde. Bei Beendigung dieser Maßnahmen gab es einen Festakt mit Feuerwerk.
Die traditionsreiche Waggonfabrik Talbot an der Jülicher Straße produzierte bis Anfang der 1990er Jahre Güter- und Personenwaggons, wie etwa doppelstöckige Wagen für die niederländische Staatsbahn oder den Talent. Nach der Übernahme durch den kanadischen Konzern Bombardier (seitdem Talbot-Bombardier) wurde ein Großteil der Fertigung nach Ostdeutschland und Tschechien verlegt und das Werk zum 30. Juni 2013 verkauft. Nach der Übernahme durch Talbot Services werden in Aachen weiterhin Eisenbahnfahrzeuge und auch Elektrofahrzeuge des Typs StreetScooter gebaut.
Die Vennbahn, angelegt von 1882 bis 1889, verband die Industriegebiete von Aachen und Eschweiler mit dem von Luxemburg. Schon zwischen den beiden Weltkriegen nahm das Transportvolumen zusehends ab, da Luxemburg die Zollunion mit Deutschland aufgekündigt hatte.

#### Öffentlicher Personennahverkehr

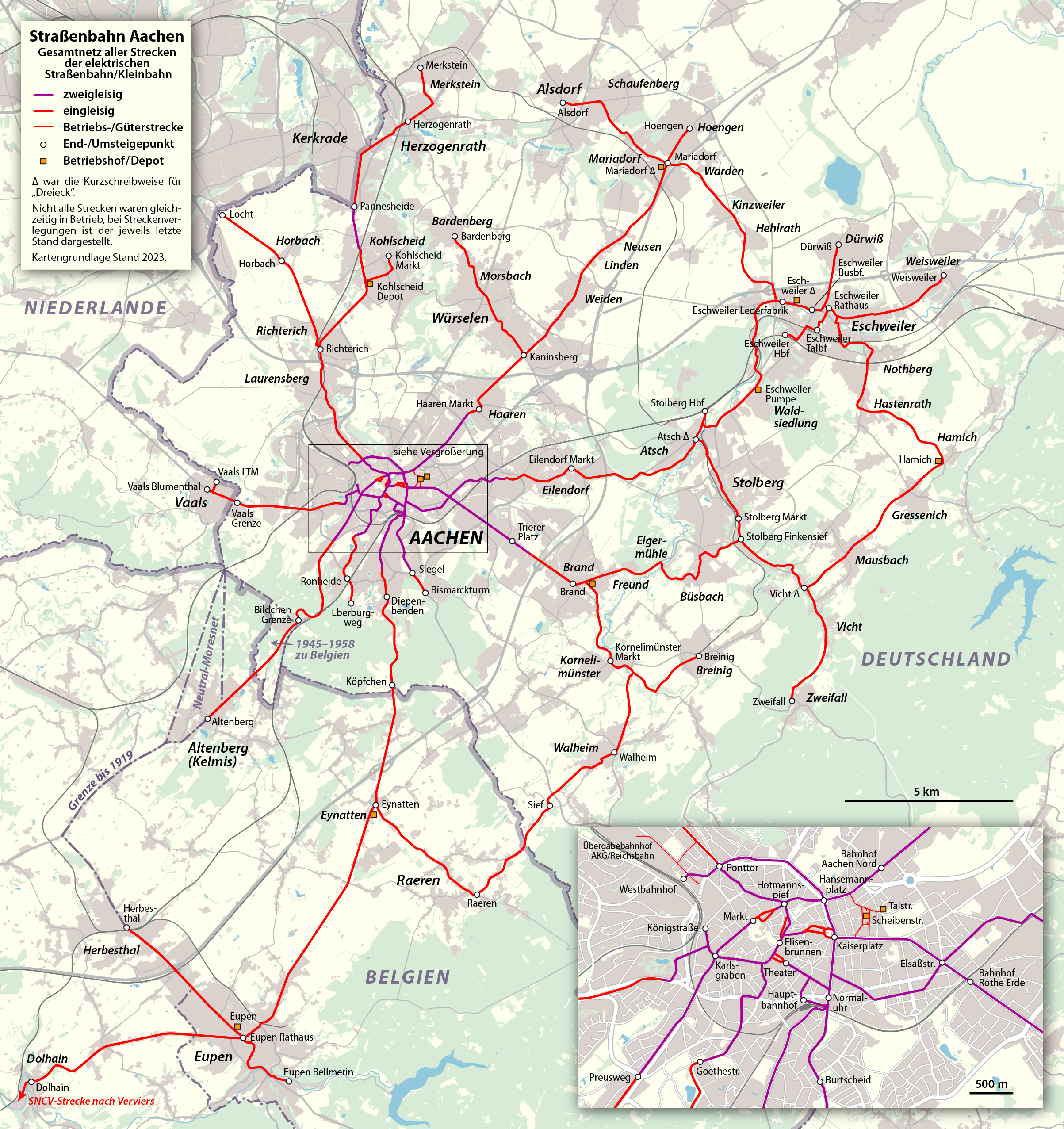
Ehemaliges Straßenbahnnetz Aachens

Natronlokomotive des Aachener Erfinders Moritz Honigmann im Jahr 1884

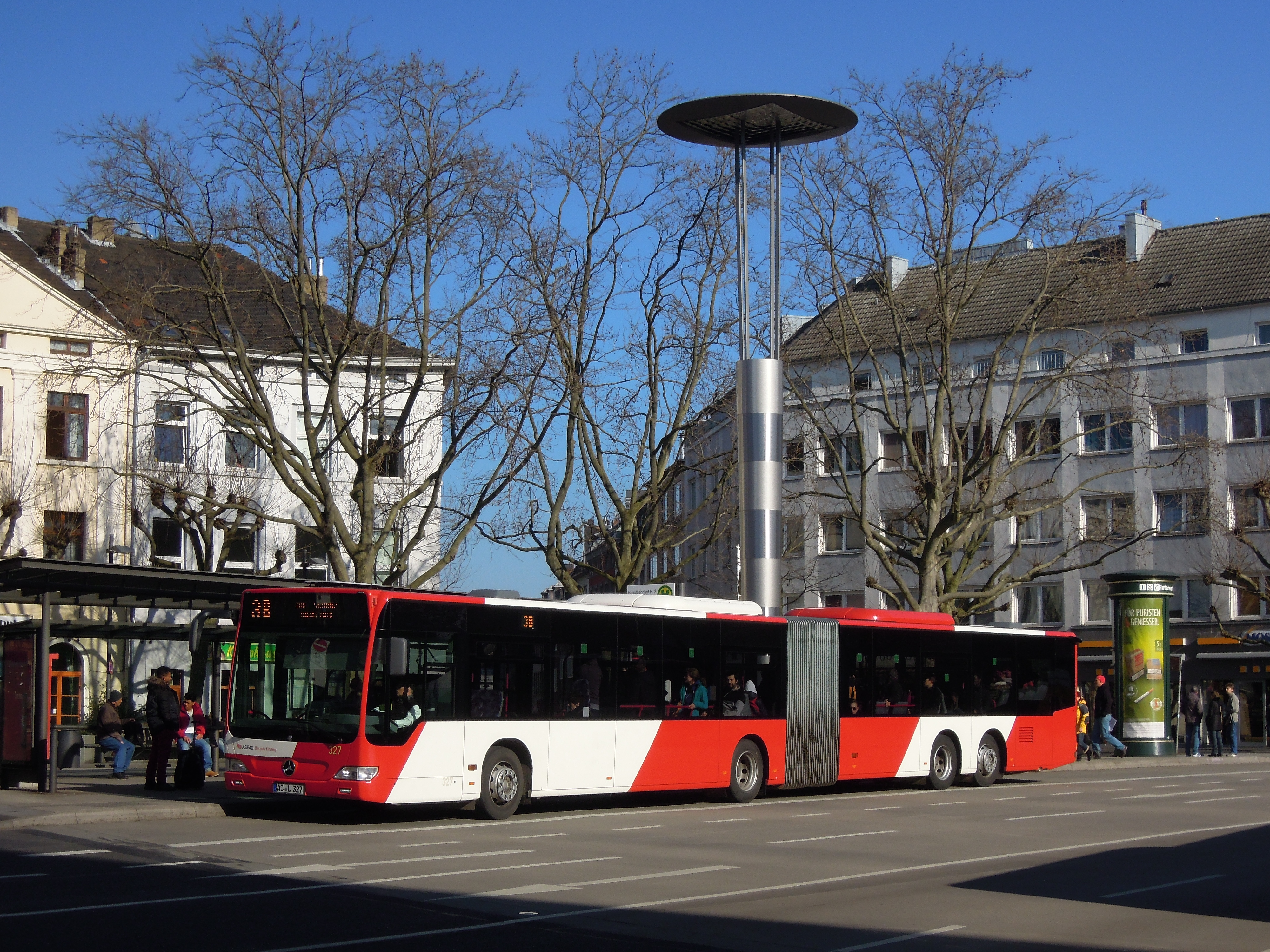
Mercedes-Benz CapaCity am Aachener Hauptbahnhof

Im Jahr 1974 wurden gleichzeitig die Linien der Straßenbahn Aachen und des Oberleitungsbus Aachen stillgelegt. Seitdem beschränkte sich der öffentliche Personennahverkehr im Stadtgebiet jahrelang auf Omnibusse. Seit 2001 hält die Euregiobahn an vier (Aachen Eilendorf, Aachen-Rothe Erde, Aachen Hbf und Aachen West), seit 2004 (Aachen Schanz) an fünf Bahnhöfen bzw. Haltepunkten im Stadtgebiet Aachen, bedient jedoch weder die innerstädtischen Strecken mit der höchsten Fahrgastfrequenz noch erschließt sie das Aachener Stadtzentrum.
Die Buslinien und die Euregiobahn sind in den Aachener Verkehrsverbund (AVV) integriert und fahren auch ins benachbarte Ausland, wie z. B. nach Heerlen (NL), Kerkrade (NL), Kelmis (B) oder Eupen (B). Es gibt mehrere Schnellbuslinien u. a. nach Alsdorf/Aldenhoven/Jülich (Linie 220/SB20), Heerlen (Linie 44), Eschweiler (Linie 52), Roetgen-Simmerath (Linie SB63), Roetgen-Monschau (Linie SB66) Stolberg (Linie X25), Walheim (Linie X35), Herzogenrath (Linie X47), Baesweiler (Linie X51) und Maastricht (Linie 350 der niederländischen Arriva).
Den ÖPNV in der Stadt betreibt die ASEAG (Aachener Straßenbahn und Energieversorgungs-AG) mit insgesamt 118 Buslinien (Stand 2023). Die Linie 14 wird gemeinsam mit der belgischen TEC (Transport en Commun), die Linie 44 mit der niederländischen Abteilung der Arriva durchgeführt. Dreh- und Angelpunkte des Aachener Liniennetzes sind der Bushof und der Elisenbrunnen, die von vielen der Aachener Buslinien angefahren werden.
In Aachen gibt es ein gesondertes Nachtbusnetz. Dieses besteht aus zehn Linien (N1 bis N9 und N60), die die bedeutendsten Verkehrsbeziehungen auf gegenüber dem Tagesbetrieb modifiziertem Weg bedienen. Die Nachtlinien verkehren in den Nächten auf Samstage, Sonntage und Feiertage jeweils um 01:30, 02:30 und 03:30 Uhr vom Elisenbrunnen/Bushof. Die Linienführung verläuft dabei sternförmig aus der Stadt heraus.
Seit dem September 2005 wurden zwei Doppelgelenkbusse des Typs Van Hool AGG 300 auf den Linien 5 und 45 zwischen Uniklinik und Driescher Hof bzw. Brand eingesetzt. Im Februar 2008 wurden aufgrund des erfolgreichen Probebetriebes sechs weitere Busse dieses Typs für den Verkehr auf den beiden Linien in Dienst gestellt. Ende 2019 wurden dieser Bustyp bei der ASEAG ausgemustert. Auch beim CHIO Aachen und bei Spielen der Alemannia bietet die ASEAG den Gästen die Möglichkeit, vom Aachener Hauptbahnhof bis zum Sportpark Soers mit dem C-Shuttle, der zumeist mit CapaCity bedient wird, befördert zu werden.
Ausgehend von Überlegungen, die Neubaugebiete von RWTH Aachen, Campus Melaten und Campus West sowie das Universitätsklinikum/Medizinische Fakultät der Hochschule mit dem Zentralcampus am Templergraben und der Innenstadt zu verbinden, wurden der Öffentlichkeit neue Planungen zum Bau einer Stadtbahn vorgestellt. Zudem sollte so die Straßenbahn wieder eingeführt werden. Zu Beginn war für die sogenannte Campusbahn eine Linie vom Universitätsklinikum über Campus Melaten, Campus West, Zentralcampus zum Aachener Bushof, weiter über Bahnhof Rothe Erde und Trierer Platz nach Brand vorgesehen. Im Rahmen des sogenannten Zielkonzepts war eine zweite Linie von Vaals (Grenze) nach Würselen (Kaninsberg) angedacht. Hierzu fand am 10. März 2013 ein Ratsbürgerentscheid statt. Dabei ergab sich bei einer Wahlbeteiligung von etwa 43 Prozent eine Zweidrittelmehrheit gegen die Campusbahn. Die entsprechenden Planungen wurden danach eingestellt.
Das Fernbusunternehmen FlixBus DACH GmbH bietet in Aachen Anbindungen an fast alle größeren Städte Europas, wie auch Linien zu innerdeutschen Zielen. 
Seit Dezember 2017 wird eine flexible Buslinie, der NetLiner, im Aachener Süden angeboten, nachdem der NetLiner bereits im Raum Monschau als Rufbus eingeführt wurde. Zudem wird der NetLiner auch im Aachener Norden und im Stadtteil Haaren angeboten.
Seit 2021 gibt es einen Fahrgastbeirat für das Stadtgebiet Aachen.

#### Straßenanbindung

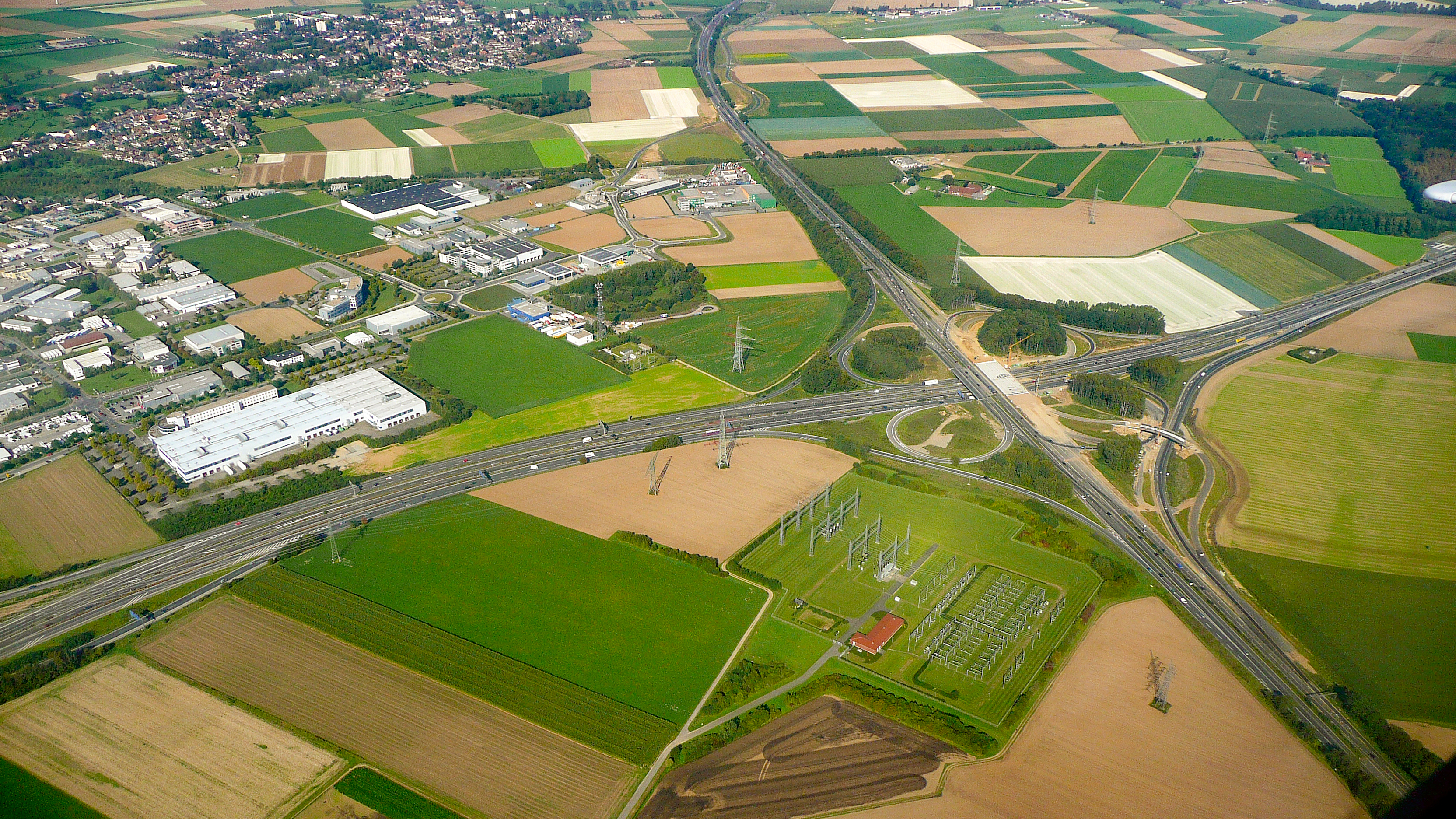
Autobahnkreuz Aachen (Umbau 2011)

Am Autobahnkreuz Aachen treffen sich die Bundesautobahnen A 4, A 44 und A 544. Die A 4 führt nach Köln sowie über den Grenzübergang Vetschau in die Niederlande, die A 44 nach Düsseldorf sowie nach Belgien. Die A 544 verbindet das Kreuz Aachen mit dem Europaplatz im Osten Aachens. Als Europastraße E 40 ist die A 4 von Köln bis zum Aachener Kreuz und ab dort die A 44 in Richtung Belgien beschildert. Die E 314 führt vom Grenzübergang Vetschau bis zum Autobahnkreuz Aachen. Ferner führen die Bundesstraßen B 1, B 1a, B 57, B 258 und B 264 durch das Stadtgebiet.
Aufgrund von Brückenarbeiten, ist die A 544 seit Ende Januar 2024 nicht mehr befahrbar und gesperrt. Ein Abschluss der Arbeiten (und eine somit zu erfolgende Freigabe für den Straßenverkehr) ist für September 2025 zu erwarten. 

#### Fahrrad

Logo des Radwanderweges Grünroute

Die Stadt Aachen ist ein Mitglied der Arbeitsgemeinschaft fußgänger- und fahrradfreundlicher Städte, Gemeinden und Kreise in Nordrhein-Westfalen. Trotz des sehr hohen Studentenanteils ist der Fahrradverkehr im Vergleich zu anderen studentisch geprägten Städten gering, was mit den starken Steigungen im Innenstadtbereich und der starken Streuung von Universitätsgebäuden über das Stadtgebiet zusammenhängt. Seitdem im Jahr 2019 der Stadtrat die Initiative des Radentscheides Aachen übernommen hat, treibt die Stadt den Ausbau der Radinfrastruktur voran.
Die Stadt Aachen ist an eine Reihe von Radwanderwegen angeschlossen:
- Die 524 Kilometer lange Wasserburgen-Route verbindet mehr als 130 Burgen am Rand der Eifel und in der Kölner Bucht.
- Die Grünroute führt auf 370 km entlang der schönsten Naturgebiete zwischen Beringen in Belgien, Heerlen in den Niederlanden und Düren in Deutschland durch das Aachener Revier, eines der ehemals größten Steinkohlereviere Europas.
- Der Vennbahnradweg führt, großenteils auf der Trasse der alten Vennbahn, von Aachen durch das deutsch-belgische Grenzgebiet bis ins Großherzogtum Luxemburg.
- Die Fußballroute NRW startet in Aachen und führt 800 Kilometer quer durch Nordrhein-Westfalen. Sie ist der bislang einzige unter einem populären und landesübergreifenden Thema angelegte Erlebnisradweg in NRW. Die Sagenroute des Deutschen Fußballs erschließt neben fußballerischen Kultorten wie der Veltins-Arena in Gelsenkirchen oder dem Borusseum im Dortmunder Westfalenstadion und natürlich dem Aachener Tivoli auch die touristischen Highlights in NRW.
- Die 2-Länder-Route (kurz 2LR) schlängelt sich auf 270 Kilometern zwischen Aachen und Nijmegen durch das Land an Maas und Niederrhein. Als Route mit den vielen Gesichtern bietet die 2LR einen Mix aus Natur und Kultur.
- Die 480 Kilometer lange Kaiser-Route verläuft von Aachen nach Paderborn und ist nach Karl dem Großen benannt. Der Routenverlauf orientiert sich an der mutmaßlichen Route, die das kaiserliche Heer im Jahr 775 auf seinem Kreuzzug in das Gebiet der Sachsen nahm.
- Die 1045 Kilometer lange Mittelland-Route (D-Route 4) führt von Aachen über Bonn, Siegen, Erfurt, Jena und Chemnitz nach Zittau.
- Die 733 Kilometer lange Pilgerroute (D7) führt von Aachen über Köln, Düsseldorf, Duisburg, Münster, Osnabrück, Bremen und Hamburg nach Flensburg.

#### Luftfahrt

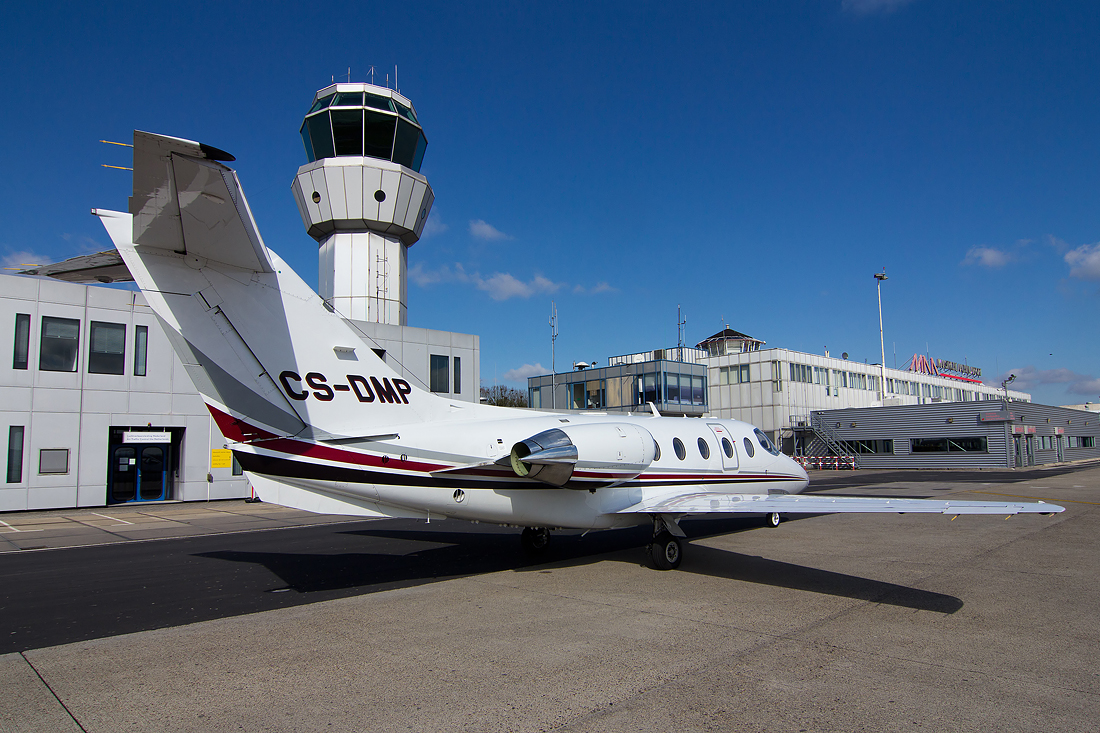
Tower und Terminal des Maastricht Aachen Airport

Rund 30 km vom Stadtzentrum entfernt liegt in den Niederlanden der internationale Maastricht Aachen Airport, der unter anderem von der Transavia und von Ryanair (von/nach Girona, Valencia und Pisa) im Charterverkehr angeflogen wird. Für kleinere Flugzeuge ist der Flugplatz Aachen-Merzbrück ausgelegt. Die Flughäfen Köln/Bonn (90 km) und Düsseldorf (90 km) können vom Aachener Hauptbahnhof mit der Linie RE 1 sowie mit vereinzelten nächtlichen Fahrten der Linien RE 4 und S 13 erreicht werden. Aufgrund der Zuganbindung wurden auch die bis dahin bestehenden regelmäßigen Busverbindungen (Airport-Aixpress) zum 31. Oktober 2004 eingestellt. Außerdem gibt es noch den belgischen Flughafen Lüttich in etwa 50 km Entfernung.

### Trinkwasserversorgung
Die Gewinnung, Aufbereitung und Verteilung des Trinkwassers wird von der STAWAG (Stadtwerke Aachen AG) übernommen. Das Trinkwasser für Aachen wird zu etwa einem Viertel aus Grundwasser gewonnen, der Rest stammt aus dem Oberflächenwasser mehrerer Talsperren und wird von der Tochtergesellschaft WAG Nordeifel bezogen.
Die vier Grundwasserwerke Eicher Stollen , Brandenburg, Schmithof  und Reichswald versorgen überwiegend die Aachener Innenstadt, die umliegenden Ortsteile erhalten ihr Wasser aus der Dreilägerbachtalsperre, der Kalltalsperre, dem Obersee der Rurtalsperre sowie der Wehebachtalsperre. Für dessen Aufbereitung sind die Wasserwerken Roetgen  und Wehebachtalsperre  zuständig.
Die Aufbereitungsanlage Roetgen arbeitet mit Ultrafiltration. Membranen mit einer Porengröße von 0,00002 mm filtern Eisen, Mangan und Mikroorganismen aus dem Rohwasser heraus. Die Aufbereitungskapazität liegt bei 6.000 m³/h. In der Anlage Wehebachtalsperre wird mit einer zweistufigen Schnellfiltration gearbeitet. Hier können stündlich 3.000 m³ Rohwasser aufbereitet werden.
Bedingt durch die unterschiedliche Herkunft des Wassers gibt es im Stadtgebiet auch zwei verschiedene Bereiche der Wasserhärte: das Grundwasser ist dem Härtebereich „mittel“ zuzuordnen, das Talsperrenwasser ist „weich“.
Nach der Aufbereitung gelangt das Trinkwasser in das 1.400 km lange Leitungsnetz. Hier sind sechs Wasserspeicher mit einem Gesamtvolumen von ca. 46.000 m³ eingebaut, die Verbrauchsspitzen abdecken und auch der Druckerhaltung im Netz dienen.
Der Brutto-Verbrauchspreis liegt 2021 bei 2,12 Euro je Kubikmeter.

### Abwasserentsorgung
Die Kläranlage der Stadt liegt in der Soers, im Norden der Stadt. Sie ist für 458.000 Einwohnerwerte ausgelegt und wurde um eine Vierte Reinigungsstufe zur Beseitigung von Spurenstoffen erweitert.

## Medien

### Printmedien

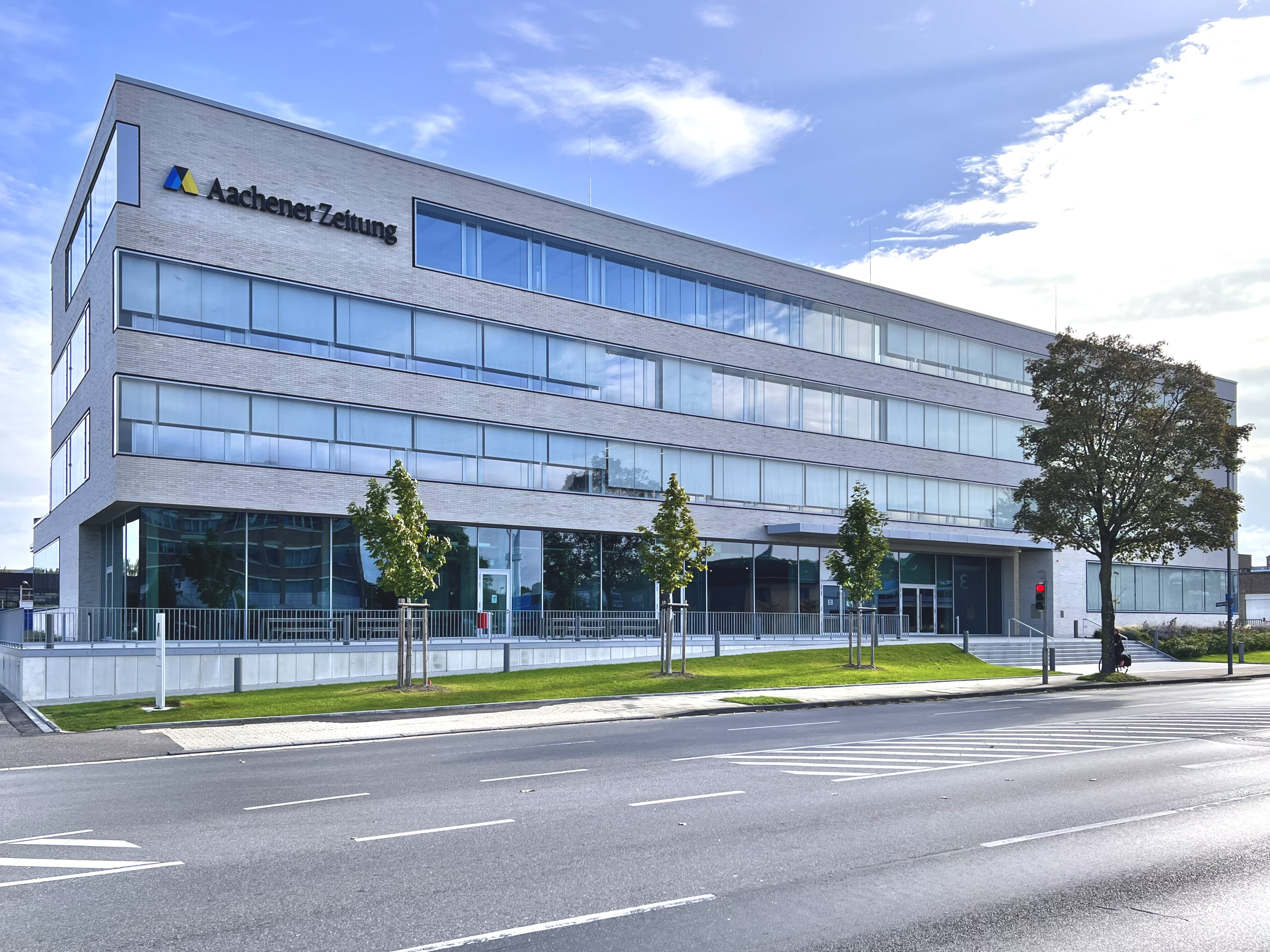
Aachener Zeitungsverlag

Die beiden Tageszeitungen Aachener Nachrichten (die erste deutsche Nachkriegszeitung) und Aachener Zeitung (bis März 1996 Aachener Volkszeitung) erschienen beide im Zeitungsverlag Aachen. Bis 1975 erschien noch die Aachener Zeitung/NRZ mit einem Lokalteil für Aachen-Stadt und -Land. Nachdem bereits seit längerem die Redaktionen aus wirtschaftlichen Gründen größtenteils zusammengelegt worden waren, verkündete im September 2022 der Verlag, dass Aachener Zeitung und Aachener Nachrichten zu Beginn des Jahres 2023 zu einem Blatt unter dem Namen Aachener Zeitung verschmolzen werden. Ende März war dieser Prozess abgeschlossen, und die Aachener Nachrichten stellten ihr Erscheinen ein.
Außerdem erscheinen in Aachen mehrere monatliche, kostenlose Stadtmagazine: Bad Aachen, Klenkes sowie das zweimonatlich, ebenfalls kostenlos erscheinende Familien- und Kindermagazin King Kalli. Darüber hinaus gab es zwei Anzeigenwochenblätter, die ebenfalls zum Aachener Zeitungsverlag gehörten: Super Mittwoch (früher Aachener Woche) und Super Sonntag, die, nachdem der Super Mittwoch bereits einige Jahre zuvor eingestellt worden war, im Zuge der Zusammenlegung 2022/23 nur noch einmal pro Woche als Zeitung am Sonntag erscheint.

### Nachrichtenagentur

Gründungshaus der Nachrichtenagentur Reuters

Die international renommierte Nachrichtenagentur Reuters mit dem späteren Hauptsitz in London wurde 1850 von Paul Julius Reuter in Aachen gegründet (seit 17. April 2008 Thomson Reuters, New York).
Außerdem war nach dem Zweiten Weltkrieg die erste deutsche Journalistenschule in Aachen beheimatet.
Der Verlag Meyer & Meyer, der vornehmlich Sport-Sachbücher herausgibt, hat seinen Sitz in Aachen.

### Rundfunk und Fernsehen
Aachen ist Sitz eines Studios des Westdeutschen Rundfunks (WDR). Hier werden die auf WDR 2 wochentags stündlich ausgestrahlten Kurznachrichten für die Region Aachen produziert, ebenso wie das WDR-Fernsehmagazin Lokalzeit aus Aachen, das von Sonja Fuhrmann, Mareike Bokern und Ralf Raspe moderiert wird. Raspe beendete seine Moderatorentätigkeit bei der Lokalzeit am 21. August 2020. Mit center.tv gab es seit dem 5. Mai 2009 einen lokalen Fernsehsender für Aachen und die Region, der sowohl im regionalen Kabelfernsehnetz von Unitymedia (Kanal S18) analog sowie digital (DVB-C), als auch als Live-Stream im Internet weltweit empfangen werden konnte. Der Betrieb wurde am 1. April 2014 eingestellt. Der TV-Lernsender nrwision bündelt in seiner Mediathek Fernsehsendungen über Aachen bzw. von Fernsehmachern aus Aachen.
In Aachen sendeten zwei Lokalradios. Zum einen Radio Aachen (100,1 MHz) mit Sitz in der zentrumsnahen Bahnhofstraße, und zum anderen Antenne AC mit Sitz im benachbarten Würselen-Broichweiden. Beide Sender hatten sich erfolglos vom Mantelprogramm Radio NRW getrennt, übernahmen aber wieder das Programm von Radio NRW. Dass eine verhältnismäßig kleine Stadt wie Aachen zwei lokale Radiosender betreibt, liegt an der ursprünglichen Struktur des Lokalfunksystems in NRW, das für jeden Kreis und jede kreisfreie Stadt eine eigene Station vorsah: Die Frequenz UKW 100,1 (Sender Mulleklenkes) war dabei für die Stadt Aachen gedacht, die Frequenz 107,8 (Sender Aachen-Stolberg) für den Kreis Aachen.
Darüber hinaus sendet seit dem 3. Mai 2006 das Hochschulradio Aachen (Slogan: „Wir sind die Anderen“) auf der Frequenz 99,1 MHz mit Sendestandort Rütscher Straße auf einem Hochhaus. Im Kabelnetz war der Sender auf 95,35 MHz zu hören. Das Hochschulradio erhielt am 24. März 2006 eine Lizenz von der Landesanstalt für Medien Nordrhein-Westfalen und sendet etwa vier Stunden täglich ein moderiertes Live-Programm. Zu den übrigen Zeiten wird Musik aus dem Computer abgespielt. Die musikalische Auswahl ist ganz wesentlich von unkommerziellem Stil mit einem Schwerpunkt bei elektronischer Musik. Der Sender wird aus einem Beitrag von 0,50 Euro finanziert, die jeder Student der RWTH mit der Rückmeldung bezahlen muss. Seit dem 4. Oktober 2010 sendet Antenne AC und ist damit der Nachfolger von 107.8 Antenne AC und Radio Aachen.
Während der 5. Jahreszeit, vom 7. Januar bis Aschermittwoch, sendete bis 2003 Radio Alaaf (97,7 MHz) 24 Stunden Öcher Karnevalshits in Zusammenarbeit mit Radio Aachen und Betreiber Gottfried Kern. 2009 wurde der Sendebetrieb via Internet mit Sitz in Würselen-Broichweiden wieder aufgenommen.
Aufgrund der Grenznähe ist außerdem eine Vielzahl belgischer und niederländischer Sender zu empfangen, darunter auch deutschsprachige Privatradios aus Ostbelgien. So u. a. das in der Region sehr beliebte 100’5 Das Hitradio und Fantasy Dance FM 96.7, das jedoch am 26. Februar 2020 eingestellt wurde.

## Öffentliche Einrichtungen

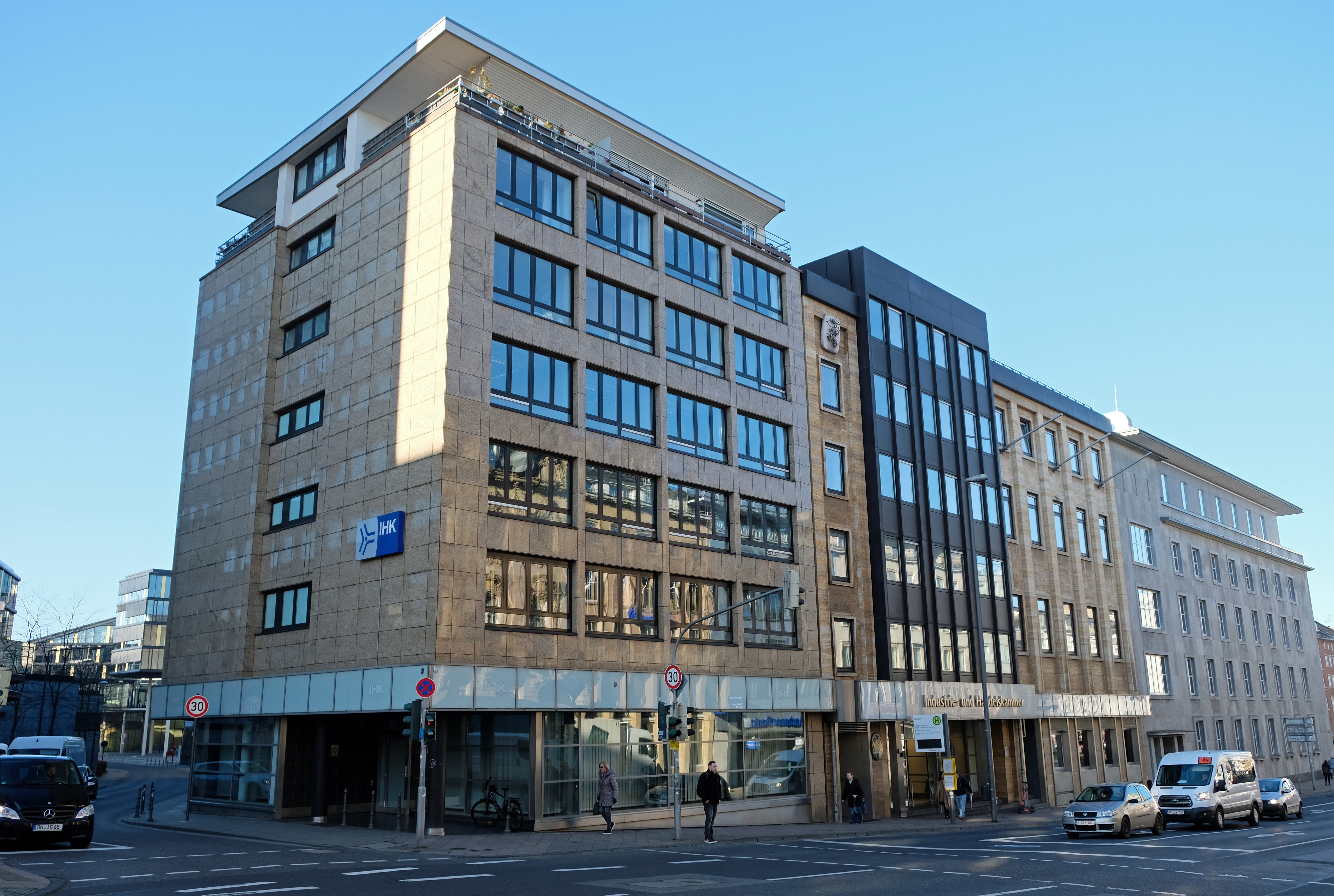
Industrie- und Handelskammer Aachen

Aachen ist Sitz folgender Institutionen und Einrichtungen beziehungsweise Körperschaften des öffentlichen Rechts:
- Handwerkskammer Aachen – Kammerbezirk: Stadt Aachen und Kreise Aachen, Heinsberg, Düren und Euskirchen
- Industrie- und Handelskammer Aachen – Kammerbezirk: Stadt Aachen und Kreise Aachen, Heinsberg, Düren und Euskirchen
- Justizvollzugsanstalt Aachen, mit 865 Haftplätzen eine der größten des Landes NRW
- Justizzentrum Aachen, 2004–2007 erstellte Erweiterung des alten Gerichtsgebäudes an Stelle des alten Gefängnisses, seit Dezember 2007/Januar 2008 Sitz aller in Aachen ansässigen Gerichte (Landgericht Aachen, Amtsgericht Aachen, Arbeitsgericht Aachen, Verwaltungsgericht Aachen, Sozialgericht Aachen) und der Staatsanwaltschaft Aachen.[115]
- Universitätsklinikum Aachen, eine Anstalt des öffentlichen Rechts
- Wetterwarte Aachen, Klimareferenzstation des Deutschen Wetterdienstes in Aachen-Orsbach

### Medizinische Versorgung

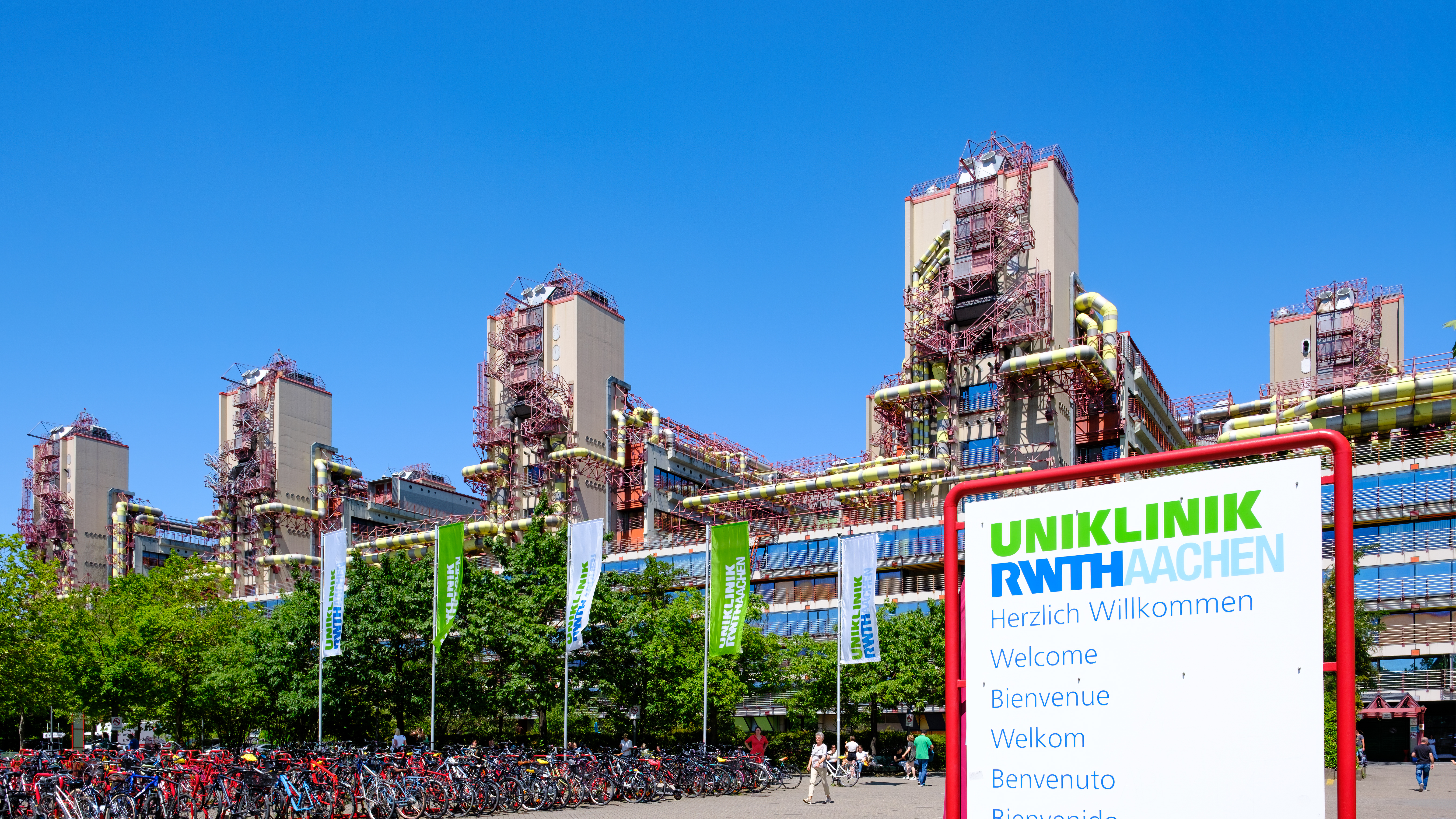
Universitätsklinikum Aachen

Das größte Krankenhaus in Aachen ist das Universitätsklinikum Aachen am westlichen Stadtrand. Es ist das größte zusammenhängende Krankenhausgebäude Europas. Sein Bau wurde 1971 begonnen, 1985 wurde es eingeweiht. Wegen der Kombination von Lehre, Forschung und Krankenversorgung unter einem Dach ist es eines der größten Krankenhausgebäude überhaupt. Die Ästhetik seiner außergewöhnlichen Architektur herausragender Aufzugsschächte und extern wie intern unverkleidet verlaufender Lüftungsröhren ist nicht unumstritten, wird jedoch immer wieder mit dem Centre Georges-Pompidou verglichen und führte dazu, dass das Gebäude als „bedeutendstes Zeugnis der High-Tech-Architektur in Deutschland“ unter Denkmalschutz gestellt wurde.
Zu den weiteren Krankenhäusern in Aachen zählen
- das Franziskushospital am Morillenhang in der Innenstadt (seit Januar 2020 Bestandteil der Uniklinik[117])
- das Luisenhospital am Boxgraben in der Innenstadt (u. a. Lungenklinik)
- das Marienhospital im Stadtteil Burtscheid (u. a. Gynäkologie[118])
- das Alexianer-Krankenhaus in der Innenstadt (Psychiatrische Klinik)

## Bildung und Forschung

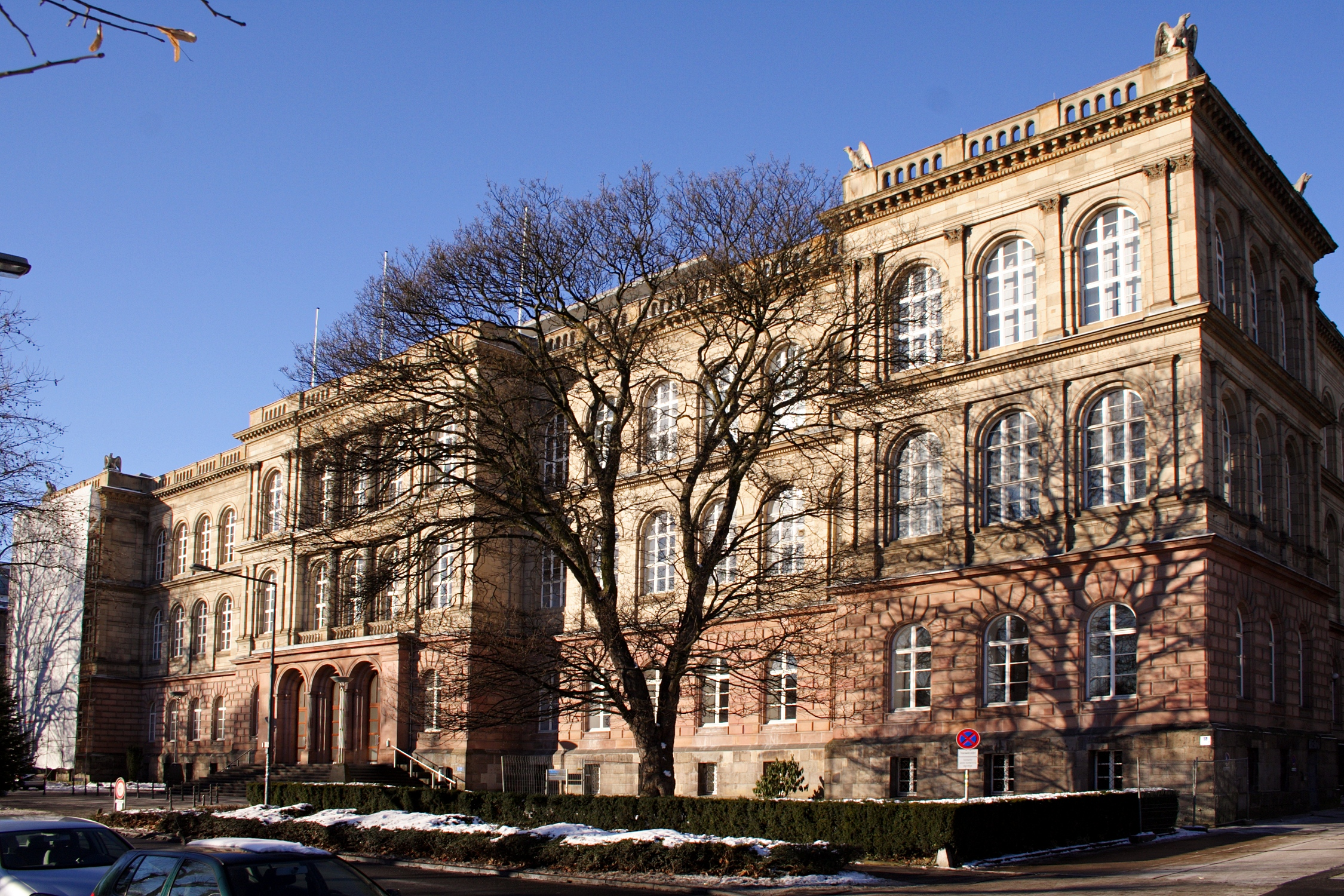
Hauptgebäude der RWTH Aachen

### Technische Hochschule
Die Rheinisch-Westfälische Technische Hochschule Aachen (RWTH), die 1870 unter dem Namen Königlich Rheinisch-Westphälische Polytechnische Schule zu Aachen gegründet wurde, ist eine der größten und traditionsreichsten Technischen Hochschulen Europas. Neben den naturwissenschaftlich-technischen Fächern und der Medizin werden auch mehrere Sprachen, diverse Geistes- und Sozialwissenschaften sowie Architektur angeboten. Darüber hinaus veranstaltet das Bürgerforum RWTHextern regelmäßig Vorträge für interessierte Bürger, um Ergebnisse und Entwicklungen aus Forschung und Lehre nach außen zu tragen.

### Fachhochschule

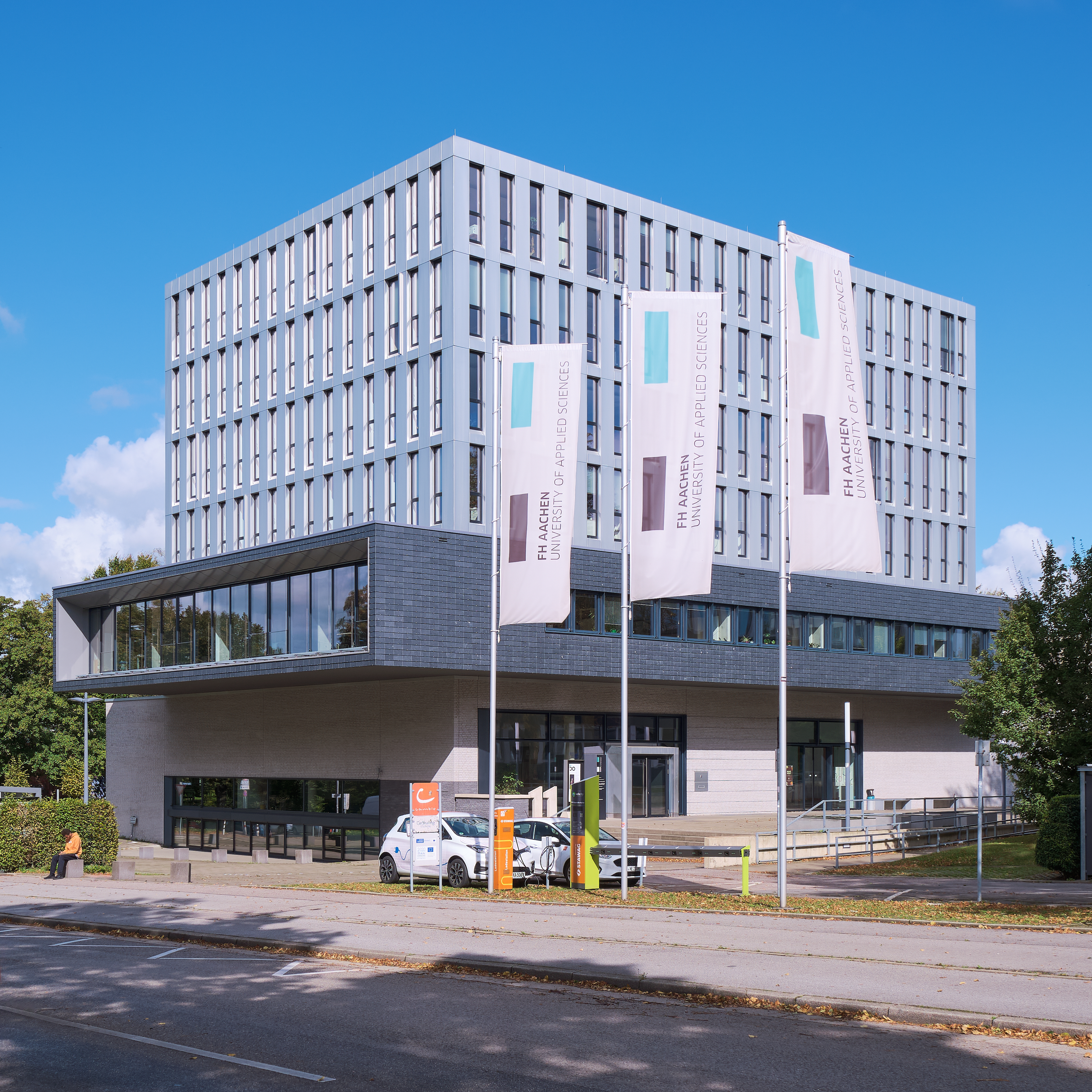
Hauptgebäude der FH Aachen

Die zweitgrößte Aachener Hochschule ist die 1971 gegründete FH Aachen mit den Standorten Aachen und Jülich. Die Fachhochschule verfügt über zahlreiche auch internationale Studiengänge in vielen naturwissenschaftlich-technischen Fächern sowie in den Wirtschaftswissenschaften und in Design.

### Hochschule für Musik und Tanz Köln
Aachen ist auch Standort einer Abteilung der Hochschule für Musik und Tanz Köln. Die Abteilung Aachen, das ehemalige Grenzlandkonservatorium Aachen, zeichnet sich neben ihrer qualifizierten Lehrtätigkeit insbesondere durch eine intensive Zusammenarbeit mit der städtischen Oper und dem Sinfonieorchester der Stadt Aachen aus, die durch einen Kooperationsvertrag seit 1993 fest geregelt ist. So finden hier von Fall zu Fall beispielsweise gemeinsame Opernproduktionen, aber auch spezielle künstlerisch-musikalische Projektarbeiten statt. Ebenso bietet das Theater Aachen den Musikstudentinnen und Musikstudenten die Gelegenheit, berufsbezogene Praktika in ihren Abteilungen zu absolvieren.

### Theaterschule Aachen für Schauspiel, Regie und Musical

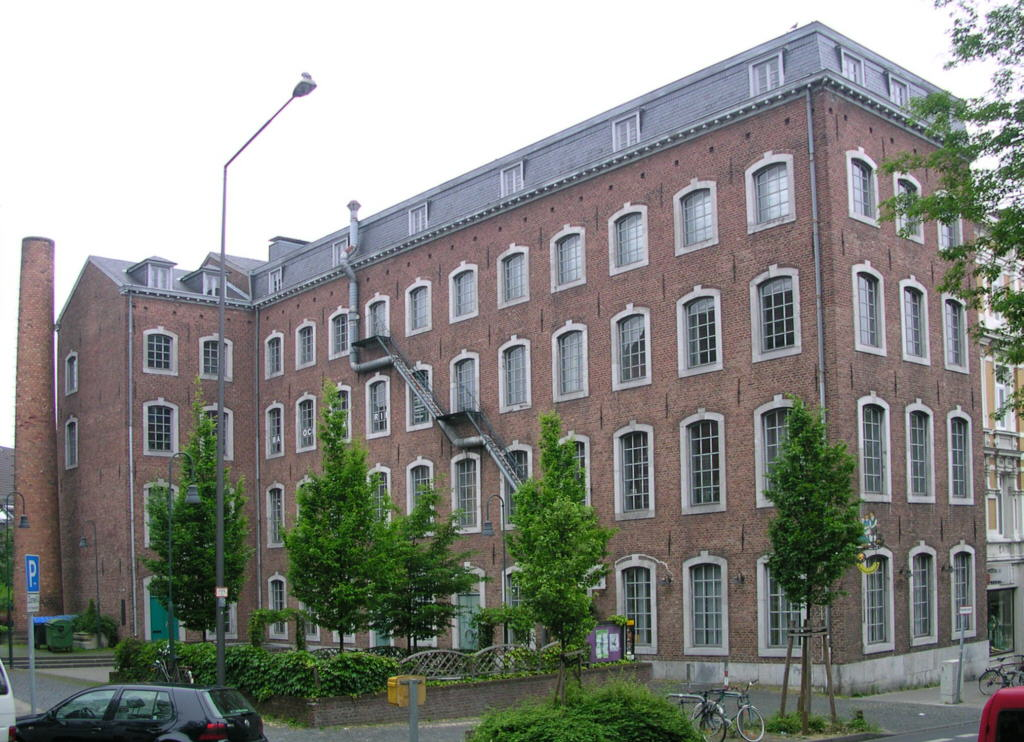
Theaterschule in der Barockfabrik

Die Theaterschule Aachen ist eine BAföG-berechtigte anerkannte Berufsfachschule. Auch sie profitierte in den vergangenen Jahren von der Regelung des Kooperationsvertrages der Hochschule für Musik und Tanz Köln, innerhalb des Theaters Aachen berufsbezogene Praktika in seinen Abteilungen zu absolvieren. Sie hat ihren Sitz in den Räumen der Barockfabrik.

### Katholische Hochschule

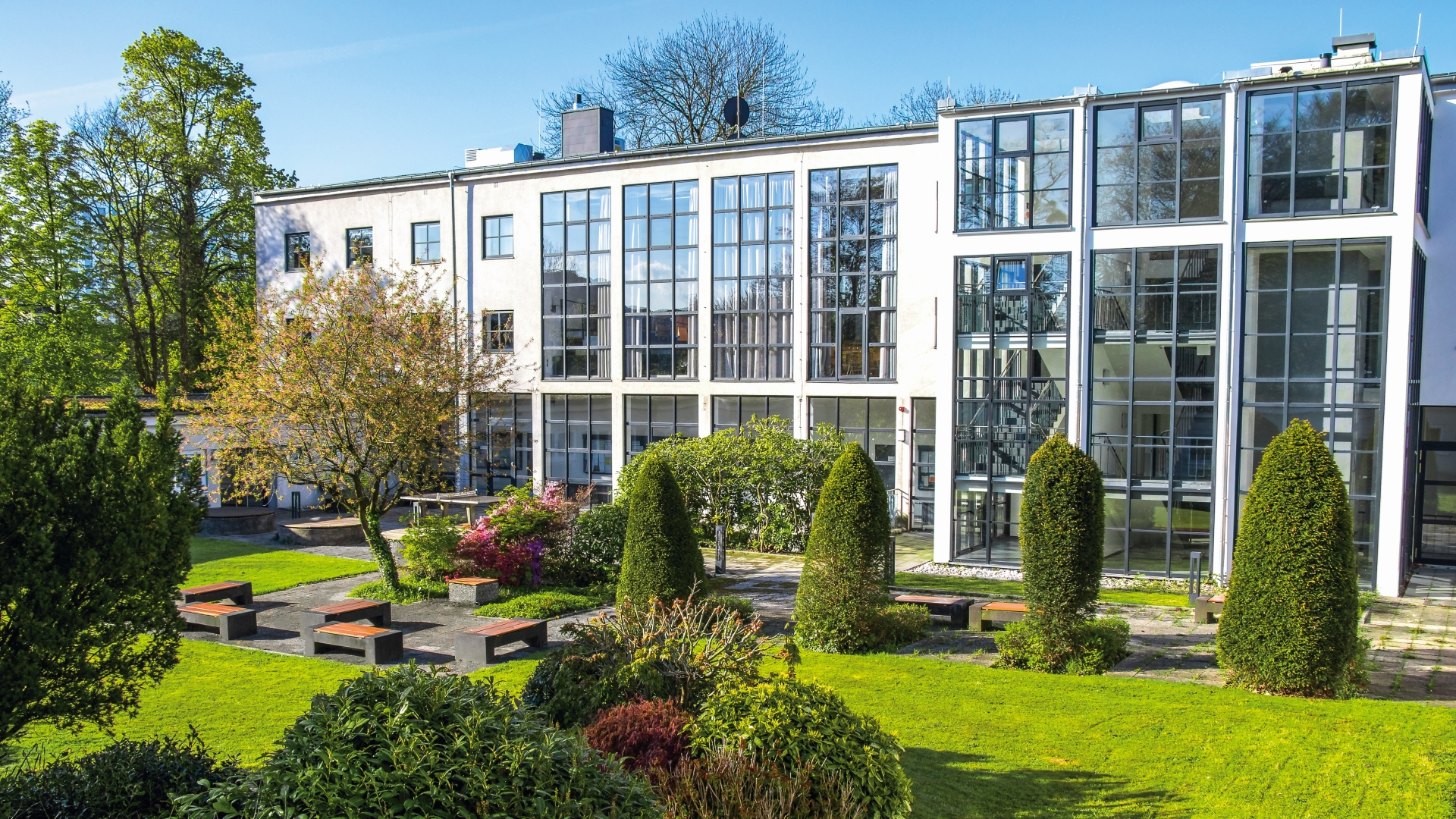
Katholische Hochschule

Die Katholische Hochschule Nordrhein-Westfalen (KatHO NRW, bis 2008 KFH NW) wurde 1971 (als Katholische Fachhochschule NW) gegründet, indem mehrere Höhere Fachschulen für Sozialarbeit, Sozialpädagogik und Heilpädagogik und ein Institut für Religionspädagogik zu einer Fachhochschule zusammengefasst wurden. Die Hochschule nimmt im bundesdeutschen Vergleich des Studiums der Sozialen Arbeit im Hochschulranking CHE regelmäßig Spitzenplätze ein. Neben Aachen befinden sich weitere Abteilungen dieser Hochschule in Köln, Münster und Paderborn. Damit ist die KatHO NRW die größte deutsche, staatlich anerkannte Hochschule in kirchlicher Trägerschaft.
Die Katholische Hochschule für Kirchenmusik St. Gregorius geht zurück auf die 1881 gegründete Kirchenmusikschule St. Gregorius, die 2000 in eine Hochschule umgewandelt wurde und im Wintersemester 2005/2006 noch 22 Studenten hatte – zum 31. März 2007 wurde sie jedoch geschlossen. Träger dieser Hochschule waren das Erzbistum Köln sowie die Bistümer Aachen, Essen und Trier.
Die Schwestern vom armen Kinde Jesus gründeten im September 1967 die Fachschule Clara Fey (Clara-Fey-Schule) für Heimerziehung. 1970 wurde sie in eine Fachschule für Sozialpädagogik umgewandelt und in dieser Form 22 Jahre von Schwester Leonie geleitet. 1991 wurde die Schule dem Bistum Aachen als neuem Träger unterstellt. Unter dem neuen Schulleiter, Nottebaum, wurde zusätzlich Elementarerziehung als neuer Ausbildungszweig angeboten. 2001 kam der Bildungsgang Einjährige Berufsfachschule hinzu. 2002 wurde das Ausbildungsangebot um die Höhere Berufsfachschule im Gesundheits- und Sozialwesen erweitert. Die Schule ist von anfangs acht auf nunmehr 240 Schüler angewachsen. Ende 2004 gab das Bistum Aachen die Schließung der Schule im Jahre 2007/2008 bekannt. Damit endet die 40-jährige Geschichte der Clara-Fey-Schule.

### Weitere Einrichtungen
Weitere Bildungseinrichtungen sind:

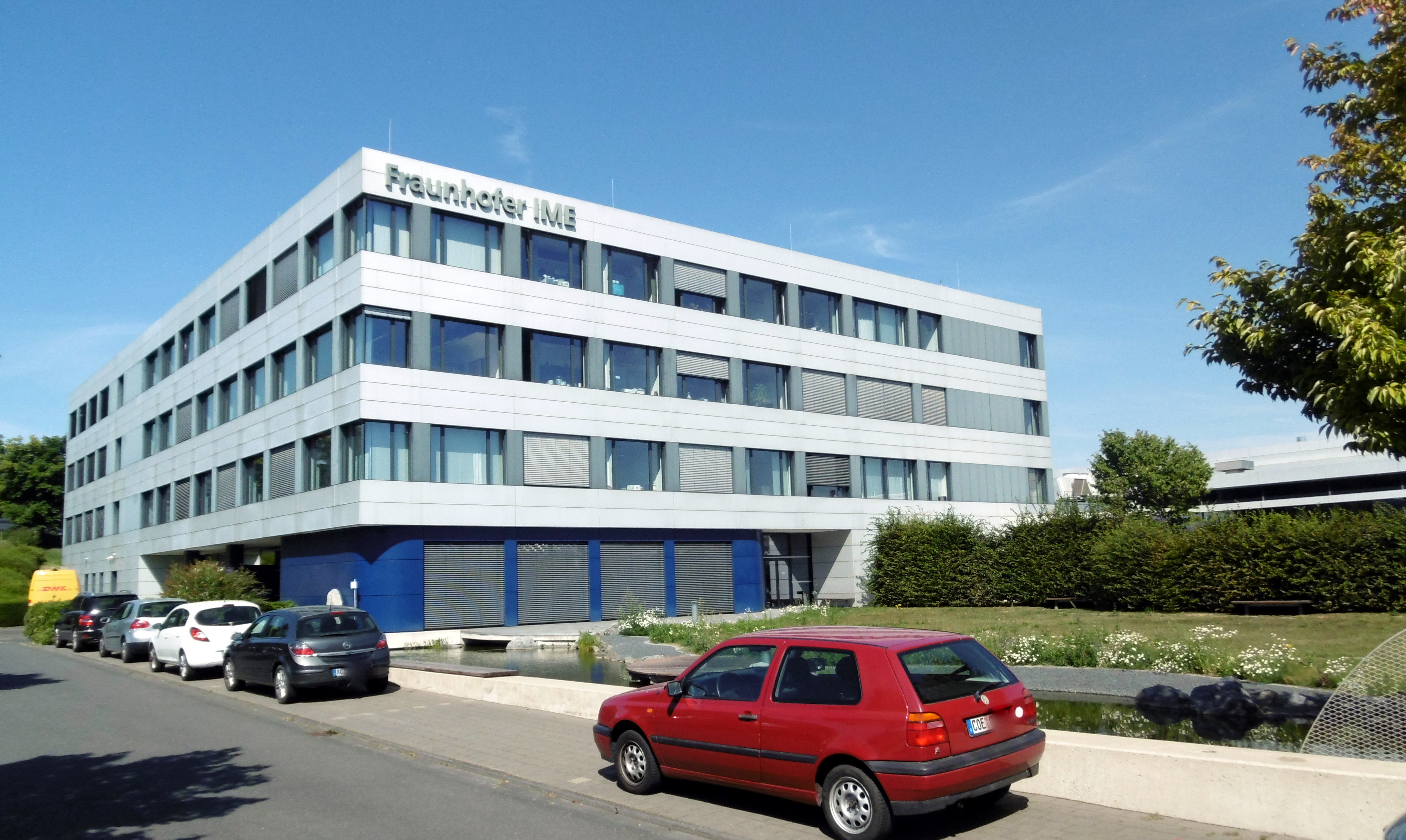
Fraunhofer-Institut f. Molekularbiologie, Campusboulevard Aachen

- die Aachener Schauspielschule (ASS)
- die Volkshochschule Aachen (VHS)
- das Werk- und Bildungszentrum Bleiberger Fabrik
- das Fraunhofer-Institut für Lasertechnik (ILT)
- das Fraunhofer-Institut für Produktionstechnologie (IPT)
- die FOM Hochschule
- das Fraunhofer-Institut für Molekularbiologie und Angewandte Oekologie (IME)
- das ehemalige Staatliche Umweltamt Aachen (StUA) (jetzt Außenstelle der Bezirksregierung Köln)
- das Textiles & Flooring Institute GmbH (TFI) – Deutsches Teppich-Forschungsinstitut e. V.
- die Hochschule für Polizei und öffentliche Verwaltung Nordrhein-Westfalen (HSPV)

### Treffpunkt der Wissenschaft
Mit dem Thema Energie Leben – Genug LebensEnergie für alle? gehörte Aachen zu den zehn deutschen Städten zum Treffpunkt der Wissenschaft im Wissenschaftsjahr 2009.

## Militär
Aachen hat seit 1802 eine Geschichte als Garnisonsstandort. Von 1802 bis 1902 bestand im Bereich Kasernenstraße/Marienthaler Straße die Marienthalerkaserne, die in den Bauten des dortigen säkularisierten Karmeliterklosters eingerichtet worden war. Sie war Standort des II. Bataillon des 5. Westfälischen Infanterie-Regiments Nr. 53, das Ende des 19. Jh. in die rote und Gelbe Kaserne verlegt wurde. 1881 war die Gelbe Kaserne gebaut worden, dann folgte als schlichter Zweckbau die Rote Kaserne. Truppen der Preußischen Armee, der französischen Armee, der Wehrmacht und der belgischen Armee waren hier stationiert.
Seit dem Abzug französischer Truppen nach dem Ersten Weltkrieg war das Rheinland vertragsgemäß als Pufferzone demilitarisiert. Nach einem Beistandspakt zwischen Frankreich und der Sowjetunion 1935 nutzte die nationalsozialistische Führung diese Situation politisch, um im Jahr 1936 wieder deutsche Truppen im Rheinland zu stationieren. Mit der Verlegung eines ersten Bataillons wurde Aachen wieder zu Garnisonsstadt. Bald darauf begann der massive Ausbau der Westwall-Befestigungen in der Nähe der Stadt.

### Belgisches Militär in Aachen 1945–1992
Das Belgische Militär unterhielt nach dem Zweiten Weltkrieg in Aachen folgende Standorte:
- Camp Pirotte
- Camp Gabrielle Petit („Camp Hitfeld“)
- Camp NAMEN (Teil der heutigen Theodor-Körner-Kaserne)
- Camp Steenstrate (Teil der heutigen Theodor-Körner-Kaserne)
- Camp RONSELE (die ehemalige Gallwitz- und heutige Dr.-Leo-Löwenstein-Kaserne)
- Camp Tabora (die heutige Lützow-Kaserne)

### Bundeswehr
Aachen ist Standort dreier Kasernen der Bundeswehr: der Dr.-Leo-Löwenstein-Kaserne, der Lützow-Kaserne und der Theodor-Körner-Kaserne. Sie sind drei von vier Kasernen der Technischen Schule des Heeres. Im Rahmen der Neuausrichtung der Bundeswehr soll, gemäß dem Stationierungskonzept 2011, die Zahl der Dienstposten am Standort Aachen von 950 auf 800 sinken.
Für die in Aachen existierenden Kasernen ist auf einem Gelände zwischen Brand und Stolberg (Brander Heide) ein Standortübungsplatz der Bundeswehr mit 224,9 ha Größe vorgehalten. Primär dient er der Technischen Schule des Heeres (TSH). Ehemalige Standortschießanlagen der Aachener Kasernen sind zwischenzeitlich außer Betrieb.

## Sehenswürdigkeiten

### Aachener Dom

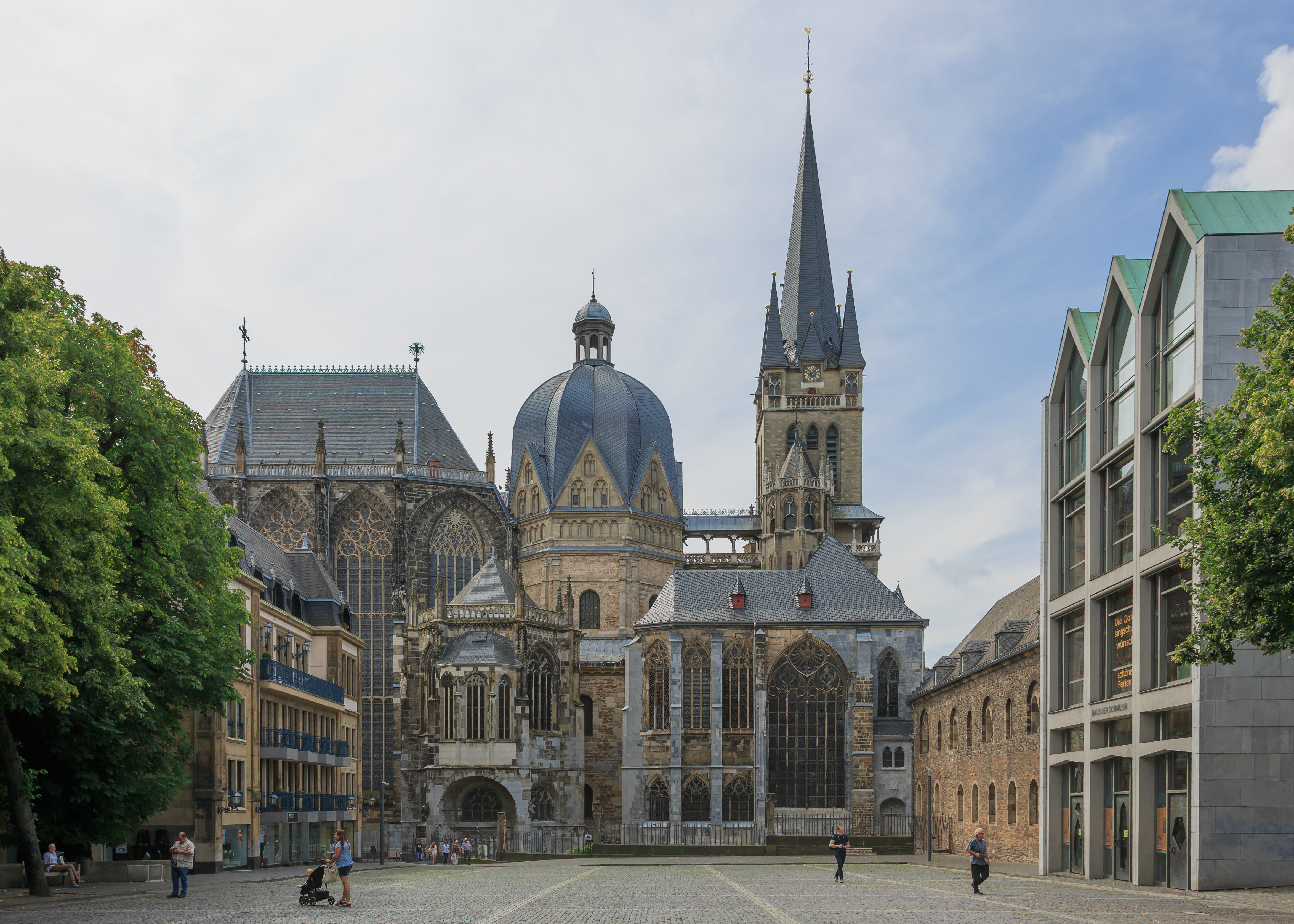
Aachener Dom (vom Katschhof aus gesehen)

Der ursprünglich als Pfalzkapelle Karls des Großen errichtete Aachener Dom ist das Wahrzeichen der Stadt Aachen. Der Kuppelbau wurde etwa im Jahr 800 vollendet und war rund 400 Jahre der größte freischwebende Kuppelbau nördlich der Alpen. Architektonisches Vorbild war die Basilika San Vitale in Ravenna, die 526 unter Erzbischof Ecclesius noch unter gotischer Herrschaft begonnen und 547 unter Bischof Maximian unter byzantinischer Herrschaft vollendet wurde. Der Marmorthron Karls des Großen steht noch heute im Obergeschoss des Aachener Oktogons, 30 deutsche Könige wurden in der Zeit zwischen 936 und 1531 auf ihm gekrönt.
Als ein Meisterwerk gotischer Baukunst gilt der Anbau der monumentalen Chorhalle aus dem Jahr 1414, deren Fenster mit einer Höhe von 27 Metern die höchsten dieser Bauepoche darstellen und mit ihren über 1000 Quadratmetern Glasfläche dem Bau den Spitznamen Glashaus von Aachen einbrachten. Im Zentrum des Chorpolygons steht der goldene Karlsschrein aus dem Jahr 1215 mit den Gebeinen Karls des Großen, hinter dem Altar der berühmte Marienschrein. Er wurde 1239 vollendet und beinhaltet die vier Aachener Heiligtümer, die seit 1349 alle sieben Jahre zur Aachener Heiligtumsfahrt den Pilgern aus aller Welt gezeigt werden.
Hauptsächlich aus der Zeit der Hochgotik stammen die zahlreichen Kapellen, die im Laufe der Jahrhunderte angefügt wurden.
Die Schatzkammer des Aachener Doms birgt den bedeutendsten Kirchenschatz nördlich der Alpen. Neben dem Lotharkreuz (um 1000) und der silbernen, teils vergoldeten Karlsbüste (etwa 1349) wird hier der Marmorsarkophag ausgestellt, in dem Karl der Große 814 vermutlich bestattet wurde.
Das Ensemble aus Dom und Domschatz wurde 1978 als erstes deutsches Kulturdenkmal und zweites Kulturdenkmal weltweit in die Welterbeliste der UNESCO aufgenommen.

### Aachener Rathaus

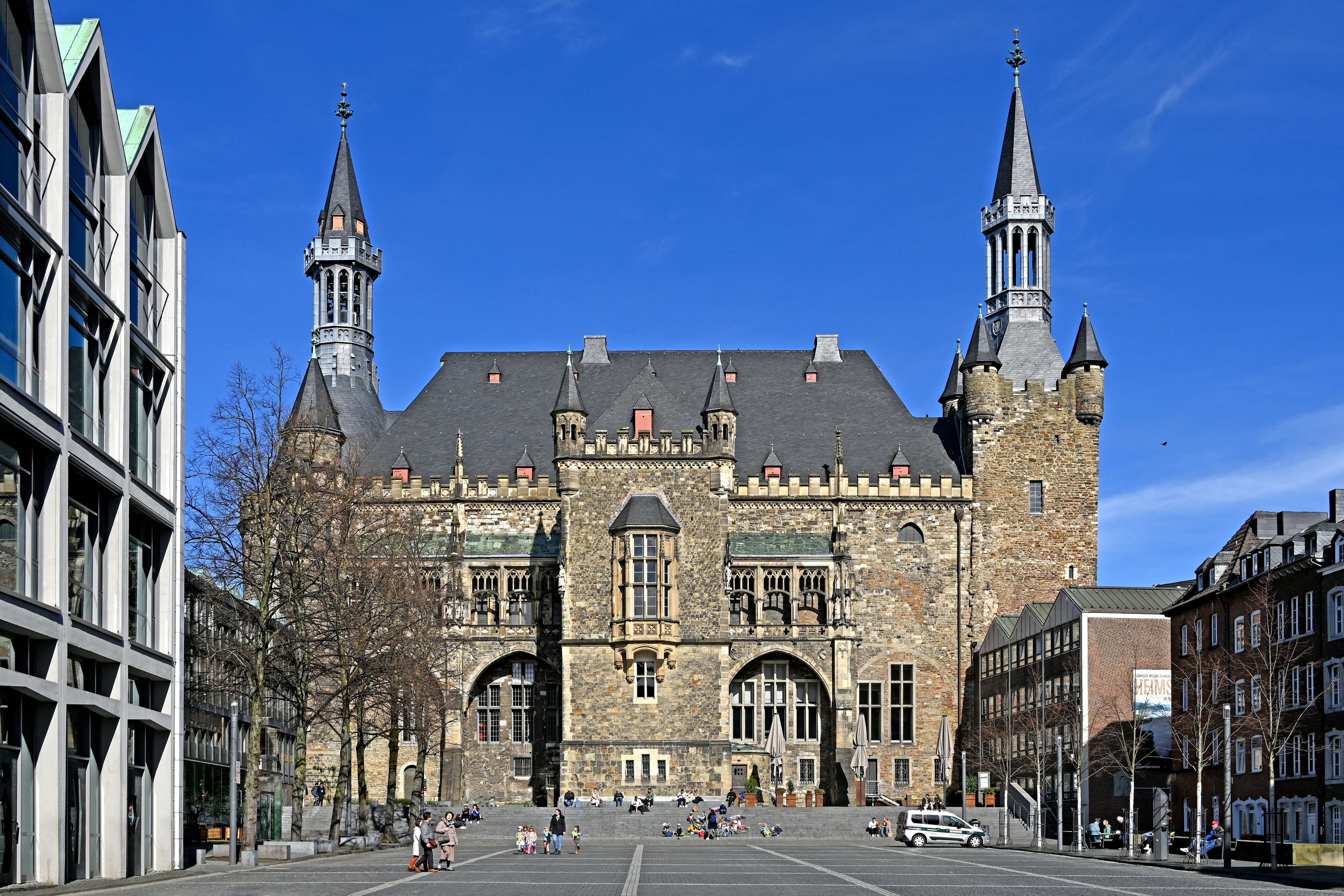
Aachener Rathaus (vom Katschhof aus gesehen)

Auf den Grundmauern der Palastaula der karolingischen Kaiserpfalz wurde im 14. Jahrhundert von der Aachener Bürgerschaft unter Leitung ihres amtierenden Bürgermeister Gerhard Chorus das gotische Rathaus erbaut. Nur der Granusturm zeugt von der ursprünglichen Bebauung aus der Zeit Karls des Großen.
Im ersten Stockwerk befindet sich der Krönungsfestsaal. Fünf Fresken des Aachener Künstlers Alfred Rethel schmücken die Wände, sie zeigen legendäre Szenen aus dem Leben Karls des Großen. Weiterhin sind Kopien der Reichskleinodien (Reichsapfel, Reichskrone, Schwerter) und des Reichsevangeliars, einer Handschrift aus der Schule Karls des Großen, zu sehen.
Im Erdgeschoss zeugen reich ausgestattete Räume vom Glanz der freien Reichsstadt im 17. und 18. Jahrhundert, als das Rathaus zum barocken Stadtschloss umgebaut wurde.
An das Rathaus angelehnt sind kleinere Anbauten, die heute gemeinsam die Gaststätte Zum Postwagen bilden.
Im Zuge der Route Charlemagne wurden in den Jahren 2008 und 2009 fast alle Räumlichkeiten des Rathauses – wie etwa der Weiße Saal, der Ratssitzungssaal, der Krönungssaal, das Werkmeistergericht, der Friedenssaal und die Werkmeisterküche – der Öffentlichkeit zugänglich gemacht. Eine neue Dauerausstellung und der audiovisuelle Guide Aixplorer bieten die Möglichkeit, das Haus in seiner historischen Bedeutung zu erkunden.

### Mittelalterliche Stadtbefestigung

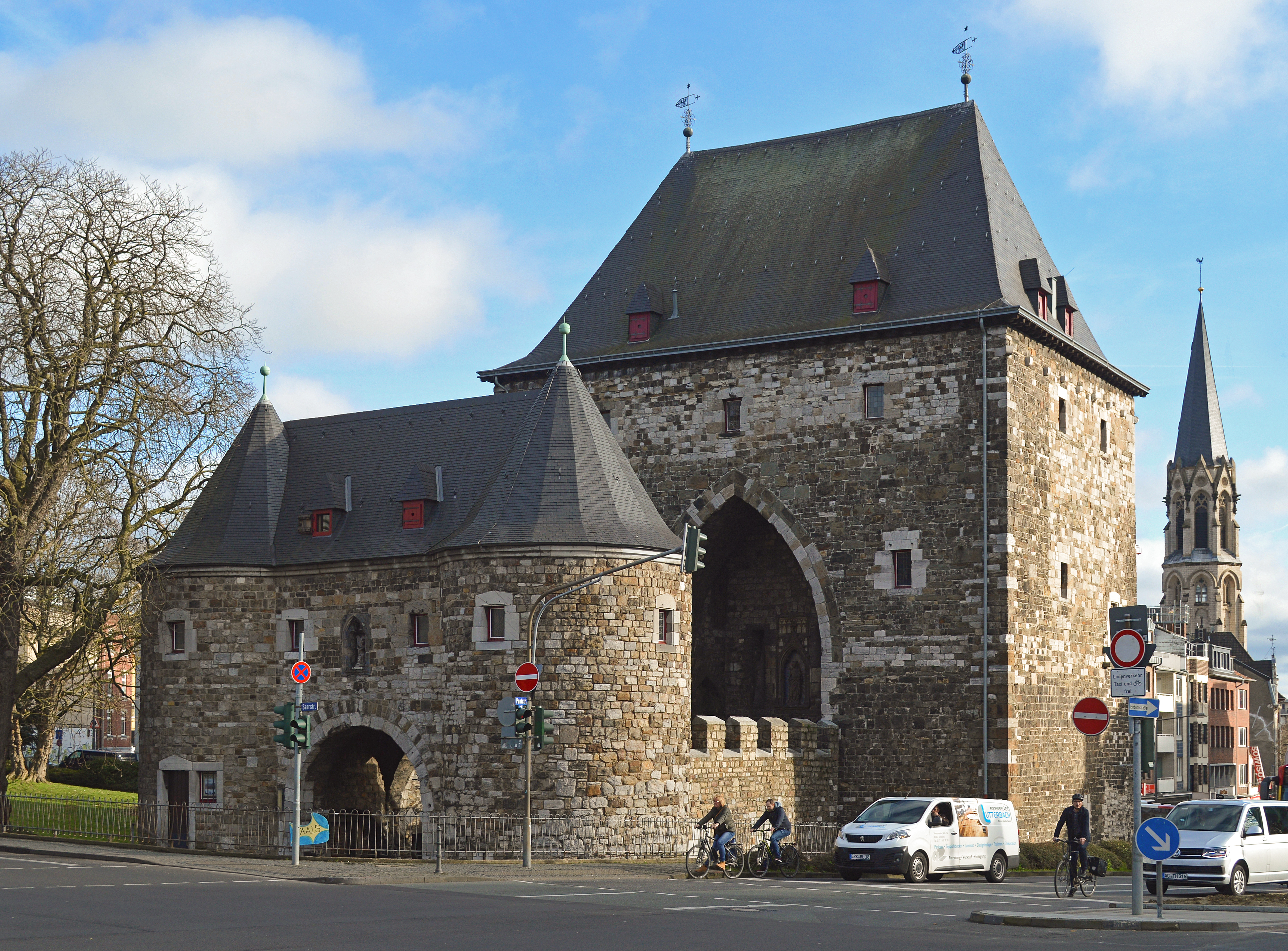
Ponttor

Von der aus zwei Mauerringen und zahlreichen Türmen bestehenden Stadtbefestigung zeugen noch heute zahlreiche Überbleibsel. Von den ehemals 11 mächtigen Stadttoren sind zwei erhalten geblieben:
Das Ponttor am Ende der Pontstraße ist eine der wenigen noch erhaltenen mittelalterlichen Doppeltoranlagen des Rheinlands. Gebaut wurde es in der zweiten Hälfte des 13. Jahrhunderts als Teil des äußeren Mauerrings.
Aus dem Jahr 1257 stammt das am Ende der Franzstraße stehende Marschiertor, es gehört zu den größten noch erhaltenen Stadttoren Westeuropas. In früher Zeit mit seinen Räumlichkeiten als Hauptwaffenplatz genutzt, wurde das Marschiertor im Laufe der Jahrhunderte für die verschiedensten Zwecke in Anspruch genommen: Zeitweise als Rumpelkammer, zwischendurch als Obdachlosenheim, später als Jugendherberge und schließlich auch als Heim der Hitlerjugend. Heute ist das große Stadttor in der Obhut der Stadtgarde Oecher Penn und wurde in den 1960er Jahren aufwändig restauriert.
Weitere erhaltene Bauwerke der alten Stadtbefestigung sind die Marienburg an der Ludwigsallee, der Lange Turm an der Turmstraße, der Lavenstein am Boxgraben, das Pfaffentürmchen in Nähe des Westparks, der Adalbertsturm am Kaiserplatz sowie Reste der Barbarossamauer an mehreren Stellen entlang des Grabenrings.

### Kirchengebäude

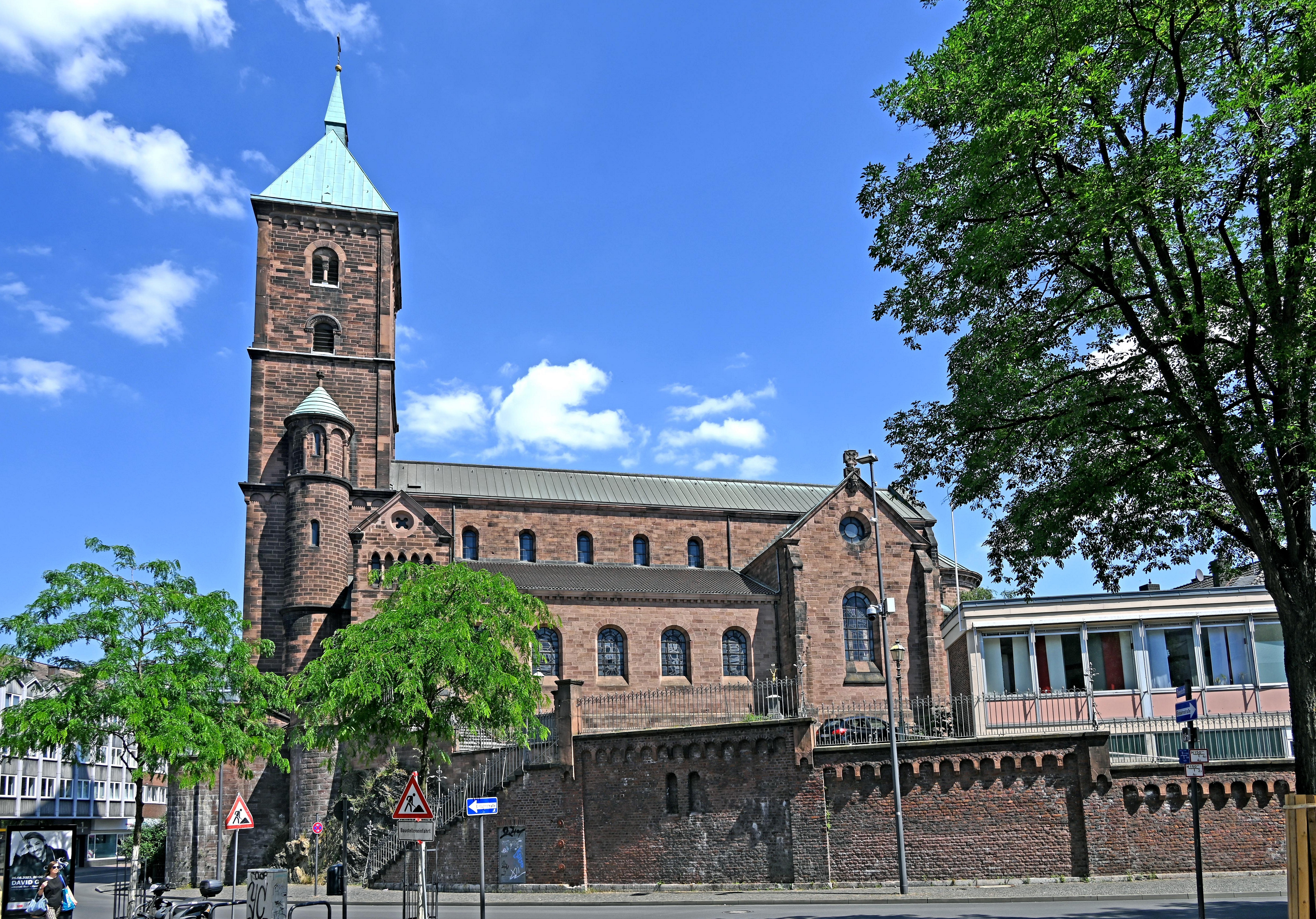
St. Adalbert

Nach dem Dom ist die 1005 geweihte Propsteikirche St. Adalbert die zweitälteste Kirche der Stadt. Die auf eine Gründung des 9. Jahrhunderts zurückgehende ehemalige Klosterkirche St. Kornelius im Stadtteil Kornelimünster wurde nach einem Brand im 14. Jahrhundert in mehreren Bauetappen zu der heutigen fünfschiffigen Basilika ausgebaut. Die neben dem Dom stehende Kirche St. Foillan wurde 1480 an der Stelle eines aus dem 12. Jahrhundert stammenden Vorgängerbaus errichtet. Nach dem Stadtbrand von 1656 wurde die Kirche St. Peter 1717 im Barockstil neu errichtet. Im 18. Jahrhundert wurden auch die Burtscheider Kirchen St. Johann und St. Michael als Barockkirchen neu erbaut. Das Ende des 19. Jahrhunderts entstandene Frankenberger Viertel erhielt mit der Dreifaltigkeitskirche 1899 eine evangelische und mit der Herz-Jesu-Kirche 1910 eine katholische Kirche. Die 1930 erbaute Kirche St. Fronleichnam war der erste moderne Kirchenbau in Aachen. Als bislang jüngster katholischer Kirchenneubau in Aachen wurde 1979–1981 die Marienkirche an der Stelle eines neogotischen Vorgängerbaus errichtet, die jüngste evangelische Kirche ist die 2018 eingeweihte Genezareth-Kirche an der Vaalser Straße.

### Grashaus

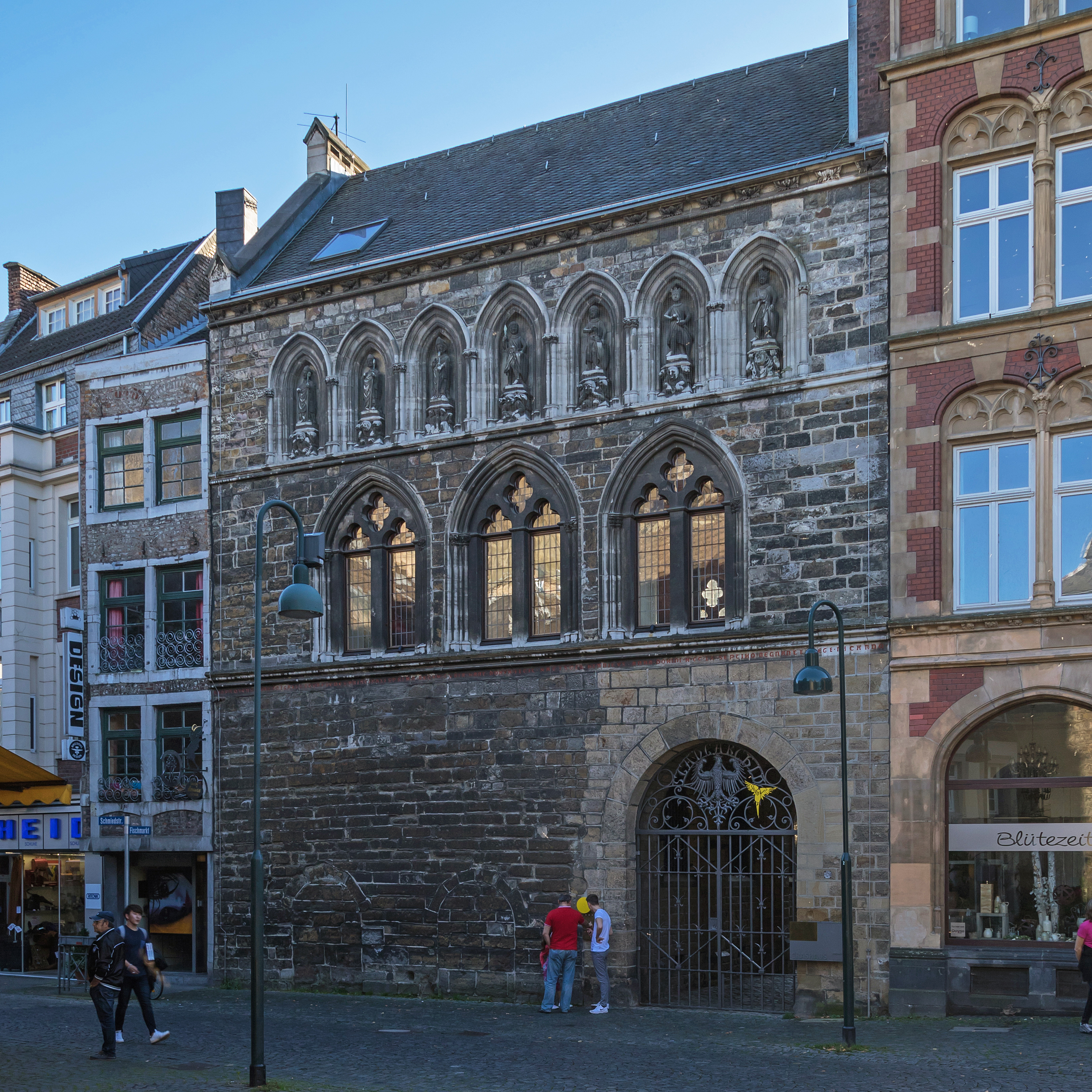
Grashaus

Am Fischmarkt steht das sogenannte Grashaus, dessen Fassade vom ältesten Rathaus der Stadt stammt und auf das Jahr 1267 datiert wird, aber vermutlich auf noch älteren Grundmauern steht. 
Es diente nach dem Bau des neuen Rathauses (Fertigstellung 1349) erst als Gerichtsstätte, später aber auch als Gefängnis und Richtplatz. 1886 erhielt das Gebäude seine heutige Gestalt mit den drei Spitzbogenfenstern und wurde zum Stadtarchiv umgebaut. In den sieben spitzbogigen Figurennischen finden sich die Standbilder der sechs Königswähler, die im Jahre 1273 Rudolf I. von Habsburg (dieser ist die siebente Figur in der Mitte) zum König wählten. Lange Zeit hat man geglaubt, dass es sich bei den Statuen um sieben Kurfürsten handelte, doch diese sind 1298 erstmals vollständig zusammengetreten, um Albrecht I. von Österreich zum König zu wählen. Die Statuen sind lediglich Kopien, die 1882 im Rahmen einer umfassenden Restaurierung des Figurenfrieses nach Plänen des Aachener Baumeisters Robert Ferdinand Cremer ersetzt wurden. Nur eine einzige originale Figur ist noch erhalten, die anderen gelten als verschollen. 
Bis 2011 war im Grashaus das Stadtarchiv Aachen untergebracht. Im Rahmen des Projekts Route Charlemagne repräsentiert das Grashaus inzwischen das Thema Europa und beherbergt unter anderem ein Europäisches Klassenzimmer.

### Haus Löwenstein

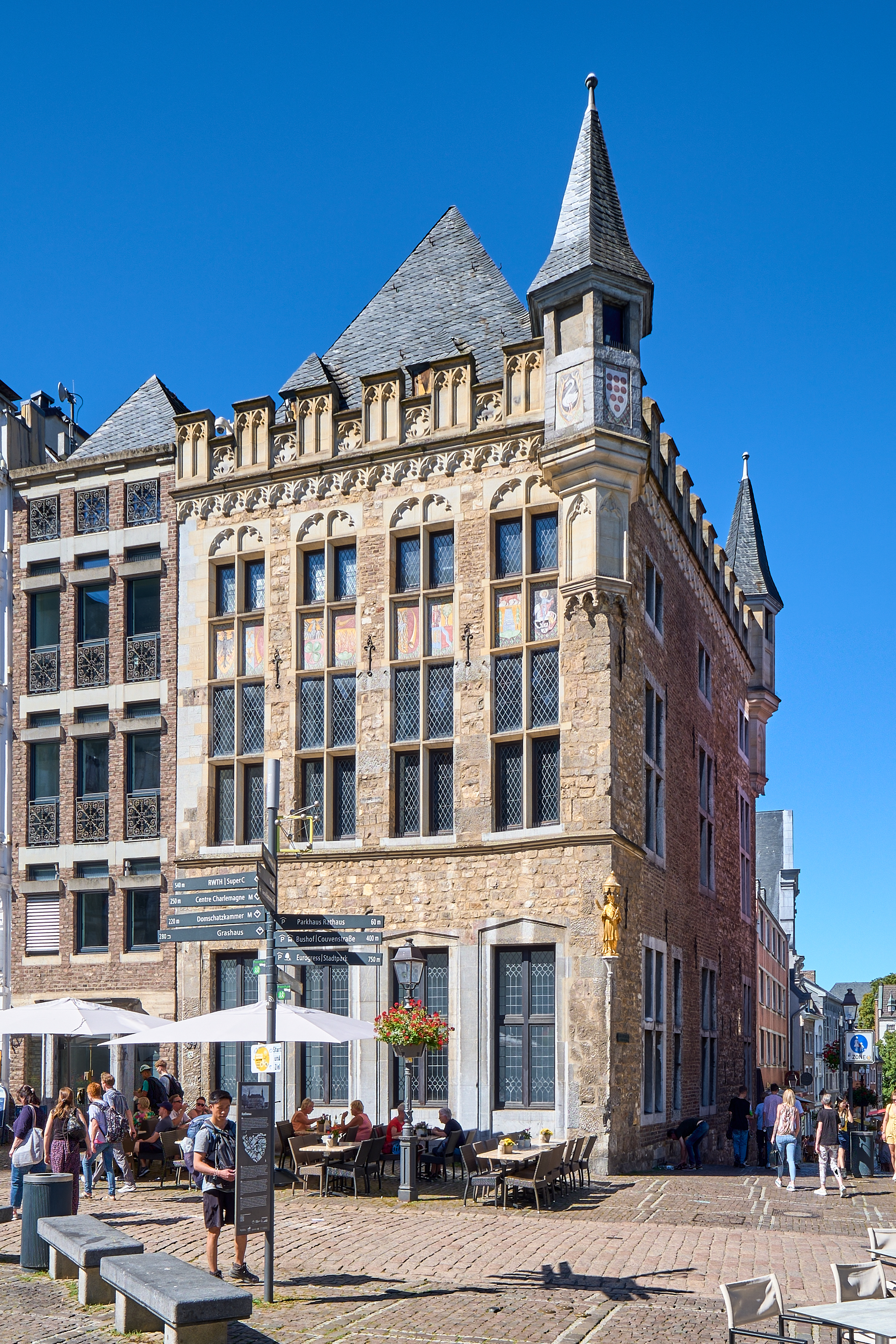
Haus Löwenstein

Das Haus Löwenstein am Markt wurde etwa zur gleichen Zeit errichtet wie das Aachener Rathaus und vermutlich 1345 fertiggestellt. Es ist neben Dom und Rathaus eines der wenigen gotischen Bauwerke, die den großen Stadtbrand von 1656 überstanden.
Die ursprüngliche Nutzung des Hauses ist unbekannt. Die noch erhaltenen staufischen Kellergewölbe, die aus dem gleichen Stein und im gleichen Stil angefertigt wurden, wie im wenige Jahrzehnte älteren Haus Brüssel direkt gegenüber auf der anderen Straßenseite der Pontstraße, deuten darauf hin, dass es sich um eine Gaststätte oder ein Weinhaus gehandelt haben könnte. Später diente es wohlhabenden Aachener Bürgern als Wohnhaus.
Eine Besonderheit des heute von der Stadt genutzten Hauses Löwenstein ist die Figur des heiligen Nepomuks in der Nische unterhalb des Ecktürmchens. Sie stammt aus dem Jahr 1747 und erinnert an den böhmischen Kleriker Johannes Nepomuk.
Heute wird das Haus Löwenstein unter anderem durch das Zentrale Karnevalsarchiv und -Museum des Ausschusses Aachener Karneval genutzt.

### Elisenbrunnen

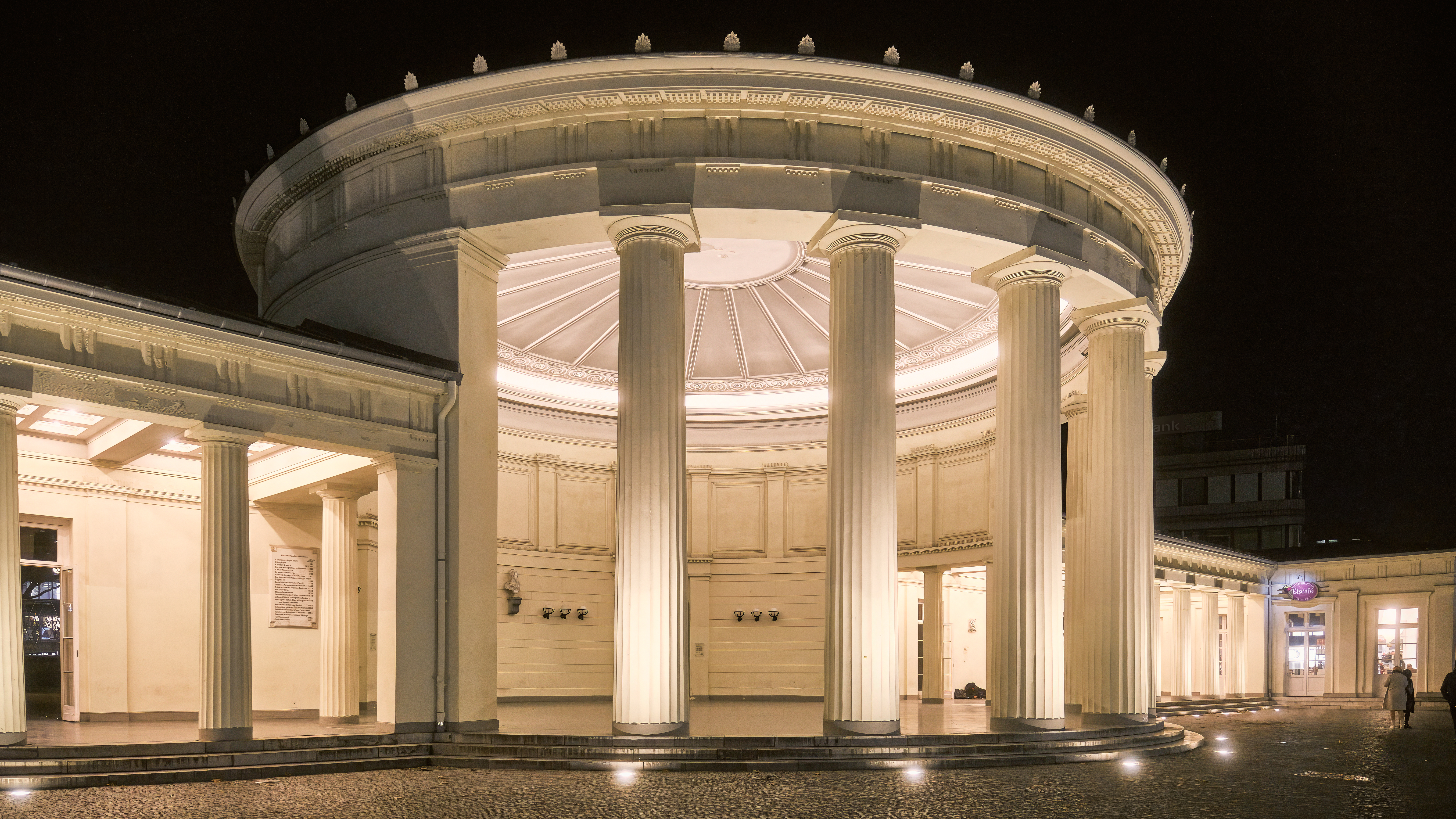
Elisenbrunnen bei Nacht

Am Friedrich-Wilhelm-Platz finden sich die Wandelhallen des Elisenbrunnens. Der klassizistische Bau des Landesbauinspektors Johann Peter Cremer und des Berliner Baumeisters Karl Friedrich Schinkel wurde 1827 fertiggestellt und ist neben Rathaus und Dom eines der Wahrzeichen der Stadt. Im Zweiten Weltkrieg vollständig am 14. Juli 1943 zerstört, wurde er 1953 originalgetreu wieder aufgebaut. 
Der Elisenbrunnen besteht aus einer offenen Wandelhalle mit Säulenvorbau und jeweils einem Pavillon links und rechts mit mehreren Räumlichkeiten. Aus zwei Trinkbrunnen fließt das warme, stark schwefelhaltige Thermalwasser der Kaiserquelle (52 °C). Bis 1938 wurde das Thermalwasser im Untergeschoss der Kuppelhalle in einem Trinkraum ausgeschenkt. An die Prominenten, die als Kurgäste das Wasser der Kaiserquelle tranken, erinnern 1883 angebrachte, steinerne Tafeln in der Halle. Darunter sind unter anderem Peter der Große, Friedrich der Große, Giacomo Casanova und Georg Friedrich Händel.

### Weitere sehenswerte Bauwerke

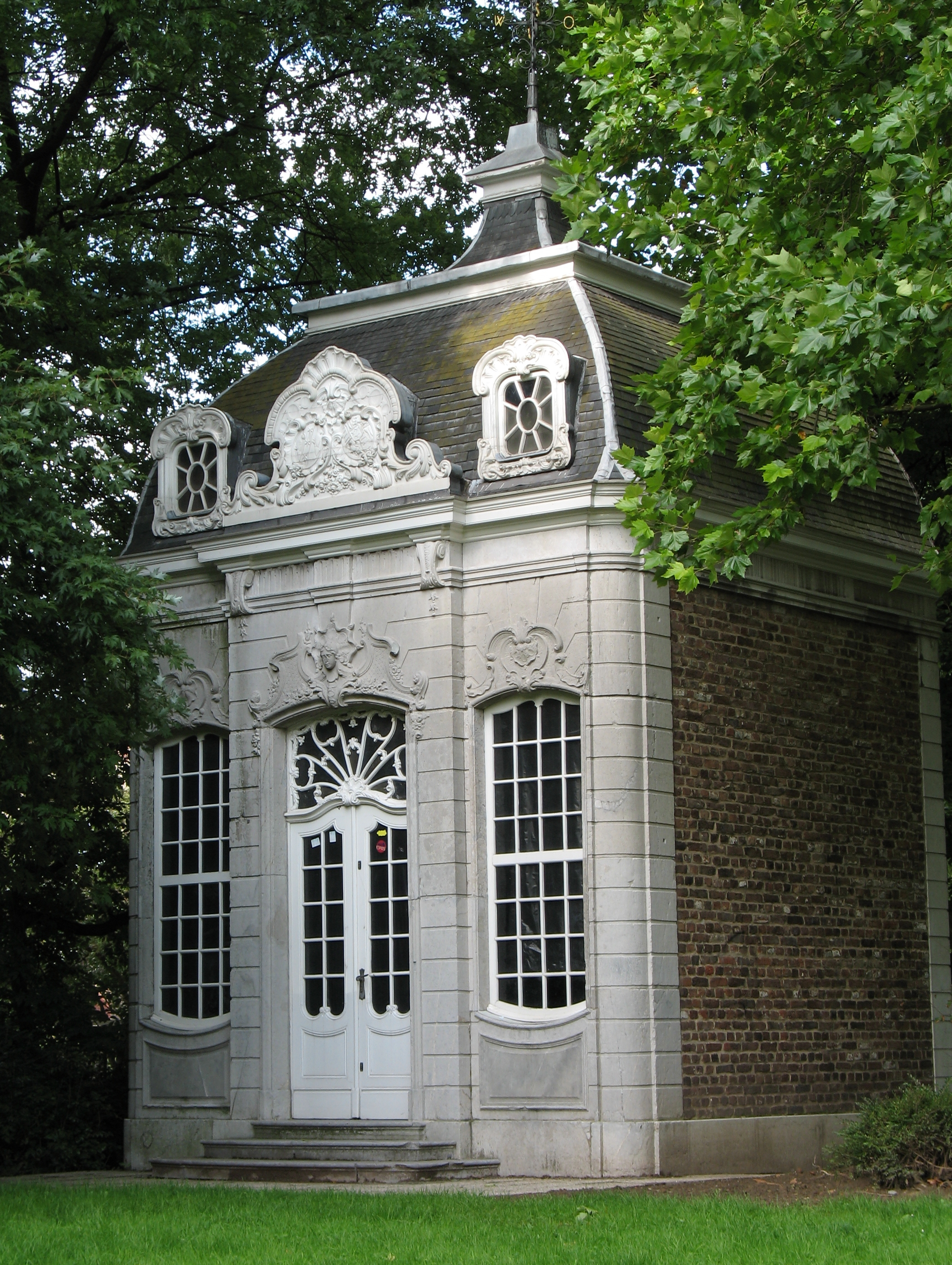
Couven-Pavillon in Burtscheid

In Burtscheid stehen drei wichtige Bauwerke des Aachener Baumeisters Johann Joseph Couven nah beieinander: die Kirchen St. Johann-Baptist und St. Michael oberhalb des Burtscheider Kurparks und das Gartenhaus Nuellens direkt im Burtscheider Kurpark. Der Pavillon wurde erst 1961 dort aufgebaut. Ursprünglich stand dieses 1740 erbaute Bauwerk im Garten des Hotel Nuellens, dann ab 1927 am Seilgraben Nr. 34 als Teil des damaligen ersten Couven-Museums im Haus Fey, das während des Zweiten Weltkrieges zerstört wurde. Nach Beseitigung der Ruine wurde der Pavillon abgebaut und bis zu seinem Wiederaufbau an heutiger Stelle in den Bauhöfen der Stadt gelagert. In der Jakobstraße steht das Haus zum Horn sowie das Haus Zum güldenen Verken, das das ehemalige Marianneninstitut beherbergte; beide Gebäude sind denkmalgeschützte Wohnhäuser. Aachens höchste Kirche ist mit 87 Metern die katholische Kirche St. Jakob am Jakobsplatz. Mit dem Bau dieser Kirche wurde 1881 begonnen. 1886 wurde die Kirche, die zum Teil aus Steinen der alten Stadtmauer errichtet wurde, vollendet und geweiht. Ihr Turm wurde erst nach dem Abriss der alten Jakobskirche fertiggestellt. Am Umgang des Turmes in etwa 80 Metern Höhe befinden sich die sogenannten Hubertusleuchten. Am Hubertusfest (3. November) sowie an Weihnachten und Ostern sieht man den bunten Lichterkranz über die ganze Stadt aufleuchten.
Weitere denkmalgeschützte Bauwerke in Aachen sind unter anderem das Haus Monheim, der Granusturm, das Haus Goldene Rose, der Domkeller, das Burghaus Classen, das Alte Kurhaus, das Büchelpalais und das Haus Rote Burg.

### Brunnen und Denkmäler

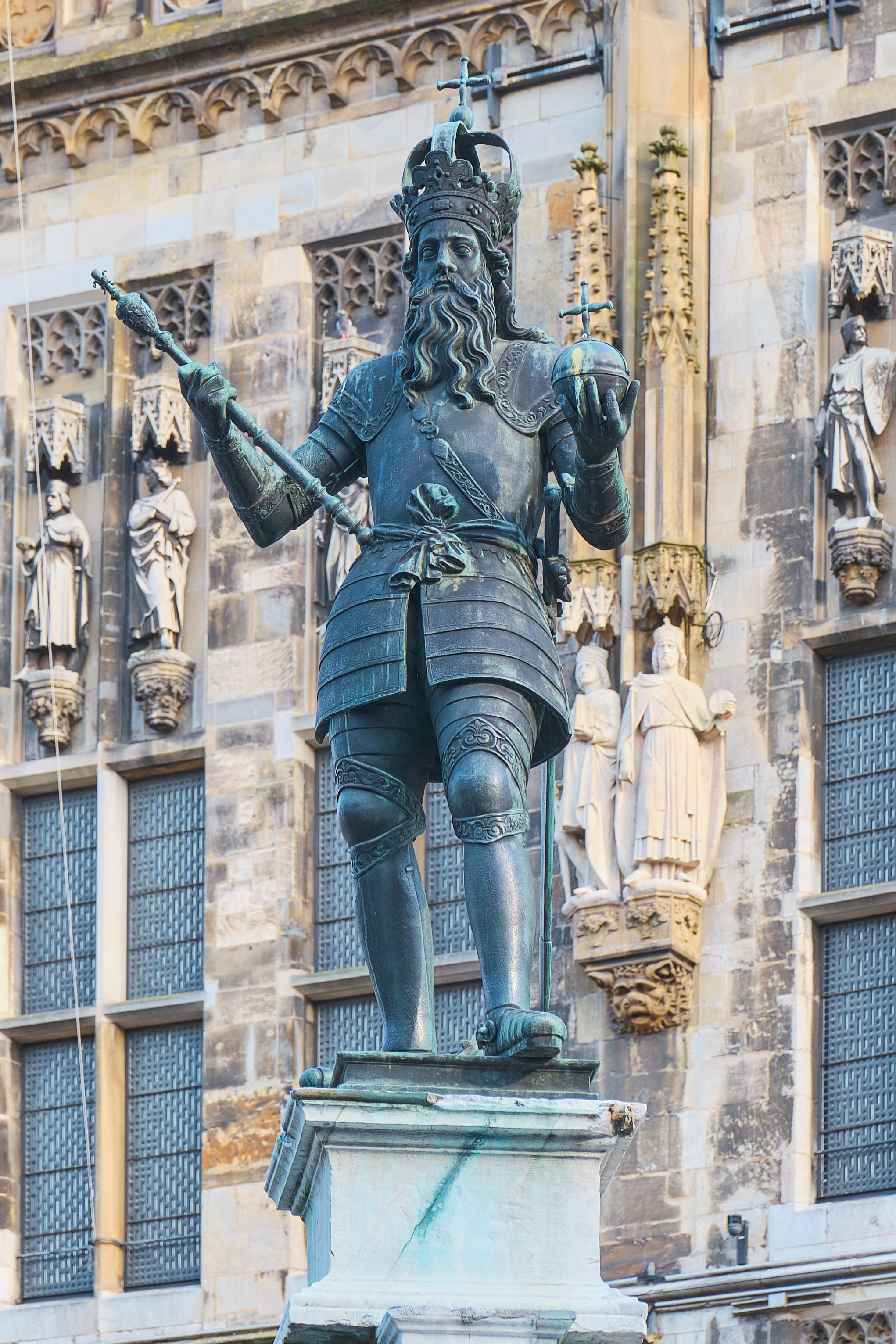
Karlsbrunnen auf dem Marktplatz

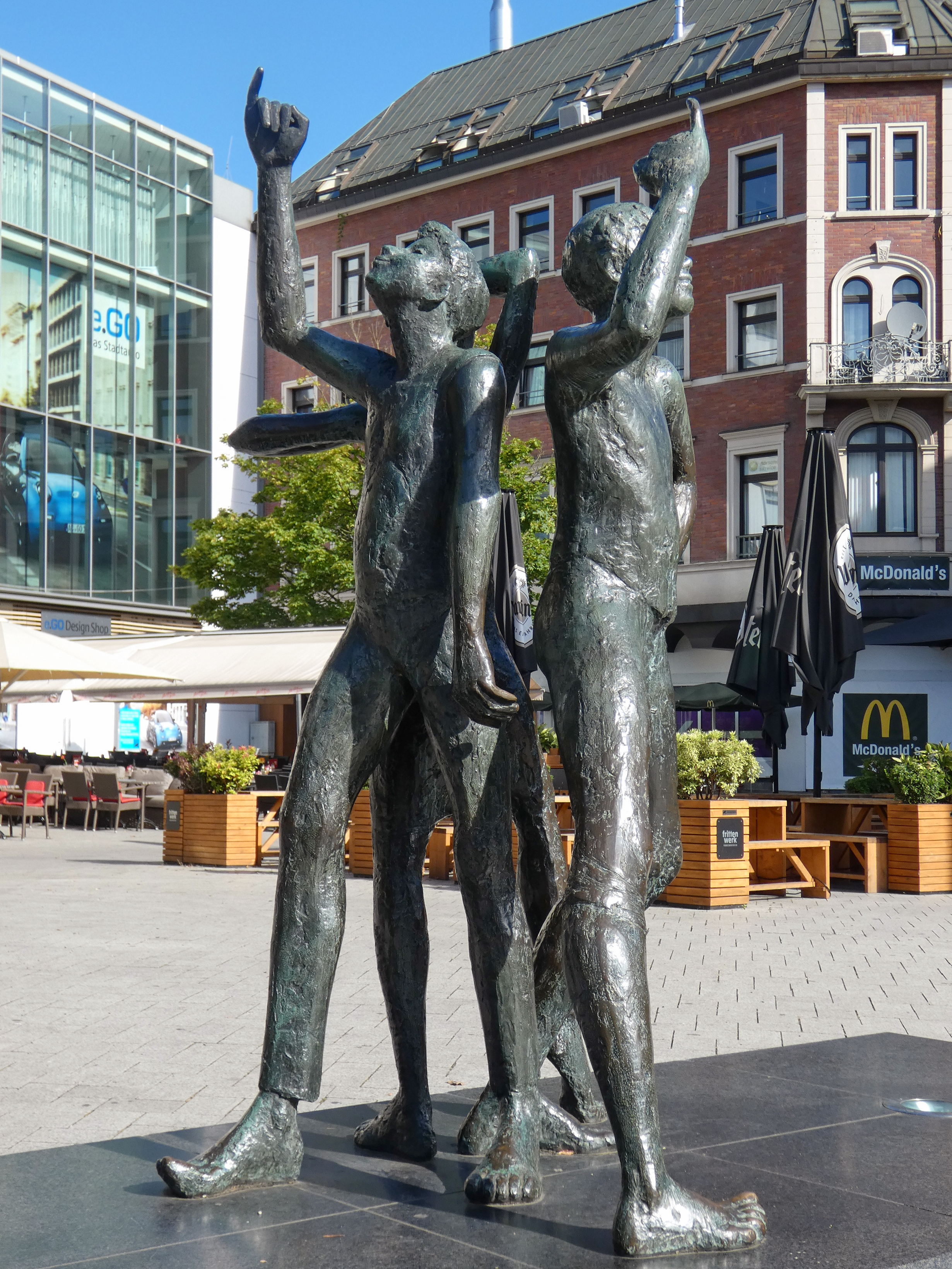
Aachen Klenkes-Denkmal

Vor dem Rathaus befindet sich der Karlsbrunnen, der Karl den Großen mit Reichsapfel und Zepter zeigt. Er ist das älteste noch in Funktion befindliche Brunnendenkmal der Stadt. Die Brunnenschale wurde im Jahr 1620 in Aachen gegossen, die barocke Steinfassung (1735) und die bronzenen Fische (1738) wurden später vom Aachener Stadtbaumeister Johann Joseph Couven angefügt. Beim Einmarsch der Franzosen im Jahr 1792 wurde die Karlsstatue als Kriegsbeute nach Paris verschleppt, konnte aber durch erfolgreiche Verhandlungen des amtierenden Aachener Maire Johann Wilhelm Gottfried von Lommessem im Jahr 1804 zurück erlangt und ein Jahr später wieder feierlich aufgestellt werden.
Die Brunnenschale, von den Aachenern Eäzekomp (zu hochdeutsch: Erbsenschüssel) genannt, überlebte als eines von wenigen Brunnendenkmälern der Stadt den Zweiten Weltkrieg. Nachdem alle Bronzefiguren zwecks Munitionsherstellung eingeschmolzen worden waren, wurde die Schale auf dem Gelände des Reitturniers in der Aachener Soers vergraben. Die Originalstatue Karls des Großen wurde in einer mit Sand befüllten Kiste im Gewölbe des Rathauses versteckt. In den frühen 1950er Jahren kehrten beide Elemente unbeschadet an ihren Platz zurück, wobei die Statue seither nicht mehr auf das Rathaus blickt, sondern ihm den Rücken zuwendet. Später jedoch wurde die Karlsstatue durch eine Kopie ersetzt. Das Original ist heute im Krönungssaal des Rathauses zu besichtigen.
In der Krämerstraße steht der Puppenbrunnen des Aachener Bildhauers Bonifatius Stirnberg aus dem Jahr 1975. Die mit Gelenken ausgestatteten Bronzefiguren laden besonders Kinder zum Spielen ein. Die Figuren symbolisieren typische Figuren des Aachener Lebens: Domherr, Marktfrau, Professor, Reitersmann, Harlekin und Modepuppe.
Der Kreislauf des Geldes liegt an der Ecke Hartmannstraße/Ursulinerstraße und wurde 1977 vom Bildhauer Professor Karl-Henning Seemann geschaffen. Die sechs Bronzefiguren am Brunnenrand zeigen den Umgang mit Geld, die Kreiselbewegung des Wassers steht für den beständigen Fluss des Geldes.
Am Holzgraben befindet sich das von Bildhauer Hubert Löneke 1970 geschaffene Klenkes-Denkmal. Der Begriff Klenkes steht für den hochgereckten kleinen Finger, der bei den Aachenern besonders früher, aber auch heute noch als Erkennungszeichen in aller Welt gilt. Er geht auf die damals blühende Nadelindustrie zurück, bei der der kleine Finger bei der Endkontrolle dazu genutzt wurde, schadhafte Nadeln mit dem kleinen Finger uuszeklenke, also auszuklinken.
Ebenfalls von Hubert Löneke stammt der Türelüre-Lißje-Brunnen von 1967. Er steht an der Ecke Rennbahn/Klappergasse und stellt ein altes Aachener Kinderlied dar, wonach eine Gruppe von drei Jungen ein Mädchen daran hindert, eine Toilette aufzusuchen, worauf schließlich ein kleines Bächlein durch die Klappergasse fließt.
Zwischen Elisenbrunnen und Markt befindet sich am Büchel der Bahkauvbrunnen, ein Denkmal einer Sagengestalt, die früher durch die Aachener Bäche gezogen ist und der Sage nach betrunkenen heimkehrenden Ehemännern auf den Rücken sprang.
Es finden sich zahlreiche weitere sehenswerte Brunnen und Denkmäler im gesamten Stadtgebiet, so z. B. der Hühnerdieb auf dem Hühnermarkt, der Wehrhafte Schmied an der Jakobstraße, das Fischpüddelchen am Fischmarkt und Hotmannspief an der Alexanderstraße. Insbesondere nachts unter Beleuchtung ist die hohe Fontäne des großen Brunnens am Europaplatz besonders auffällig.

### Parkanlagen

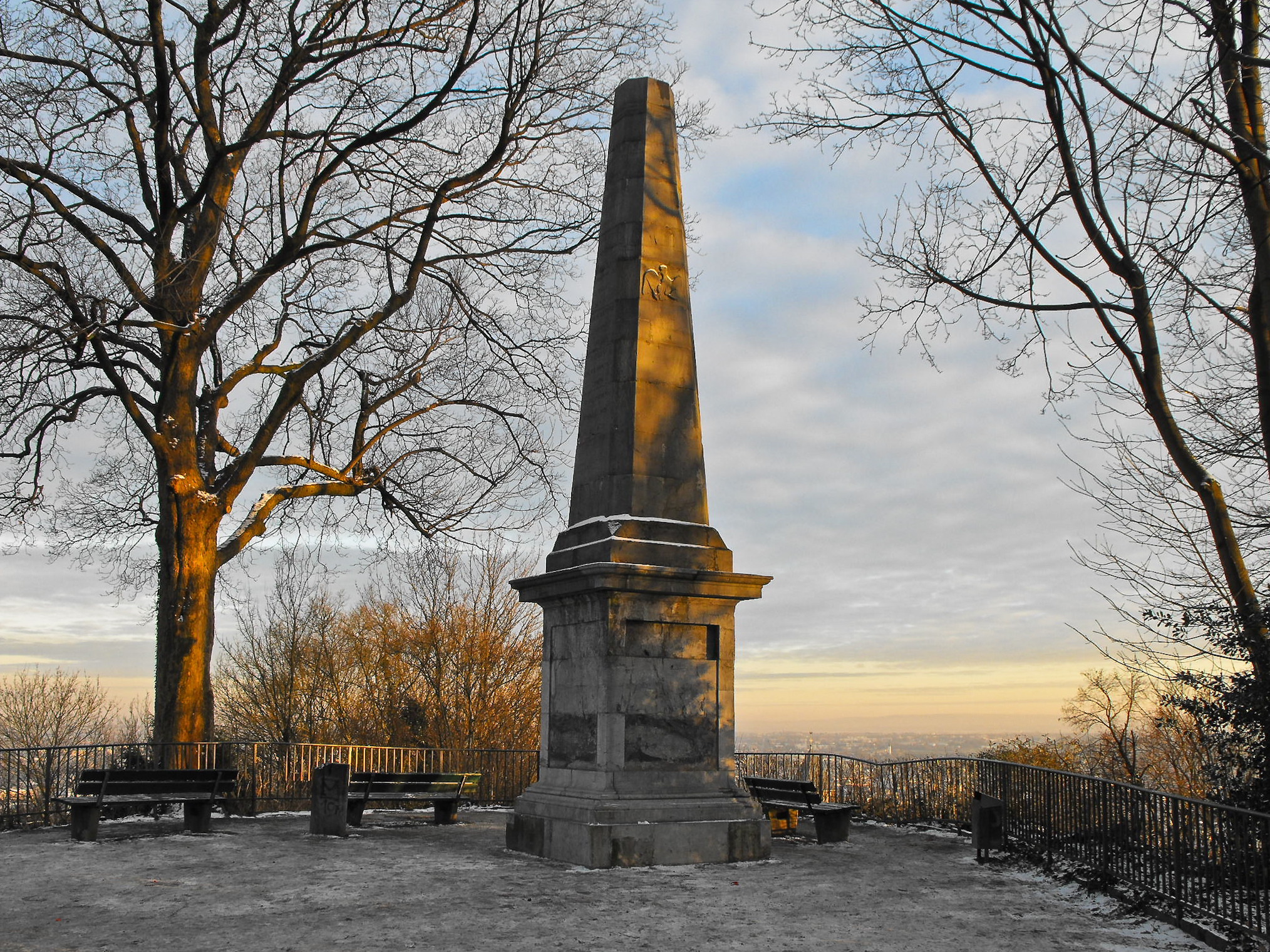
Obelisk auf dem Lousberg

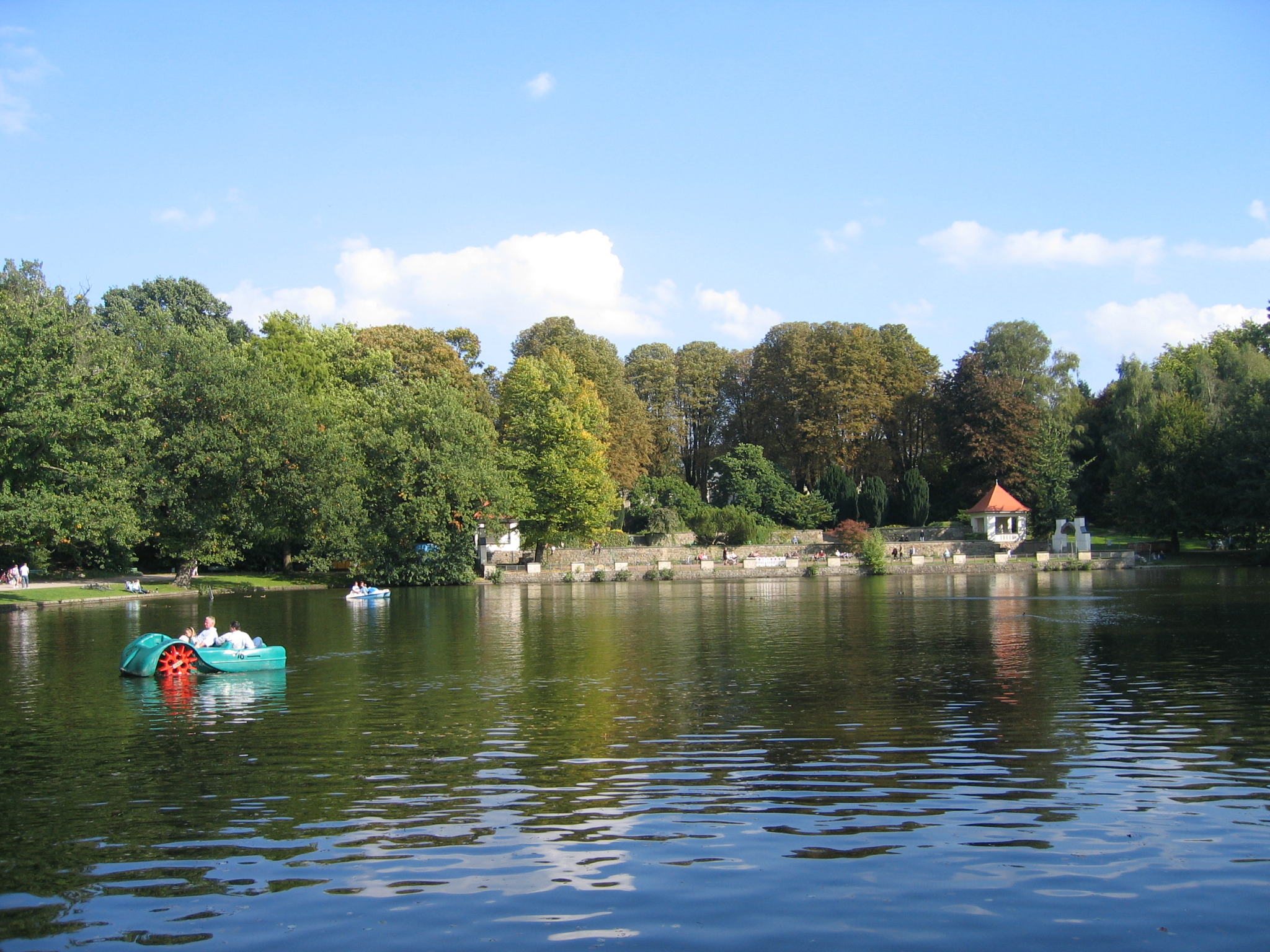
Hangeweiher im Kaiser-Friedrich-Park

Der Elisengarten ist wegen seiner Lage direkt hinter der Trink- und Wandelhalle des Elisenbrunnens erwähnenswert. Er ist der einzige Park innerhalb des Alleenrings und wurde 2009 umgestaltet. Nachdem man bei den Vorarbeiten auf archäologisch interessante Funde aus Römerzeit und Mittelalter gestoßen war, hat sich die Stadtverwaltung entschlossen, dort Ausgrabungen stattfinden zu lassen, handelt es sich doch um die einzige Fläche der Innenstadt, die in der Neuzeit nie bebaut wurde. Neben dem Elisengarten existieren in der stark bebauten Innenstadt von Aachen nur vereinzelt größere Grünflächen, wie der Lindenplatz und der Sandkaulpark.
Der Kurpark Monheimsallee liegt im Nordosten der Stadt hinter dem neuen Kurhaus, Quellenhof und Eurogress. Auf dem großzügig angelegten Gelände befindet sich reichlich Raum für sportliche Aktivitäten, ein Grillplatz, die Carolus Thermen mit Biergarten, die ehemalige Station der Wetterwarte Aachen und ein kleiner Weinberg mit exakt 99 Weinstöcken. Direkt an den Kurpark grenzt der Farwickpark.
Das zweite Kurzentrum der Stadt ist der Kurpark Burtscheid mit den Kurparkterrassen und Thermalbadehäusern im Zentrum von Burtscheid. Vom Stadtteil Burtscheid aus (nahe dem Burtscheider Kurpark) führt außerdem der Grüngürtel Gillesbachtal bis zum Aachener Wald.
Im Herzen des Frankenberger Viertels mit seiner teilweise erhaltenen alten Architektur befindet sich der Frankenberger Park mit der Burg Frankenberg. Nicht weit davon entfernt ist der 1966 eröffnete Kennedypark mit den Säulen der ehemaligen Gelben Kaserne sowie der Skateranlage und einer Bühne zu finden.
Der Park auf dem Lousberg wurde bereits 1807 von der Aachener Bürgerschaft angelegt und ist damit die älteste von Bürgern errichtete Parkanlage Europas. Heute finden sich noch Reste der ursprünglichen Parkbebauung wie der Kerstensche Pavillon, der während der französischen Besatzung im Jahr 1807 errichtete Obelisk und die verbliebenen Säulen der Belvedere. Aus dem Jahr 1956 stammt der 48 Meter hohe Wasserturm Belvedere. Bis März 2011 wurde die obere Etage als Gastronomiefläche genutzt.
Im Westen der Stadt befindet sich der Westpark, er wurde 1882 von dem Textilfabrikanten Emil Lochner angelegt. Damals befand sich dort ein Zoo mit 50 Riesenschlangen, von dem heute allerdings nur ein Weiher geblieben ist.
Im Drimborner Wäldchen befindet sich der Aachener Tierpark Euregiozoo. Auf 8,9 Hektar Fläche beherbergt er über 1200 Tiere in 210 Arten und einen zwei Hektar großen See.
Der Kaiser-Friedrich-Park rund um den Hangeweiher liegt im Süden der Stadt. Im Park gibt es einen Bootsverleih, ein Ausflugslokal und einen Spielplatz; direkt angrenzend befinden sich das Schwimm- und Freiluftbad Hangeweiher, eine Tennisplatzanlage, der Park des alten Klinikums und die Volkssternwarte.
Zahlreiche weitere kleine Parks (so z. B. der Von-Halfern-Park und der Ferberpark Burtscheid) finden sich außerhalb des Zentrums, außerdem erwähnenswert sind das Naherholungsgebiet Aachener Wald mit dem Dreiländereck Deutschland-Belgien-Niederlande sowie die Stauanlage Diepenbenden und der Stauweiher Kupferbach.

## Kultur

### Museen

#### Centre Charlemagne
Das Heimat- und Geschichtsmuseum der Stadt Aachen, ehemals in der Burg Frankenberg, ist seit 2014 in dem damals neu eröffneten Centre Charlemagne am Katschhof untergebracht. Die Dauerausstellung führt durch verschiedene Epochen der Aachener Geschichte von Frühzeit und römischer Antike über die karolingische Zeit, bis in die Gegenwart. Daneben werden einem eigenen Bereich zweimal jährlich wechselnd temporären Ausstellungen zu einem Schwerpunktthema mit Bezug auf die Aachener Geschichte gezeigt.
Das Centre Charlemagne dient auch als zentrale Ausgangs- und Anlaufstelle für die 2008 eingerichtete Route Charlemagne, ein museales und pädagogisches Projekt, das die Wirkungsgeschichte Karls des Großen und die Stadtentwicklung Aachens in ihren europäischen Bezügen darstellt. Dom (Thema Religion), Rathaus (Macht), Grashaus (Europa), Couven- und Zeitungsmuseum (Lebenskultur und Medien) sowie der Elisenbrunnen (Badekultur) und das SuperC der RWTH Aachen (Wissenschaft) sind als Stationen ebenso in die Route Charlemagne integriert wie das Kulturfestival across the borders.

#### Aachener Domschatzkammer
Die Aachener Domschatzkammer präsentiert den Kirchenschatz des Aachener Doms, eine der bedeutendsten Sammlungen kirchlicher Kulturschätze der Welt. Das Museum in der Trägerschaft des Aachener Domkapitels befindet sich in der historischen Innenstadt von Aachen in am Kreuzgang des Domes gelegenen Räumlichkeiten. Gezeigt werden Werke aus spätantiker, byzantinischer, karolingischer, ottonischer, staufischer und gotischer Zeit.

#### Couven-Museum

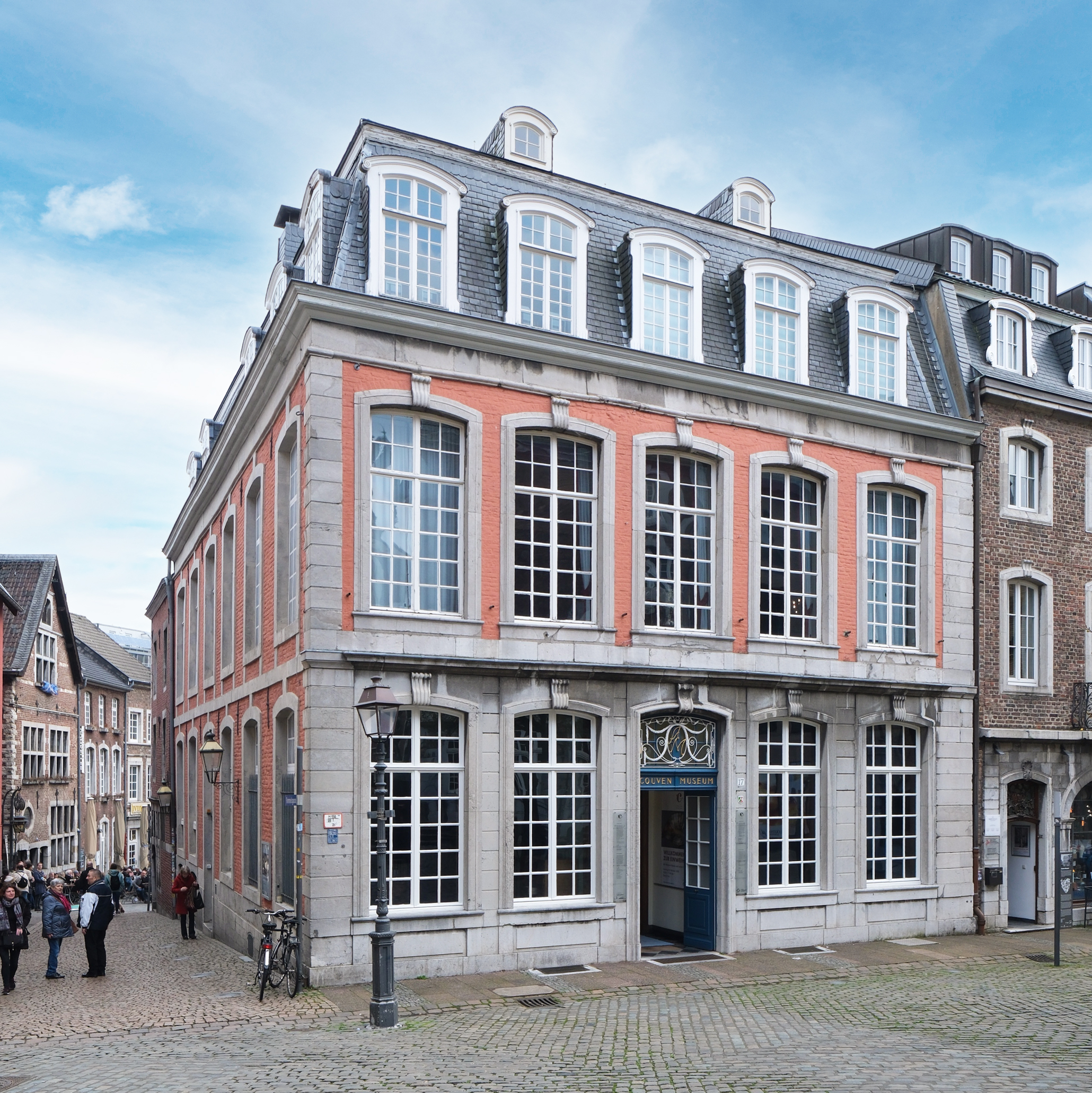
Couven-Museum

Das Couven-Museum im Haus Monheim am Hühnermarkt beinhaltet eine bemerkenswerte Möbelsammlung aus Rokoko, Aachen-Lütticher Stil, frühem Klassizismus, napoleonischem Empirestil und Biedermeier. Das Haus selbst wurde 1663 erbaut und im Jahr 1786 im Auftrag des Apothekers und Aachener Bürgermeisters Andreas Monheim von Jakob Couven, dem Sohn des berühmten Baumeisters Johann Joseph Couven, im Rokokostil umgebaut.
Ursprünglich wurde das Museum im Haus Fey 1929 eröffnet, welches jedoch während des Zweiten Weltkrieges vollständig zerstört und nicht wieder aufgebaut wurde. 1958 fand die Wiedereröffnung des Museums dann in den heutigen Räumlichkeiten statt. Im später angegliederten Haus zum Lindenbaum befindet sich die historische Fliesensammlung. 

#### Internationales Zeitungsmuseum
Im Großen Haus von Aachen in der Pontstraße, einem der wenigen erhaltenen Aachener Bürgerhäuser aus gotischer Zeit, residiert das Internationale Zeitungsmuseum. Es befasst sich mit der internationalen Pressegeschichte vom 17. bis zum 20. Jahrhundert.

#### Suermondt-Ludwig-Museum
Das Suermondt-Ludwig-Museum ist nach seinen größten Stiftern Barthold Suermondt und dem Ehepaar Irene und Peter Ludwig benannt und wurde bereits 1883 vom Aachener Museumsverein gegründet. Seit 1901 residiert es im Stadtpalais Villa Cassalette, benannt nach dem Bauherrn Eduard Cassalette, dem Enkel des Gründers der Aachener Kratzenfabrik Cassalette, Peter Joseph Cassalette, in der Wilhelmstraße. Die Sammlung verfügt neben Malerei und Skulpturen des 12. bis 20. Jahrhunderts und Tapisserien und Goldschmiedearbeiten auch über umfangreiche Glasmalerei-Bestände vom Mittelalter bis zum 20. Jahrhundert. Eine Antikensammlung mit dem Hauptthema der attischen Vasenmalerei sowie ein 10.000 Handzeichnungen, Aquarelle und Grafiken umfassendes Kupferstichkabinett mit Meisterwerken unter anderem von Albrecht Dürer, Rembrandt und Francisco de Goya bis hin zu zeitgenössischen Künstlern runden das Angebot ab.

#### Ludwig Forum für Internationale Kunst

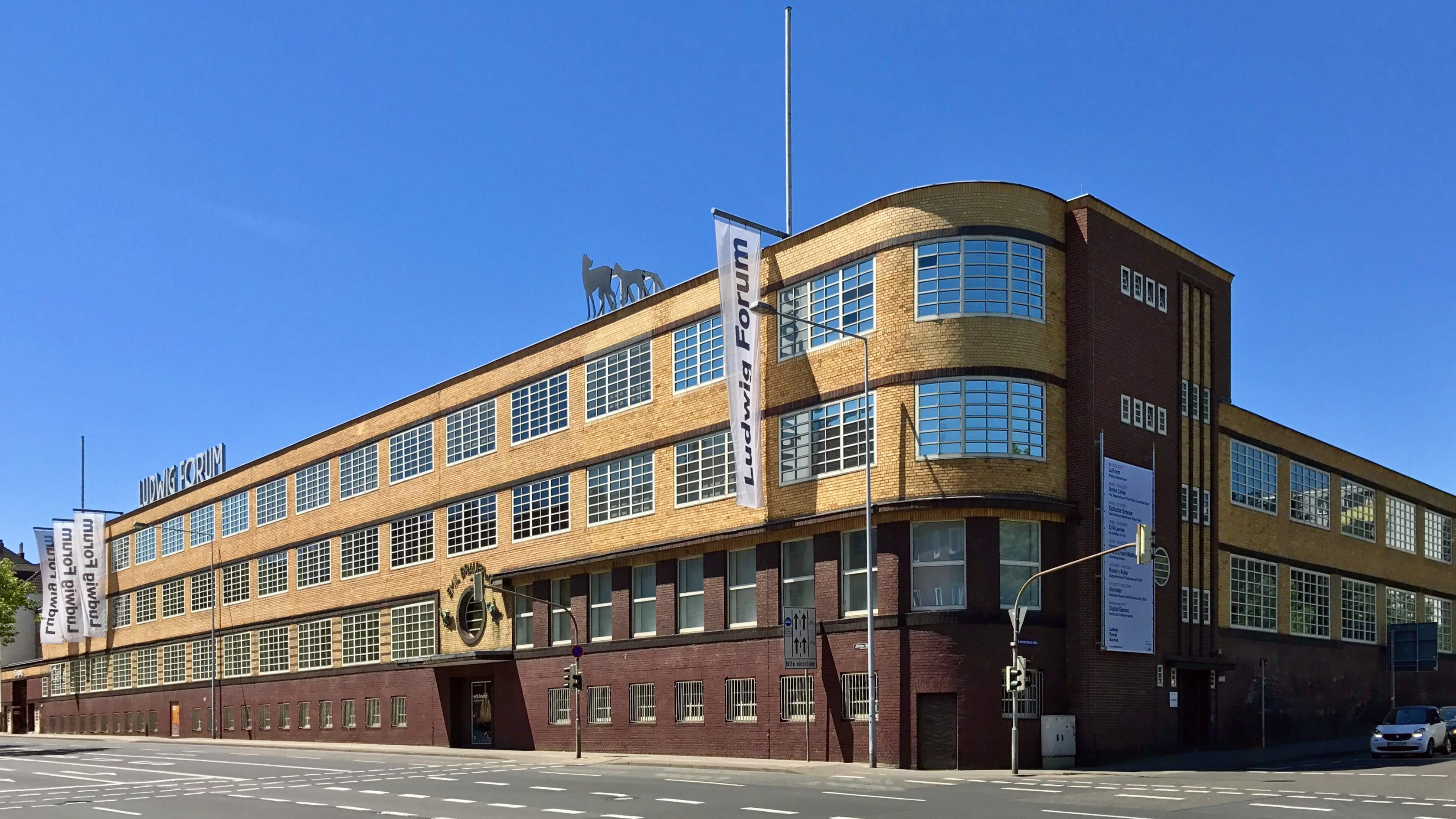
Ludwig Forum für Internationale Kunst

Das Ludwig Forum für Internationale Kunst befindet sich in der vormaligen Schirmfabrik Brauer in der Jülicher Straße. Das im Bauhaus-Stil vom Aachener Architekten Josef Bachmann entworfene Gebäude wurde 1928 erbaut und im Jahr 1988 von der Stadt Aachen komplett entkernt und umgebaut. Die Basis des 1991 eröffneten Museums bildet die Sammlung moderner Kunst des Ehepaars Irene und Peter Ludwig. Weiterhin bietet das Museum wechselnde Ausstellungen angewandter Kunst, eine Bibliothek für die Kunst des 20. und 21. Jahrhunderts, eine Restaurierungswerkstatt und den Skulpturenpark im Außenbereich. Der Verein der Freunde des Ludwig Forums verleiht alle zwei Jahre gemeinsam mit der Stadt Aachen den Kunstpreis Aachen.

#### Auto-Sammlung Gut-Hand
Die Auto-Sammlung Gut-Hand in Aachen-Richterich war eine langjährige museumsähnliche Sammlung von Oldtimern. Heinz Vogel sammelte ab 1960 alte Autos mit Schwerpunkt deutscher Hersteller. 1968 öffnete er die Sammlung für die Öffentlichkeit. Während einiger Jahre war die Sammlung regelmäßig samstags geöffnet, in anderen Jahren nur nach Vereinbarung. Ausgestellt waren etwa 35 Pkw und etwa 25 Nutzfahrzeuge. Besonderheit war ein Fafnir von 1911, der in Aachen produziert wurde. Nach dem Tod des Betreibers 2016 wurde die Sammlung aufgelöst.

### Theater

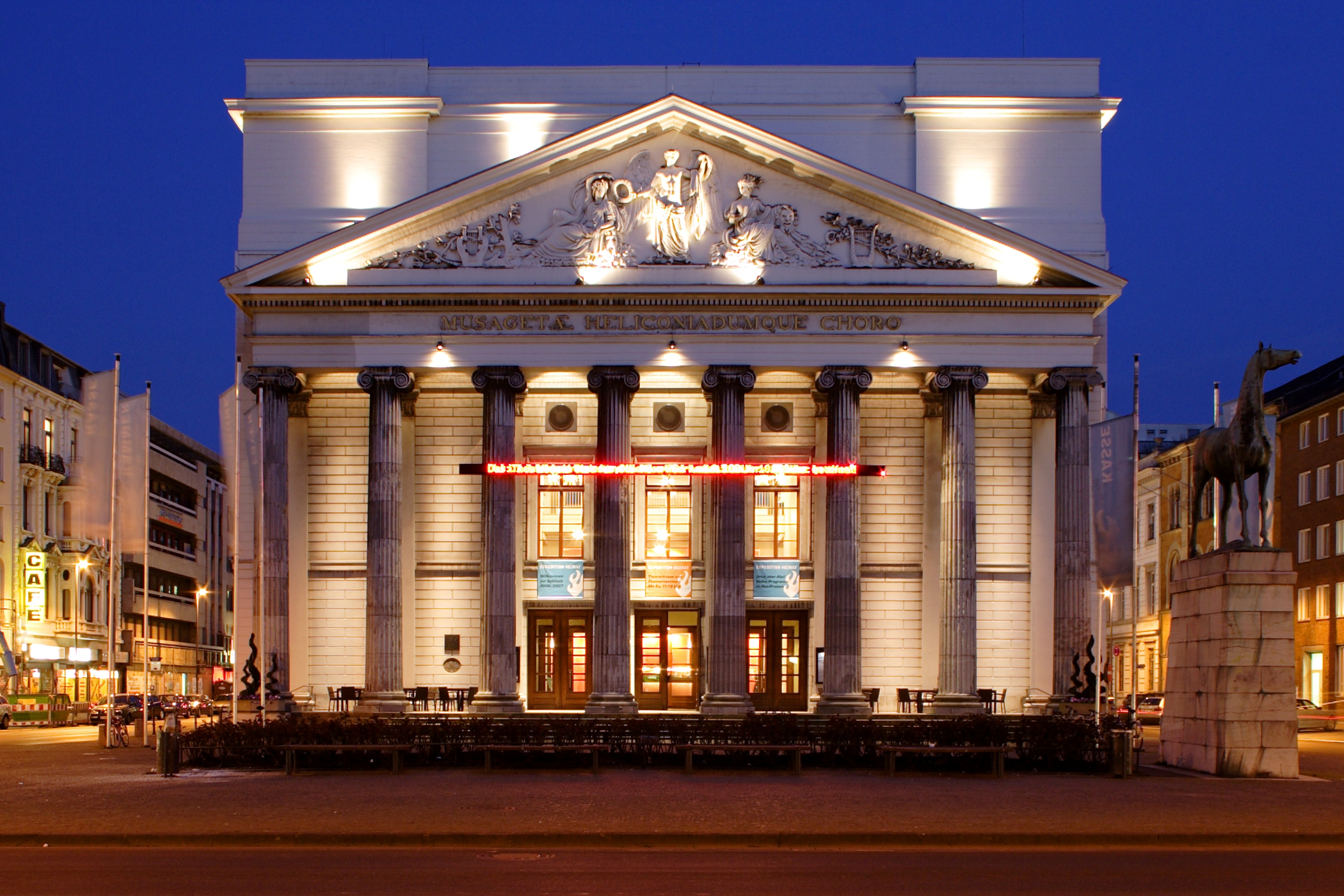
Theater

1822 wurde mit dem Bau des Theaters nach Plänen von Johann Peter Cremer begonnen. Das Theater wurde 1825 eröffnet. Das bekannteste und größte Theater in Aachen verfügt mit Großem Haus, Kammerspielen und dem in der Mörgensstraße gelegenen Mörgens über drei Spielstätten, an denen Opern, Operetten, Schauspiel, Musicals, Ballett, Konzerte und Lesungen stattfinden. Am Aachener Theater waren u. a. Herbert von Karajan (von 1935 bis 1942) und Wolfgang Sawallisch (von 1953 bis 1958) Generalmusikdirektoren. Von 2002 an leitete Marcus R. Bosch das Orchester, im August 2012 übernahm Kazem Abdullah die Position, dessen Nachfolger wurde im August 2018 Christopher Ward.
Seit Beginn der Spielzeit 2023/2024 ist Elena Tzavara Generalintendantin der Aachener Bühnen.
Ferner finden sich in Aachen das Grenzlandtheater, das von der Grenzlandtheater Aachen des Kreises Aachen GmbH betrieben wird, die Aachener Stadtpuppenbühne Öcher Schängche, mehrere kleine Theater, wie das Theater K., das DAS-DA-Theater, Theater 99, Theater Brand, Bühne 78, sowie verschiedene Kleinkunstbühnen, Kabarett- und freie Theatergruppen (aixpertentheater, Blackout-Theater, Poetischer Anfall, Actor's Nausea, K(l)EINE KUNST, Öcher Nölde, Fliegender Wechsel – Improvisationstheater, Spürbar Theater und weitere). Mundartbühnen der Stadt sind die Alt-Aachener Bühne und das Aachener Heimattheater.

### Musik

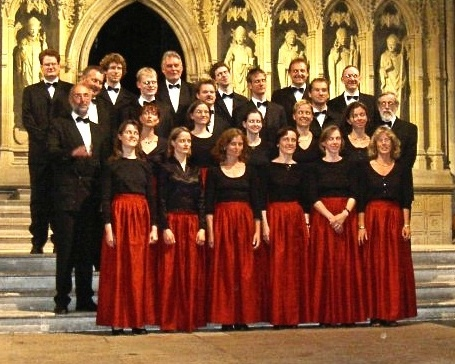
Der Junge Chor

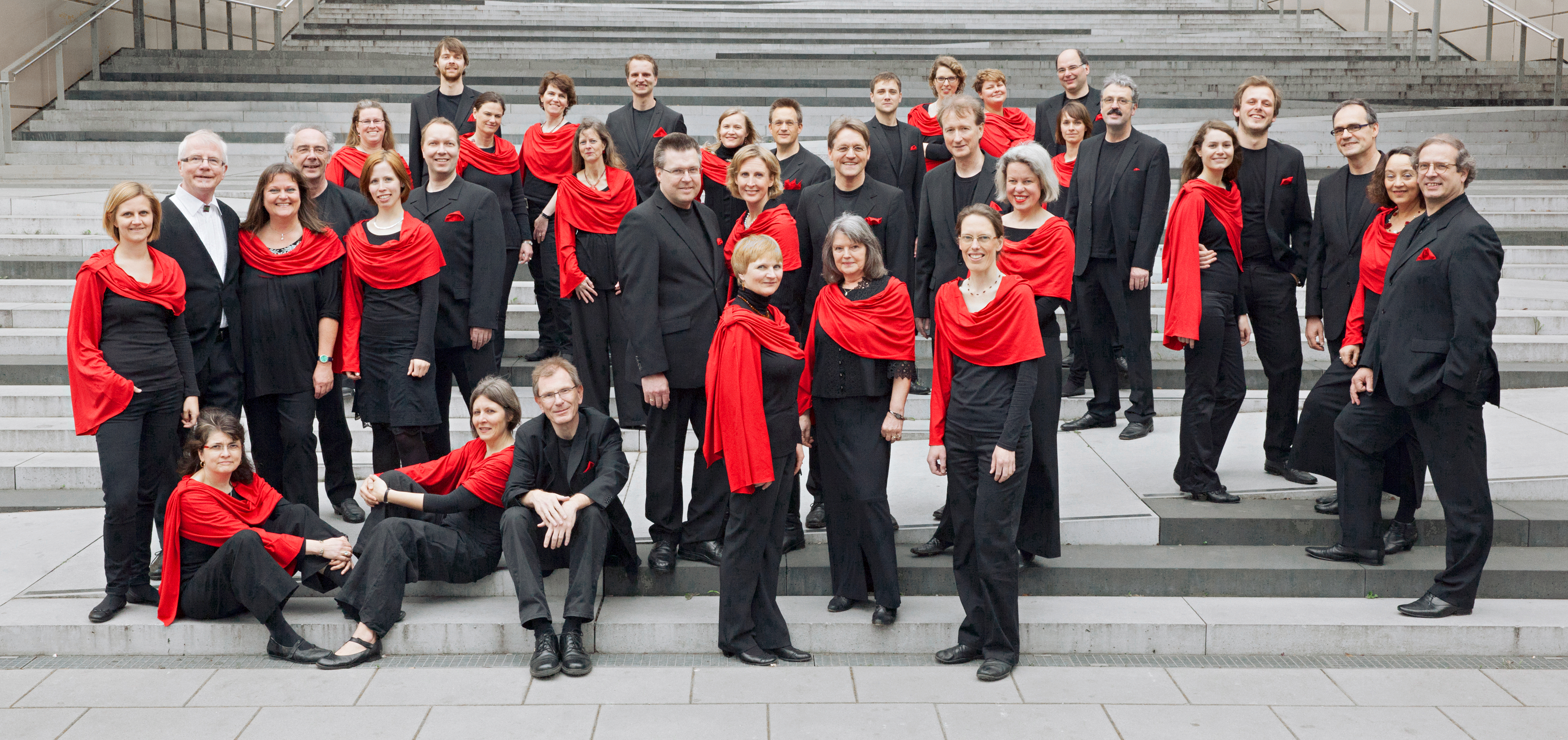
Carmina Mundi

Neben dem städtischen Sinfonieorchester Aachen, das zuletzt unter seinen Dirigenten Marcus R. Bosch (Generalmusikdirektor 2002 bis 2012) und Kazem Abdullah (Generalmusikdirektor 2012 bis Juli 2017) überregionale Beachtung fand und seit August 2018 von Christopher Ward geleitet wird, tragen vor allem einige international bekannte Chöre wie der seit 1820 bestehende Sinfonische Chor Aachen, der Madrigalchor Aachen, der Junge Chor Aachen, Carmina Mundi, der Aachener Kammerchor, der Aachener Bachverein oder der Aachener Domchor und die Cappella Aquensis zum musikalischen Leben der Stadt bei. Darüber hinaus gibt es ein Jugendsinfonieorchester, Chor und Orchester des Collegium Musicum der RWTH Aachen und das Aachener Studentenorchester. Von 1959 bis 2017 gab es die Meisterkonzerte Aachen, durch die internationale Künstler und Orchester in die Stadt kamen. Ab der Saison 2017/18 wurden sie eingestellt und ab 2018/19 gibt es ein neues Programm-Konzept. Traditionell findet seit 2009 alle zwei Jahre die Internationale Chorbiennale in Aachen statt.
Das Musikspektrum in Aachen reduziert sich nicht allein auf klassische Musik. Das Gesangsensemble einKlang z. B. steht für moderne A-cappella-Arrangements und für die Interpretation von Gospelmusik. Im Jazz hat sich die Aachen Bigband etabliert. Im Musikbunker Aachen, einem ehemaligen Luftschutzbunker aus dem Zweiten Weltkrieg, stehen 120 Proberäume für Bands und Musiker aller Musikrichtungen zur Verfügung. Über das gesamte Musikleben seit der karolingischen Zeit berichtet das 2018 erschienene Buch Tonarten einer Stadt.
Für die Anhänger des zeitgenössischen Tanzes wird seit 1993 das mittlerweile renommierte grenzüberschreitende Schrittmacher Festival veranstaltet, welches jährlich über zwei Wochen im Frühjahr mit erstklassigen Tanzkompanien und einem umfangreichen Rahmenprogramm in Aachen, Heerlen und Kerkrade durchgeführt wird.
1959 eröffnete in Aachen die erste Diskothek Deutschlands unter dem Namen Scotch-Club.
Im Juli 1970 fand im Reitstadion der Soers eines der ersten großen kontinentalen Open-Air-Musikfestivals statt, das Open Air Pop-Festival Aachen, u. a. mit Pink Floyd und Deep Purple.

### Weitere Einrichtungen

#### Kino

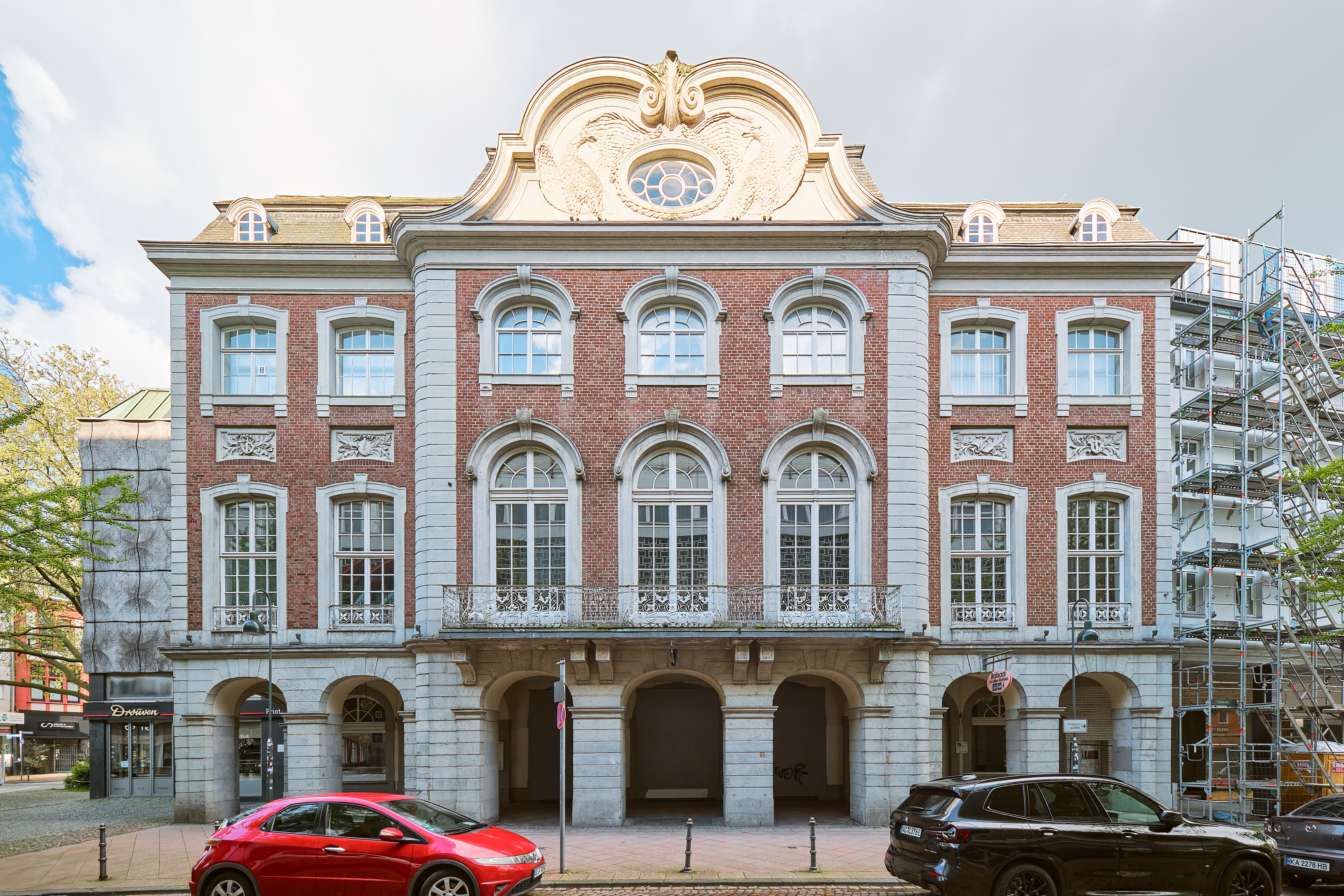
Altes Kurhaus

Nach dem Zweiten Weltkrieg besaß Aachen eine Vielzahl an Kinos, die über das gesamte Stadtgebiet verteilt waren. Aufgrund der Verbreitung des Fernsehens wurden im Laufe der Jahrzehnte viele Kinos geschlossen und auch umgebaut oder gar abgerissen. Die meisten heutigen Kinos in Aachen sind moderne Säle – historische Säle sind (bis auf eine Ausnahme, das Capitol am Seilgraben) heute nicht mehr zu finden.
Mit Stand April 2019 gibt es in Aachen 19 Säle an vier Spielstätten. Außerdem gibt es regelmäßige Freiluft-Filmvorführungen an verschiedenen Stellen der Stadt und mit dem Filmstudio ein studentisches Kinoprojekt an der RWTH mit wöchentlichen Filmvorführungen. Zu einer kuriosen Situation kam es im Frühsommer 2004, als der UFA-Palast in der Innenstadt seinen Spielbetrieb ohne große Vorankündigung aufgab. Zunächst gab es in der Stadt Aachen kein Kino, das aktuelle Spielfilme zeigte. Allerdings nahmen einige Programmkinos kurzfristig populäre Spielfilme in ihr Programm auf. Auch gab und gibt es in der näheren Umgebung von Aachen genug Multiplex-Kinos.
Das gegenüber dem Stadttheater befindliche ehemalige Kino Elysée beherbergte später eine Gastronomie und Diskothek, ist aber mittlerweile (2018) abgerissen.
Das aus dem Jahr 1950 stammende UFA-Kino Gloria-Palast wurde nach Aufgabe und Leerstand als Gemüseverkaufsstand genutzt und im Jahr 2008 für den Neubau der Kaiserplatz-Galerie (heute AquisPlaza) komplett abgerissen.

#### Sonstiges
- Spielbank Aachen im Tivoli-Stadion
- Eurogress Aachen: Internationales Veranstaltungs- und Kongresszentrum, direkt am Stadtpark gelegen.
- Altes Kurhaus im Stadtzentrum mit Klangbrücke und Ballsaal: Konzerte, Ausstellungen etc.
- Kulturzentrum Barockfabrik
- Kulturzentrum Bleiberger Fabrik
- Musikschule der Stadt Aachen
- Malteserkeller (Jazzclub, 1957 bis 2011)
- Stadtbibliothek Aachen mit großer Zentralbibliothek sowie mehreren Ortsteilbüchereien und Bücherbus Fabian. Die Bestände sind über einen Onlinekatalog recherchierbar.
- In der denkmalgeschützten Sternwarte am Hangeweiher werden regelmäßig Führungen und öffentliche Himmelsbeobachtungen durchgeführt.
- Deutsch-Französisches Kulturinstitut
- Minigolf: Es gibt in Aachen mehrere Minigolfplätze: im Stadtpark, am Gut Entenpfuhl im Aachener Wald, am Hotel Buschhausen sowie im Freizeitgelände Walheim.
- Zukunftswerkstatt: In Aachen haben Bürgerbeteiligungs-Prozesse in der Stadtplanung mit Hilfe von Zukunftswerkstätten Tradition. So wurden 1995–1996 im Rahmen eines nordrhein-westfälischen Landesprogramms vom städtischen Umweltamt Zukunftswerkstätten zur Ökologischen Stadt der Zukunft beauftragt und im August 2005 vom städtischen Planungsamt die Zukunftswerkstatt Frankenberger Viertel plus begonnen.

### Stiftungen
Die Stadt Aachen verfügt und unterhält im Rahmen eines Sondervermögen vor Ort ansässige Stiftungen, wozu, als Beispiel, der „Alten- und Siechenfonds“, die „Ludwig Mies van der Rohe – Stiftung“ und die „Stiftung van Gils“ gehören. Hinzu kommen private Stiftungen wie beispielsweise die Aachener Stiftung Kathy Beys und die Bürgerstiftung Lebensraum Aachen.

### Regelmäßige Großereignisse

#### Orden und Verleihungen

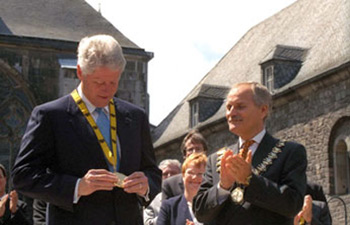
Bill Clinton wurde im Jahre 2000 der Karlspreis von Oberbürgermeister Jürgen Linden überreicht

Zwei große Ordensverleihungen gibt es jährlich in Aachen: Der Internationale Karlspreis zu Aachen wird an Christi Himmelfahrt für besondere Verdienste um die Europäische Einigung vergeben.
In Abgrenzung zum Karlspreis werden seit 1988 am Weltfriedenstag Persönlichkeiten, die von „unten her“ dazu beigetragen haben, die Verständigung der Völker und der Menschen untereinander zu verbessern, mit dem Aachener Friedenspreis ausgezeichnet.
Ebenfalls in Aachen beheimatet ist der Orden wider den tierischen Ernst, der, mit karnevalistischem Hintergrund, erstmals 1952 offiziell verliehen wurde. Er wird an Personen, meist Politiker, vergeben, die sich durch besonderen „Humor im Amt“ ausgezeichnet haben.

#### Kultur und Freizeit
Auch der Aachener Karneval ist ein Großereignis. Dazu gehören der Kinderzug am Karnevalssonntag, der Rosenmontagszug und das wilde Treiben der Damen am Fettdonnerstag. 

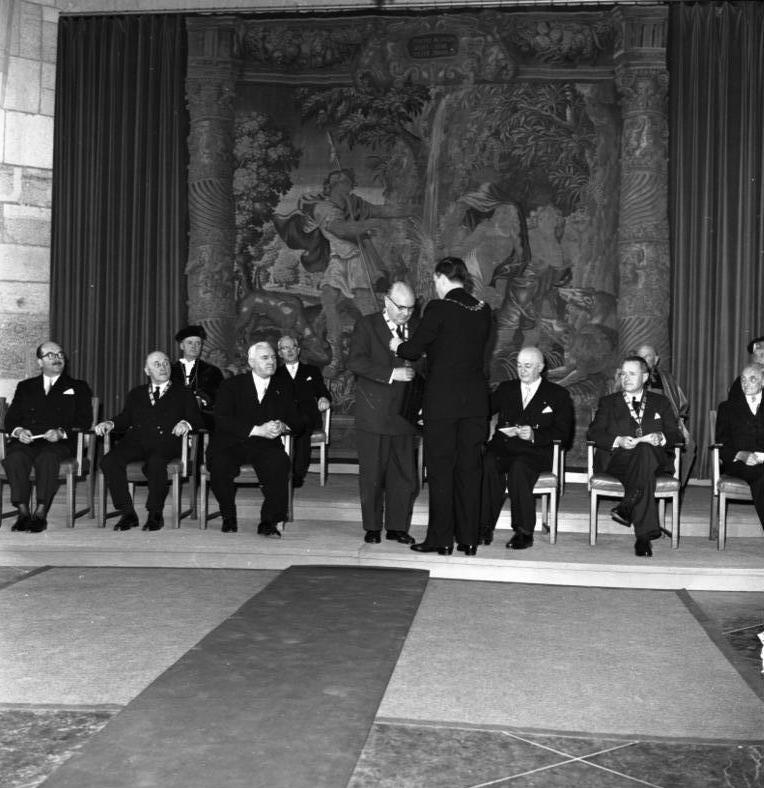
Verleihung des Karlspreises 1957 an Paul-Henri Spaak

Bereits im Jahr 1413 wurde der Öcher Bend, die Aachener Kirmes, das erste Mal erwähnt. Damals noch in der Innenstadt, wird seit 1927 der Bendplatz nahe dem Westbahnhof zweimal jährlich (im April und im August) zum Rummelplatz umfunktioniert. Der Aachener Weihnachtsmarkt findet in der Adventszeit rund um Dom und Rathaus statt und gilt als einer der drei größten und schönsten Weihnachtsmärkte Deutschlands. 50.000 Menschen 
besuchen den Weihnachtsmarkt täglich, anderthalb Millionen jährlich.
Jeweils Mitte November findet an der RWTH eine Vorführung des Films Die Feuerzangenbowle statt, nicht nur für Studenten und mit insgesamt etwa 6000 Zuschauern. Anschließend gibt es diverse öffentliche und private Feste, wo Feuerzangenbowle serviert wird. Aus literarischer Sicht erwähnenswert sind die Aachener Literaturtage, die Aachener Kinder- und Jugendbuchwochen und die von der Stadt ideell und finanziell unterstützte Vergabe des Walter-Hasenclever-Literaturpreises. Jüdische Kulturtage im Rheinland heißt ein Großprogramm mit sehr unterschiedlichen Kultursparten, an dem die Stadt sich seit 2002 regelmäßig beteiligt. Im Vordergrund steht die Begegnung zwischen jüdischen und nicht-jüdischen Lebenswelten.
Im Rahmen des Aachener Kultursommers spielten bis 2006 renommierte Musiker aus Rock, Pop, Jazz und Klassik auf dem Katschhof zwischen Dom und Rathaus. An einem Samstag im Frühling fand das Jazz-Festival Lust auf Jazz statt. Dabei treten zahlreiche Jazz-Bands auf verschiedenen Bühnen auf oder marschierten durch die Innenstadt. Beide Veranstaltungen wurden 2007 unter dem Titel Aachen September Special zusammengelegt. 
Alljährlich finden zudem im November die Aachener Bachtage, ausgerichtet vom Aachener Bachverein, statt.
Einst im Bereich des Ludwigforums angesiedelt, findet das Kimiko Festival nun auf dem Gelände des Campus Melaten der RWTH Aachen statt und bietet hierbei Musik, künstlerische Interaktion und ein erweitertes Begleitprogramm. 

Seit 2003 findet jährlich das Tanzsportwochenende Tanzen im Dreiländereck, auch Tanzen im 3LE genannt, statt. Es ist ein grenzübergreifendes Mehrflächenturnier an drei Veranstaltungsorten, das ursprünglich als 

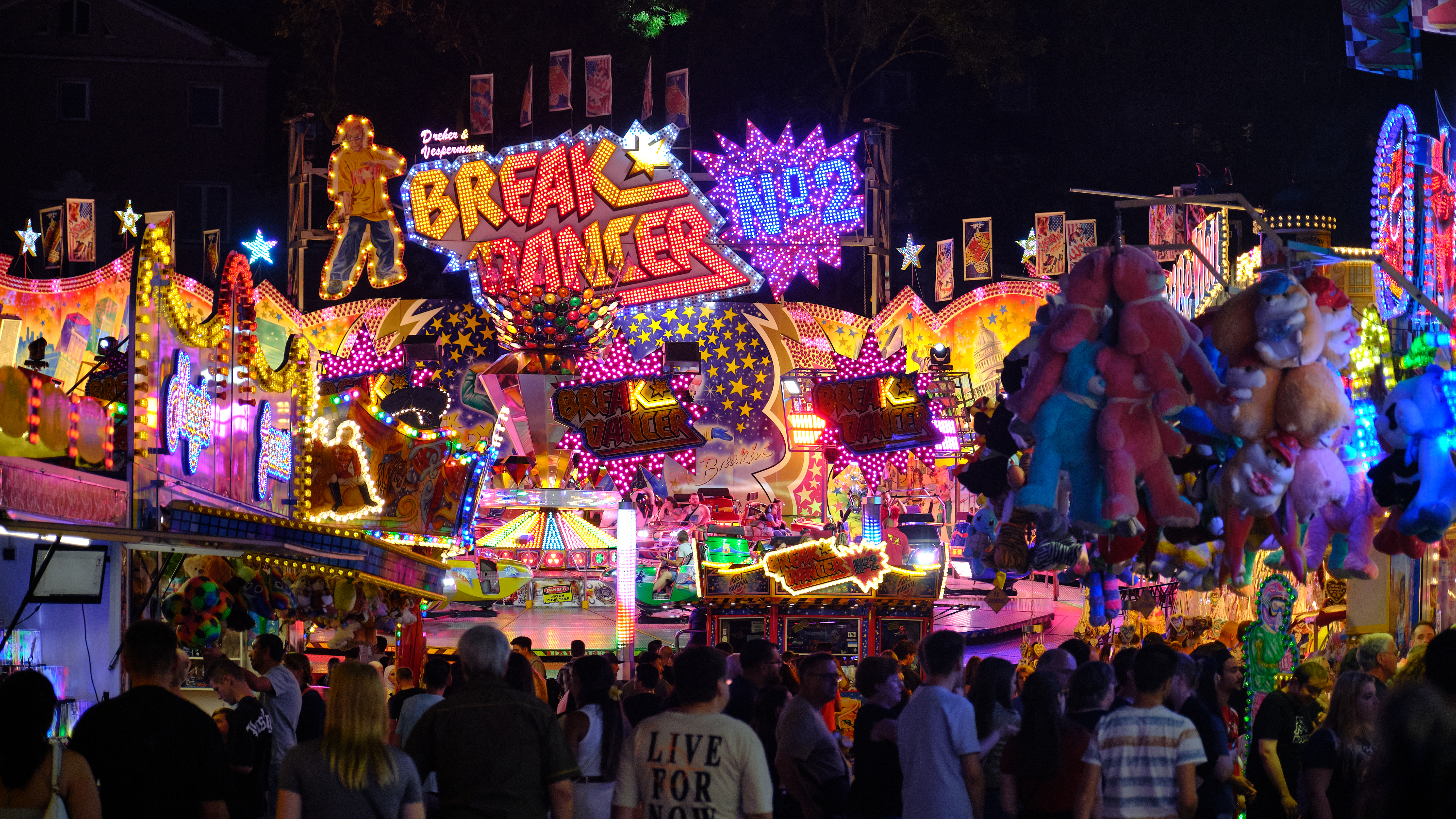
Öcher Bend

Gemeinschaftsveranstaltung von vier Aachener Tanzsportvereinen initiiert wurde. Die Veranstaltung bietet an zwei Tagen Tanzsportturniere in allen Klassen und eine große Abendveranstaltung. Es kommen auch Wertungsrichter aus Belgien und den Niederlanden zum Einsatz.

#### Wirtschaft und Märkte
Im Frühjahr öffnet alljährlich die Euregio-Wirtschaftsschau ihre Tore, die sich über zehn Tage erstreckt. Sie fand erstmals 1986 statt und wuchs in jedem Jahr. Die umgangssprachlich EUREGIO genannte Veranstaltung wartet mit Themen wie Schöner Wohnen, Haus und Garten, Mode und Schönheit etc. sowie jährlich neuen Sonderthemen auf. Über das Jahr verteilt finden zahlreiche Märkte in Aachen statt. Am bekanntesten sind der Europamarkt der Kunsthandwerker in der Innenstadt und der Historische Jahrmarkt in Aachen-Kornelimünster (derzeit pausiert).

#### Museales und Geschichtliches
Über das Jahr verteilt bieten verschiedene Institutionen einen Tag der offenen Tür. Dazu gehört der Tag des offenen Denkmals, der Tag der Architektur, die Lange Nacht der Museen und die Aachener lange Nacht der Kirchen. Die RWTH bietet außerdem die Wissenschaftsnacht und den Dies academicus.

### Kulinarische Spezialitäten

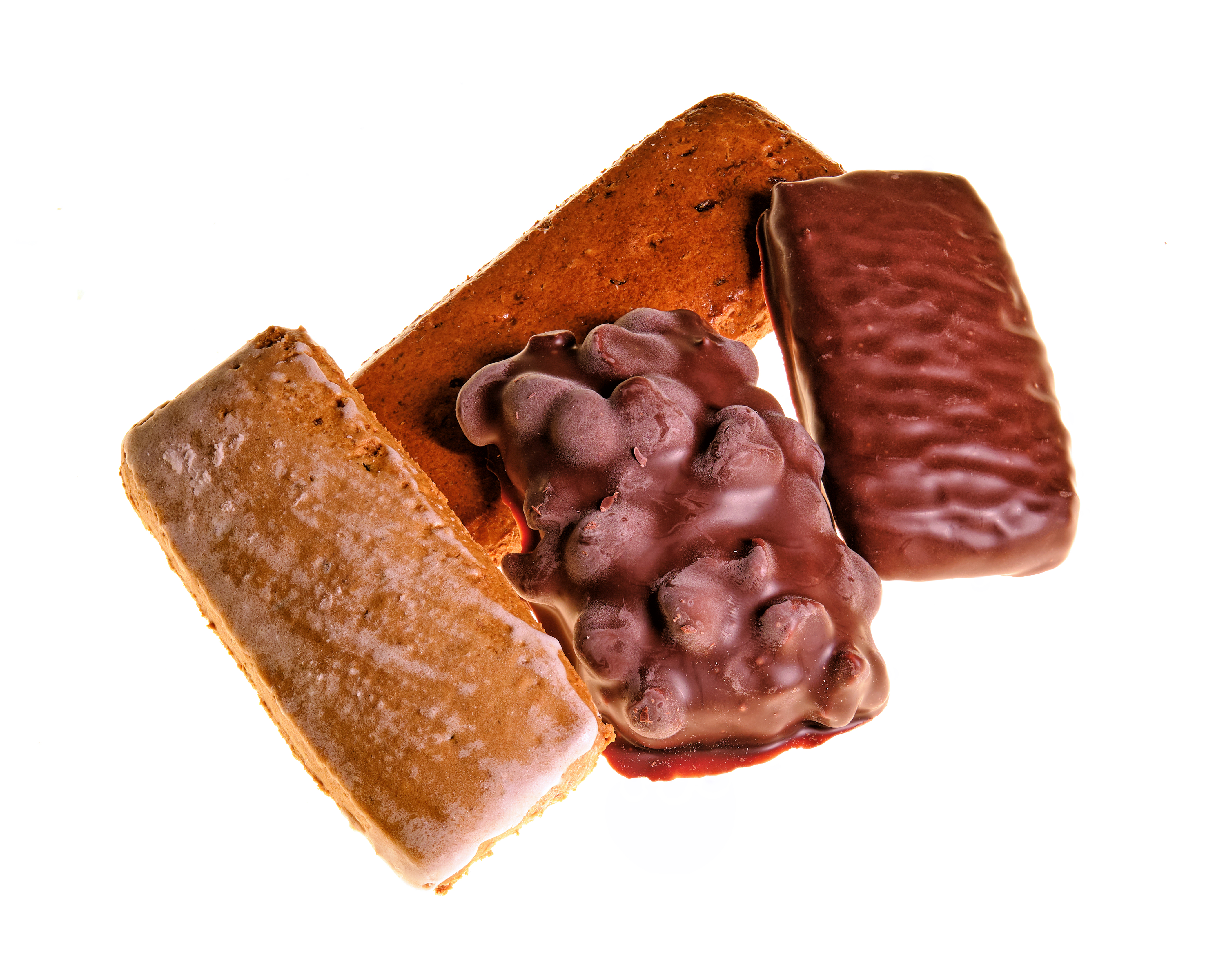
Aachener Printen

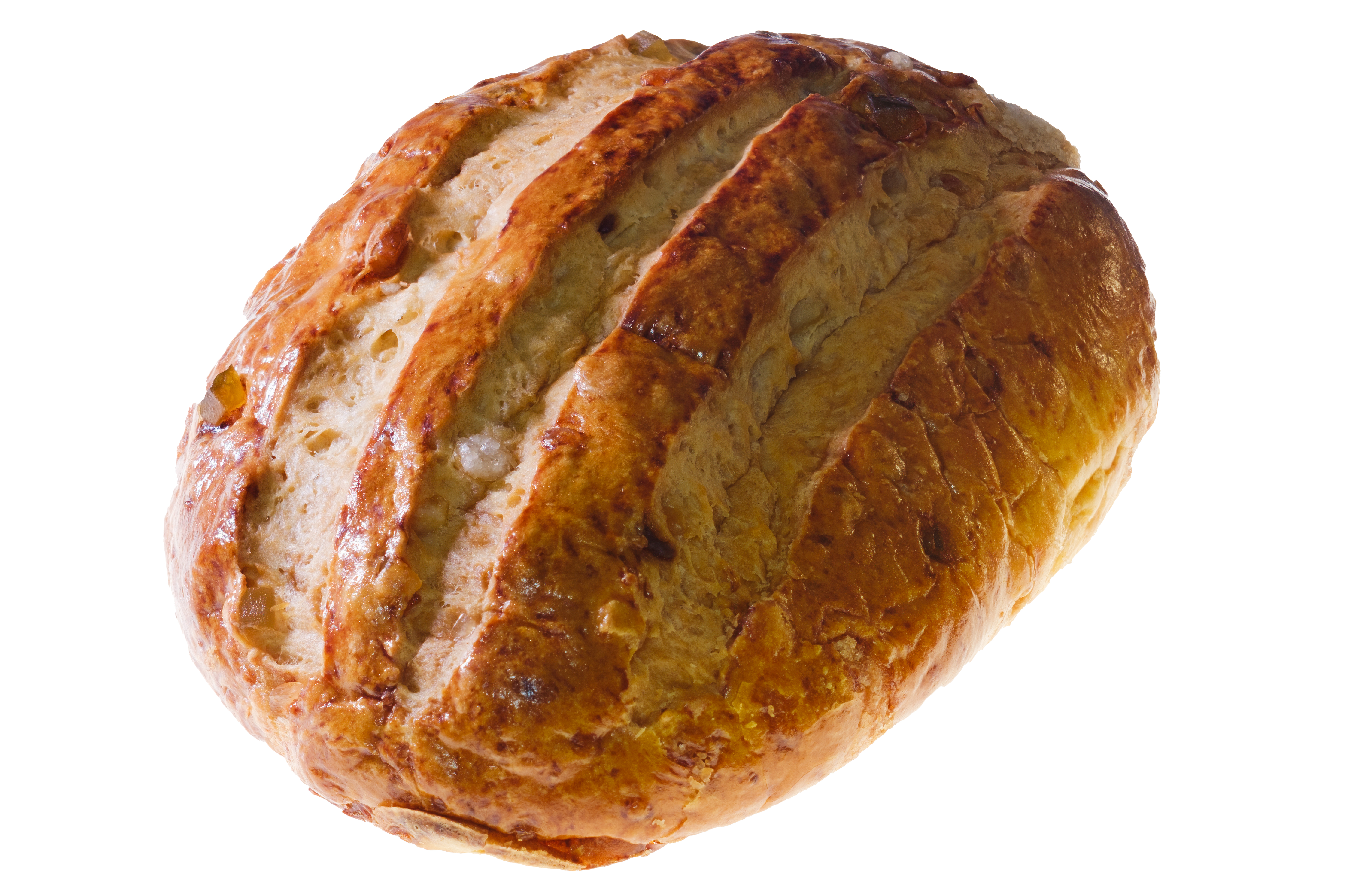
Poschweck

Die lokale Spezialität Aachens ist die Aachener Printe, ein Lebkuchengebäck mit vielen aromatischen Gewürzen, die, je nach Sorte, auch mit Schokolade oder Zuckerguss überzogen produziert wird. Außer zwischen den verschiedenen Sorten (wie Schokoladenprinten, Honigprinten, Prinzessprinten oder Kräuterprinten) ist grundsätzlich zwischen Hart- und Weichprinten zu unterscheiden. Alle Printensorten sind (je nach Hersteller und Auswahl) als Hart- und Weichprinten beziehungsweise in Zwischenstufen erhältlich. Die Süßwarenhersteller Lambertz und Lindt haben einen Werksverkauf in Aachen. Seit 1997 ist die Aachener Printe eine geschützte geografische Angabe der Europäischen Union.
Zu Ostern wird in Aachen traditionell der Poschweck gegessen, ein Hefegebäck mit Rosinen, Mandeln, Nüssen, Zitronat und Orangeat.
Außerdem hervorzuheben ist das nach Angaben der Aachener Nachrichten in Aachen erfundene Streuselbrötchen, ein Weichbrötchen mit Streuseln, das außerhalb von Aachen kaum bekannt ist.
Bis in die jüngste Zeit wurde in Aachen ein obergäriges Bier gebraut, das dem Kölsch verwandte Öcher Lager. Hierzu gehörte unter anderem die 1989 geschlossene Brauerei Degraa, an die noch einige Brauhäuser erinnern. Seit Ende 2010 gibt es wieder ein obergärig gebrautes Bier mit dem Namen Lennet Bier, benannt nach dem Aachener Original Lennet Kann. Zwischen 2011 und 2014 war auch Degraa wieder im Stadtgebiet erhältlich, hier handelte es sich nun um ein Pils. Die Produktion wurde 2014 eingestellt. Darüber hinaus existierten bis Mitte der zweiten Hälfte des 20. Jahrhunderts mehrere alteingessene Brauereibetriebe in Aachen, darunter die Aachener Exportbier-Brauerei, aus deren Filiale in Valkenburg aan de Geul ab 1921 die Brauerei De Leeuw entstanden ist.
Im Jahr 2021 kamen sowohl die Deutschen Meister der Hobbybrauer als auch der deutsche Vizemeister der Biersommeliere aus Aachen.
Herzhafte Spezialitäten sind der Aachener Sauerbraten, der anders als der rheinische Sauerbraten angerichtet wird, die Aachener Weihnachts-Leberwurst und der Puttes (Blutwurst), der so genannte „Öcher Kaviar“. Puttes gibt es gebraten mit Himmel und Erde, mit Kartoffelpüree und Kompes (Sauerkraut) oder geräuchert mit Senf zum Brot.
Auch das sogenannte Morre-Jemöß (Kartoffeln werden zusammen mit Möhren und Zwiebeln gekocht) erfreut sich großer Beliebtheit; dazu gibt es Rippchen oder Bratwurst mit Senf.

## Sport

### Sportstätten und Schwimmbäder

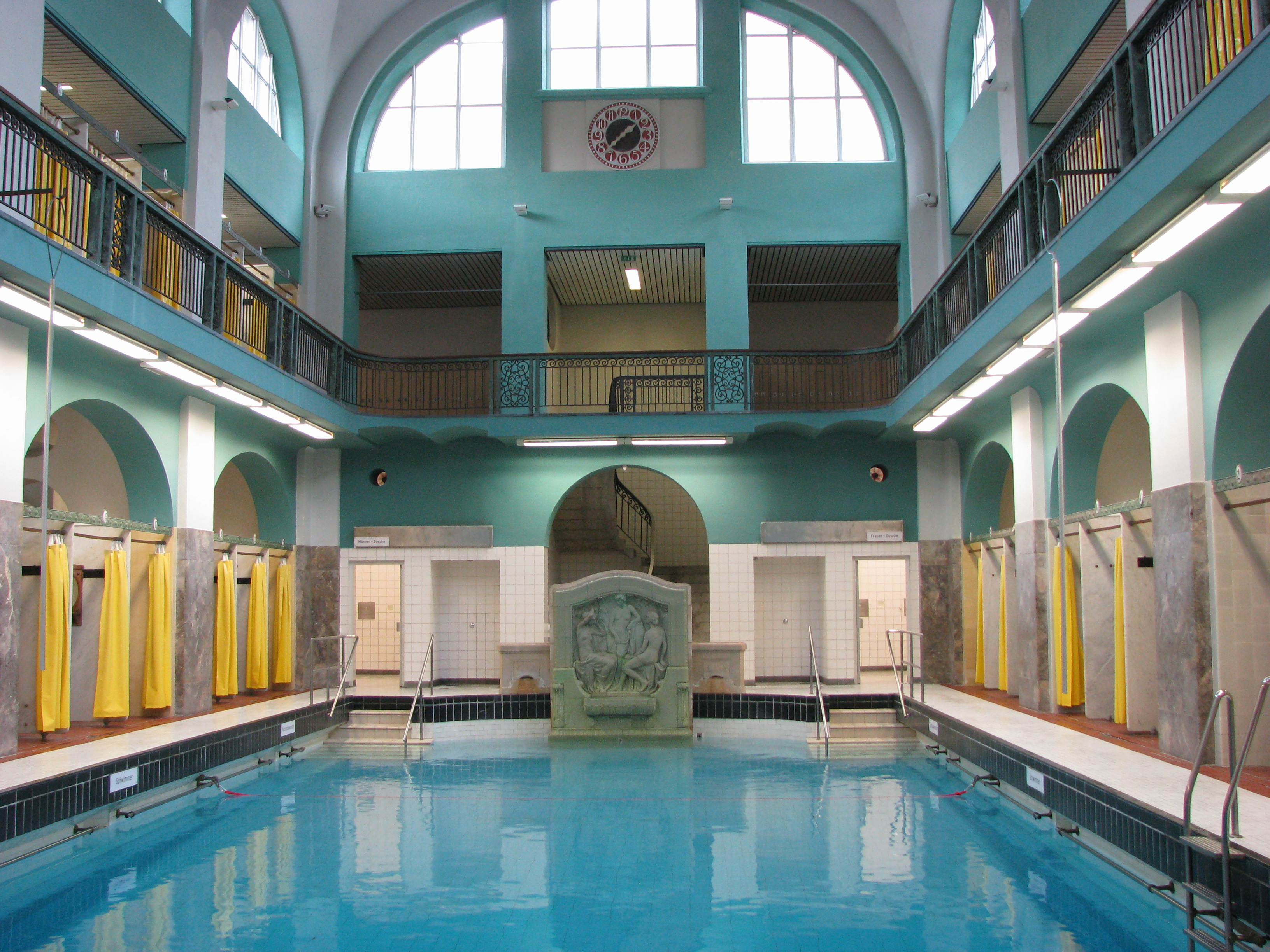
Kleine Schwimmhalle der Elisabethhalle

Die Stadt Aachen verfügt über fünf Schwimmhallen, wobei die Elisabethhalle besonders zu erwähnen ist, da sie direkt im Stadtzentrum liegt und beide Becken in weitgehend erhaltener Jugendstilarchitektur gebaut worden sind. Als weitere Einrichtung zum Schwimmen dient das Freibad Hangeweiher, direkt neben dem gleichnamigen See im Kaiser-Friedrich-Park, dessen Freibadsaison jeweils vom 1. Mai bis zum letzten Sonntag vor dem 16. September geht. 
Im Stadtgebiet Aachen findet man auch zahlreiche Sportplätze und Sporthallen verschiedener Art vor, die sich für diverse Sportarten eignen. Dazu gehören auch eine Eislaufhalle, die Tivoli-Kletterhalle, sowie eine Boulderhalle. Es gibt, neben dem Tivoli-Stadion, noch drei weitere Stadien in Aachen, das Aachener Waldstadion, das Ludwig-Kuhnen-Stadion und das Reitstadion des Aachen-Laurensberger Rennvereins (ALRV), in dem jährlich das CHIO-Turnier ausgetragen wird.

#### Tivoli-Stadion
Das (neue) Tivoli-Stadion ist das Aachener Fußballstadion. Das Tivoli-Stadion hat eine Kapazität von 32.960 Plätzen. Es wurde am 12. August 2009 mit einem Freundschaftsspiel gegen den belgischen Fußballclub Lierse SK eröffnet, das Ergebnis war ein 2:2. Am 17. August 2009 fand das erste Pflichtspiel der Alemannia gegen den FC St. Pauli im neuen Stadion statt, das sie mit 0:5 verlor.

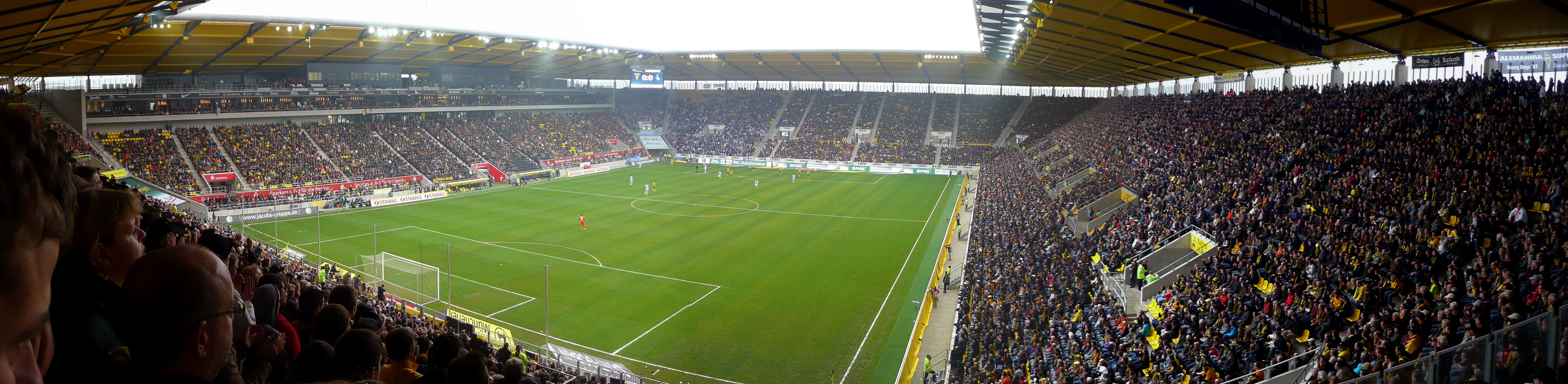
Tivoli-Stadion der Alemannia Aachen

Das alte Tivoli-Stadion mit einem Fassungsvermögen von 21.632 Zuschauern befand sich ebenfalls an der Krefelder Straße. Davon waren 3632 überdachte Sitzplätze und 5800 überdachte Stehplätze. Am 26. September 2011 wurde mit dem Abriss des alten Stadions begonnen.
Am 17. Mai 2008 erfolgte der erste Spatenstich zum Bau des neuen Stadions im Sportpark Soers. 

### Vereine
Aachener Sportvereine sind in verschiedensten Sportarten vertreten:

#### Fußball

Logo der Alemannia Aachen

Im Fußball ist vor allem Alemannia Aachen zu nennen, die in der Saison 2006/07 nach 36 Jahren zum ersten Mal wieder in der 1. Bundesliga spielte, jedoch nach einem Jahr wieder abstieg. Nach mittlerweile zwei Insolvenzen spielte Alemannia Aachen von 2013 bis 2024 in der Fußball-Regionalliga West. Am Ende der Regionalligasaison 2023/24 gelang Alemannia als Meister der Staffel West der Wiederaufstieg in die 3. Fußball-Liga.
Die zweite Mannschaft der Alemannia spielte zuletzt in der Saison 2016/17 in der Landesliga Mittelrhein II und wurde anschließend im Rahmen der zweiten Insolvenz und den damit verbundenen maßgeblichen Umstrukturierungen ebenso wie das angeschlossene Nachwuchsleistungszentrum vom laufenden Spielbetrieb abgemeldet.
Weiterhin gibt es noch eine Vielzahl kleinerer Vereine, die in fast jedem Stadtbezirk beheimatet sind. 

#### Volleyball und Handball

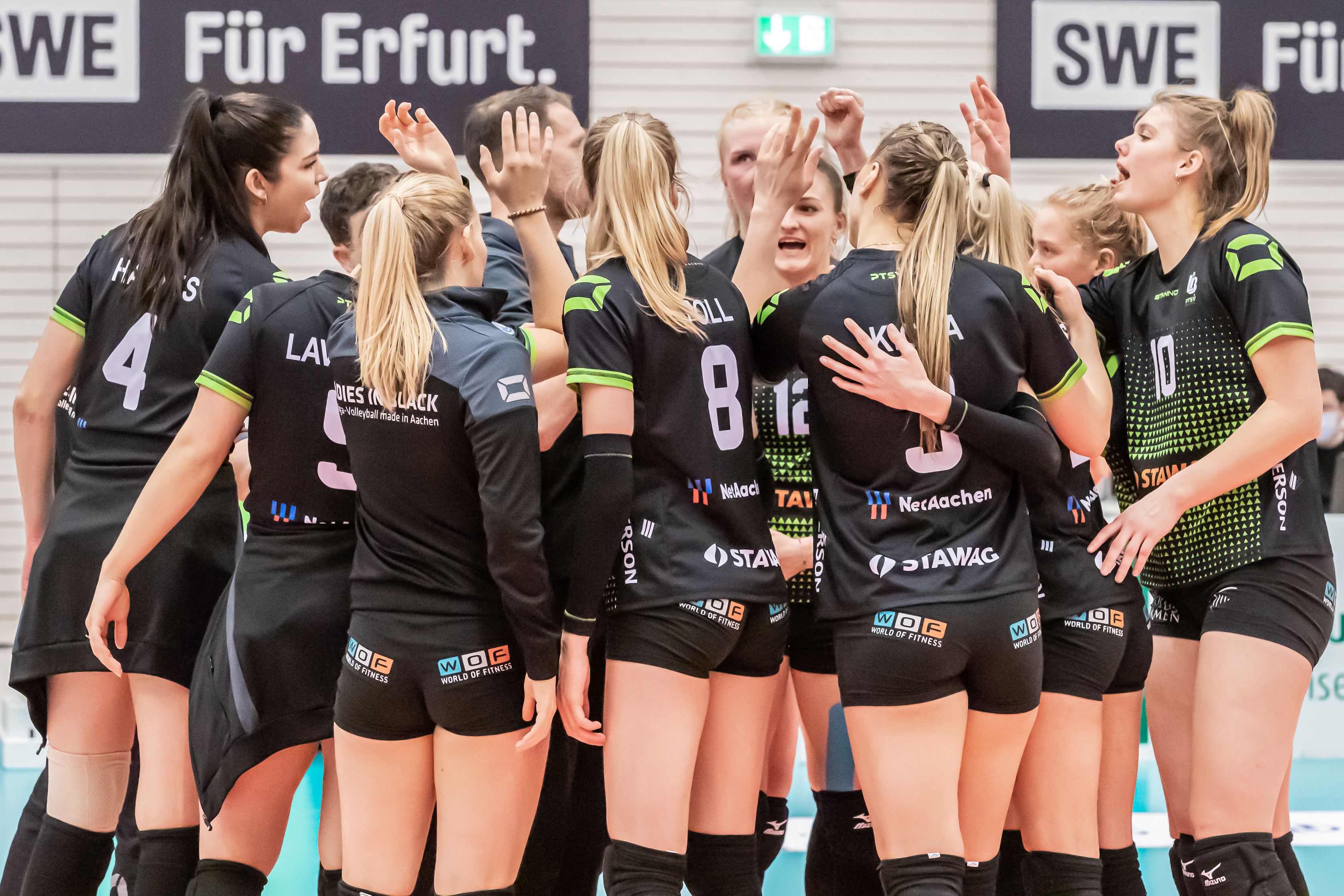
Ladies in Black, Spiel in Erfurt (2021)

Die Volleyball-Damenmannschaft des PTSV Aachen, die „Ladies in Black Aachen“, spielt seit der Saison 2008/09 in der Deutschen Volleyball-Bundesliga der Frauen. Die erste Herrenmannschaft des PTSV, die in der 3. Volleyball-Liga spielt, errang 1961 den deutschen Meistertitel. Beide Mannschaften waren im Jahr 2013 mit der gesamten Volleyballabteilung von der Alemannia Aachen zum PTSV gewechselt.
Des Weiteren ist der DJK-BTB Aachen (Burtscheider Turnerbund) im Handball in der Mittelrhein Oberliga aktiv. Daneben existieren viele weitere Vereine in fast allen darunter liegenden Ligen.

#### Boxen
Im Boxen hat der Verein MTK Boxen Aachen im Jahre 2006 zwei deutsche Meister, einen deutschen Vizemeister, fünf NRW- und fünf Mittelrheinmeister aus seinen Reihen geformt. Der Verein wurde für die beste Nachwuchsarbeit des Bezirks Aachen 2006 ausgezeichnet. In den Reihen der 2005 gegründeten Pound4Pound Boxpromotion Aachen, die 2010 in eine GmbH umgewandelt wurde, steht mit der Aachenerin Jessica Balogun die Europameisterin und Weltmeisterin (Stand: August 2010) der Verbände GBU und WFC in drei Gewichtsklassen. Bei Pound4Pound Boxpromotion Aachen boxt zudem Mario Guedes jr., der zeitweise (August 2010) jüngste Boxprofi Deutschlands.

#### Leichtathletik
In Aachen selbst gibt es darüber hinaus neben vielen kleine vier große Leichtathletik-Vereine: Alemannia Aachen, die Aachener TG, DJK Frankenberg Aachen sowie den DLC Aachen mit seiner starken Triathlon-Abteilung. Die bekanntesten Leichtathleten der letzten Jahre sind Rita Wilden (Alemannia Aachen, ehemalige Weltrekordhalterin und Olympiateilnehmerin über 200 m), Walter Rennschuh (DLC-Aachen, mehrfacher Seniorenweltmeister in den technischen Disziplinen und im Sprint), Jens Dautzenberg (Alemannia Aachen, mehrfacher Deutscher Meister über 400 m), André Collet (Aachener TG, mehrfacher Deutscher Meister und Altersklassen-Weltmeister im 100-km-Lauf), Peter Schumm (Alemannia Aachen, mehrfacher Deutscher-, Europa- und Weltmeister im Sportgehen) sowie die Triathletin Astrid Stienen, 2013 Europameisterin beim Ironman Germany in Frankfurt am Main in der AK 30 sowie Weltmeisterin in der AK 30 beim Ironman Hawaii.

#### Reitsport

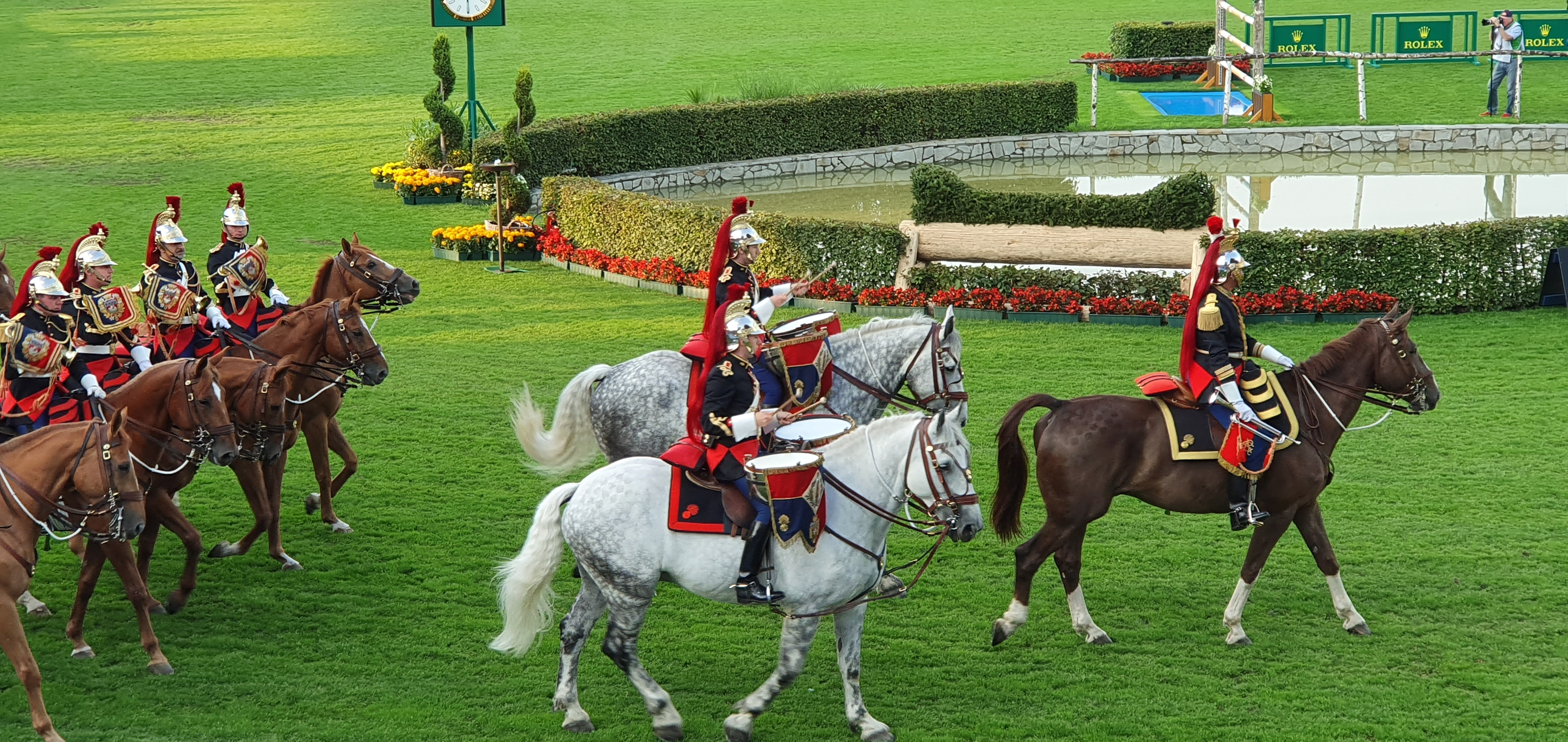
Garde républicaine während des CHIO 2019

Der Aachen-Laurensberger Rennverein (ALRV, ursprünglich nur Laurensberger Rennverein) wurde 1898 gegründet, um öffentliche Pferderennen zu organisieren. 1924 erwarb der Verein das Turniergelände in der Soers, wo außer Pferderennen auch Reit- und Fahrturniere ausgetragen wurden, aus denen sich der internationale Wettbewerb CHIO Aachen entwickelte. Das Hauptstadion des Vereins in der Soers fasst bis zu 50.000 Zuschauer und gilt damit als eines der größten Reitstadien der Welt.

#### Tanzen

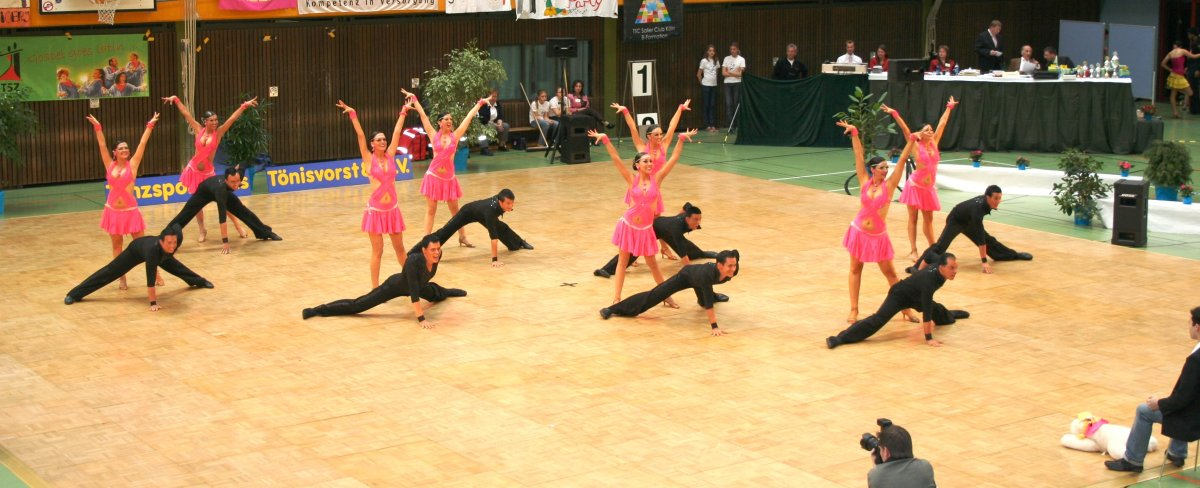
C-Team des Aachener TSC Blau-Silber

Mit dem Tanzsportverein TSC Schwarz-Gelb Aachen stellte Aachen dreimal in Folge – 1996, 1997 und 1998 – und 1992 den Weltmeister im lateinamerikanischen Formationstanz. Durch eine Fusion 2012 mit dem Aachener TSC Blau-Silber starten nun wieder vier Mannschaften im Ligabetrieb des DTV. Auch gibt es beim TSC Schwarz-Gelb Aachen eine Abteilung für Rollstuhltanzen. Weitere wichtige Tanzsportvereine Aachens sind der TSC Grün-Weiß Aquisgrana Aachen mit über 900 Mitgliedern aller Altersgruppen (Stand: 2011), dem größten Tanzsportverein des DTV in NRW, sowie das Tanzsportzentrum Aachen.

#### Tennis

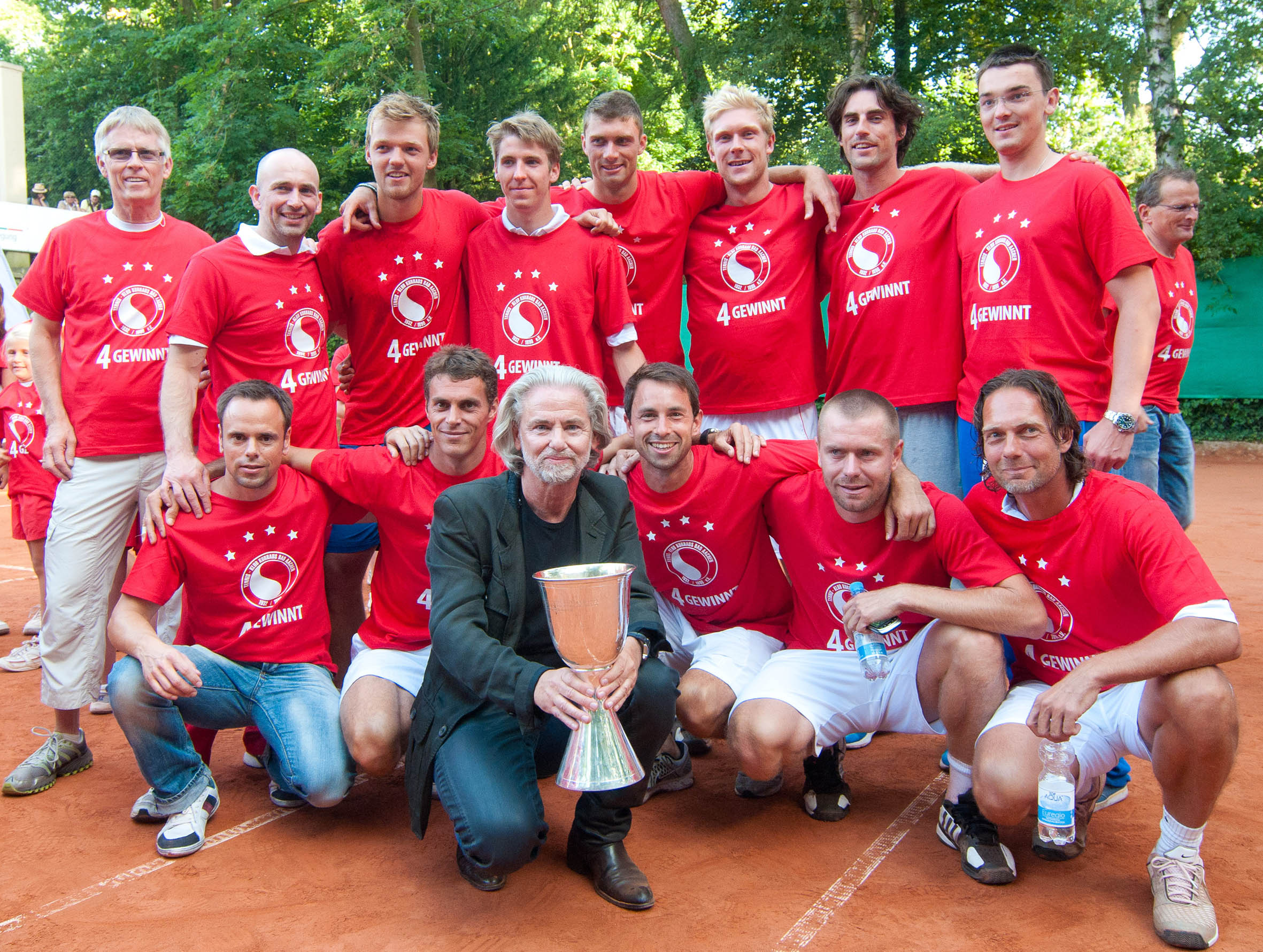
TK Kurhaus Lambertz Aachen: Deutscher Meister im Tennis 2012

Im Tennis spielt der TK Kurhaus Aachen seit 2004 in der Bundesliga und wurde 2005 Deutscher Vizemeister sowie 2008 (verlustpunktfrei), 2009, 2011, 2012 und 2013 Deutscher Meister. Im Lacrosse gewann die 1. Herrenmannschaft des FC Inde Hahn 2006 die deutsche Meisterschaft.

#### Basketball
Im Basketball ist die erste Herrenmannschaft der SG Aachen im Jahr 2006 in die 2. Regionalliga aufgestiegen. Die letzten großen Erfolge einer Aachener Basketball-Abteilung waren die Gewinne der deutschen Basketballmeisterschaft mit Alemannia Aachen in den Jahren 1963 und 1964. In der Basketballjugend hat sich der Brander TV seit Gründung seiner Basketballabteilung 1995 einen guten Namen gemacht und sich unter die ersten 30 von mehr als 290 Basketballvereinen in NRW geschoben. Von der U12 bis zur U18M sind alle Altersklassen in der Jugendregionalliga vertreten. 2008 haben sich die Haarener TE und der Brander TV zur Spielgemeinschaft Brand-Haaren zusammengefunden und bilden seitdem den größten Basketballclub im Raume Aachen. 2009 errangen The 4 Tigers den Deutschen Meistertitel im German Streetbasketball Championship, allesamt Mitglieder des Brander Turnverein 1883 e. V., trainiert von Josephina Hoffmann (José).

#### Football und Rugby
Die erste Herrenmannschaft des Rugby Club Aachen ist im Jahr 2012 erstmals in die 1. Bundesliga aufgestiegen, spielt jedoch mittlerweile erfolgreich in der 2. Bundesliga. Im Hockey spielt die erste Herrenmannschaft des Aachener Hockey-Clubs seit 2019 wieder in der Regionalliga.
Seit 2005 besteht der American-Football-Club Aachen Vampires, der seine Heimspiele im Ludwig-Kuhnen-Stadion in Burtscheid austrägt und derzeit (2018) in der Oberliga Nordrhein-Westfalen [IV] antritt.

#### Sonstiges
Aufwärts Aachen spielt in der 1. Schachbundesliga. Der Aachener SV von 1856, der älteste Schachverein im Aachener Schachverband, ist mit seiner ersten Mannschaft in der 2. Bundesliga-Gruppe West vertreten. In Aachen sind noch sechs weitere Schachvereine ansässig.
Mit der Karlsschützengilde vor 1198 Aachen e. V. besitzt Aachen den ältesten Verein Deutschlands, der ursprünglich für den Schutz der Aachener Pfalzkapelle zuständig war, sich aber mittlerweile erfolgreich auf dem Gebiet der olympischen Disziplinen im Sportschießen spezialisiert hat und der dazu über einen anerkannten Leistungsstützpunkt in Eilendorf verfügt.
Weitere national und international erfolgreiche Aachener Sportvereine sind die Aachener Schwimmvereinigung 06 im Schwimmen, der SV Neptun Aachen 1910 im Kunst- und Turmspringen, der Burtscheider Turnverein im Trampolinturnen, der BTB Aachen im Handball und der Allgemeine Turnverein Aachen im Rhönradturnen.
Der Aachener Eishockeyverein spielte zuletzt in der Saison 2012/13 in der NRW-Liga, wurde am Ende der Spielzeit aber vom Spielbetrieb zurückgezogen.

### Veranstaltungen

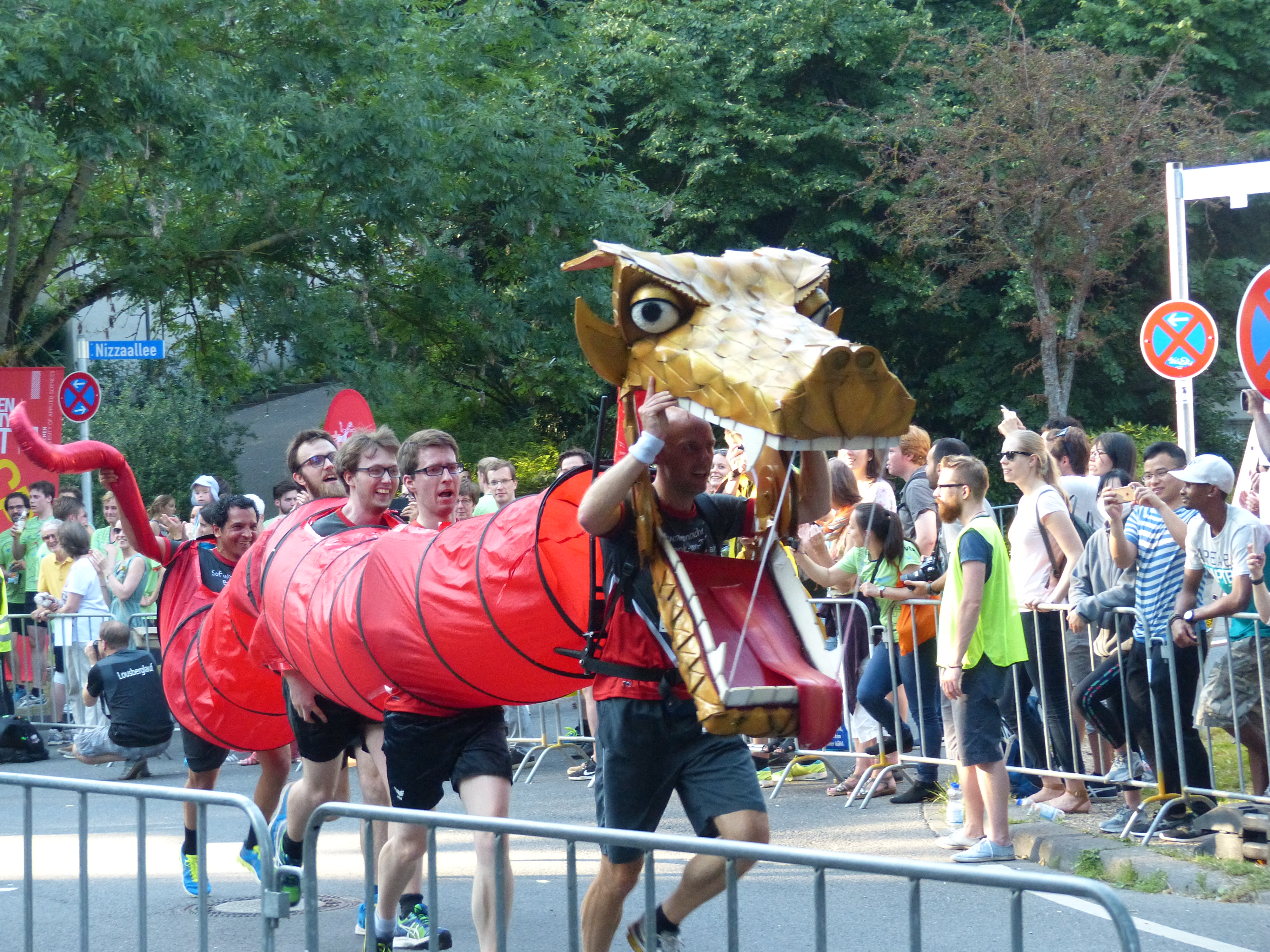
Humoristische Teilnahme beim Lousberglauf 2017

Aachen ist bekannt für große Reitsport-Veranstaltungen. Hier findet jährlich der CHIO Aachen statt, das weltweit größte Turnier für Springreiten, Dressur und Wagenfahren und das einzige der Kategorie Concours Hippique International Officiel in Deutschland. 2006 fanden die Weltreiterspiele (World Equestrian Games) in Aachen statt sowie neun Jahre später mit den FEI Europameisterschaften 2015 nochmals eine Veranstaltung vergleichbarer Größe.
Seit mehr als 20 Jahren findet jedes Jahr im Juli der 5555 Meter lange Lousberglauf mit mehr als 2000 Teilnehmern statt, der um den Lousberg herumführt mit einer Höhenamplitude von etwa 75 m. Ein weiterer Lauf ist der 18 km lange ATG Winterlauf der Aachener TG, der immer am dritten Sonntag im Dezember stattfindet. Mit über 2000 Läufern ist er einer der größten Volksläufe in der Region. Den Abschluss eines jeden Jahres bildet der von dem DLC Aachen ausgerichtete Silvesterlauf mit bis zu 2.500 Teilnehmern durch die Aachener Innenstadt.
Zwischen Dom und Rathaus auf dem Katschhof findet seit 2005 jährlich das Domspringen, ein Stabhochsprung-Wettbewerb, statt.
Jedes Jahr finden an mehreren Abenden über den ganzen Sommer verteilt Skatenights statt, an denen Skater, Rollschuhfahrer etc. auf abgesperrten Straßen durch die Stadt und die nähere Umgebung fahren.
Ebenfalls einmal jährlich, im Dezember, findet in Aachen das bekannte Unicup-Eishockeyturnier zwischen den RWTH-Fakultäten Maschinenbau, Elektrotechnik und Medizin statt. Eher in den Bereich Fun-Sport gehört das jährliche Seifenkistenrennen zwischen der RWTH Aachen und der FH Aachen.
Seit 2002 wird die Internationale Aachener Stadtmeisterschaft im Boxen ausgetragen. Dieses Turnier, das jedes Jahr im Dezember im Josefshaus stattfindet, wird vom MTK Boxen Aachen organisiert und veranstaltet.
Seit 2005 wird jedes Jahr im Juni der Alemannen-Cup, ein Badmintonturnier, veranstaltet.

## Persönlichkeiten
Die Stadt Aachen hat im Laufe der Geschichte 18 Personen zu Ehrenbürgern ernannt; diese finden sich in der Liste der Ehrenbürger von Aachen.
In Aachen geborene Persönlichkeiten sowie weitere für Aachen bedeutende Personen sind in der Liste von Persönlichkeiten der Stadt Aachen aufgeführt.